# 早見沙織
早見 沙織（はやみ さおり、1991年5月29日 - ）は、日本の女性声優、歌手。東京都出身。アイムエンタープライズ所属。
代表作は『俺の妹がこんなに可愛いわけがない』（新垣あやせ）、『あの日見た花の名前を僕達はまだ知らない』（鶴見知利子〈つるこ〉）、『やはり俺の青春ラブコメはまちがっている。』（雪ノ下雪乃）、『アイドルマスターシンデレラガールズ』（高垣楓）、『魔法科高校の劣等生』（司波深雪）、『魔法つかいプリキュア!』（花海ことは / キュアフェリーチェ / はーちゃん）、『鬼滅の刃』（胡蝶しのぶ）、『SPY×FAMILY』（ヨル・フォージャー）など。

## 来歴
幼少の頃から母親の影響で、池田昌子が吹き替えたオードリー・ヘプバーンの映画を鑑賞していた。小学4年生になるとオードリーの日本語は「誰かが後ろで声をあてている」と察するが、違和感がなく動きも合っていたことに衝撃を受ける。そこから声の仕事に興味を持ち、声優を志すきっかけとなる。
2004年4月、中学1年生の時に日本ナレーション演技研究所のジュニア声優クラスに入所。在籍中は、同校で講師を務めるならはしみきの指導を受けた。
2006年3月、アイムエンタープライズのオーディションを受けて採用される。初仕事は『こはるびより』のドラマCD。2007年4月、テレビアニメ『桃華月憚』の川壁桃花役でアニメデビューを果たすと同時に、日本ナレーション演技研究所の週1回クラスに進級した。2010年に早稲田大学人間科学部へ進学し、2014年に卒業。
声優デビュー時より、数多くの主題歌やキャラクターソングを担当し、バラードからポップス、ヒットソングのカバー曲や英語の楽曲など、様々な曲を歌いこなす。2009年には吉田仁美とのユニット「blue drops」としてテレビアニメ『そらのおとしもの』の主題歌などを担当した。その歌唱力には定評があり、ファンや同業者からも歌手デビューが待望されていた。
2015年4月21日、ラジオ「早見沙織のふり〜すたいる♪」内にて歌手デビューを発表。5月29日に、業界関係者向けにデビューコンベンションライブを開催し、一部をニコニコ生放送で配信した。8月12日にワーナー・ブラザース ホームエンターテイメントから発売されたデビューシングル「やさしい希望」は、自身が主演するテレビアニメ『赤髪の白雪姫』のオープニングテーマに使用され、8月24日付のオリコンウィークリーチャートでは初登場11位を獲得。9月19日のタワーレコード新宿店を皮切りに、リリースイベントを各地で開催。個人のライブ活動はこれが初めてとなる。
2016年、第10回声優アワードにて助演女優賞を受賞。
2022年5月、自身が声優を志すきっかけとなったオードリー・ヘプバーンの主演作『ローマの休日』が日本テレビで放映された際に、オードリー演ずるアン王女の吹き替えを担当した。
2022年、第9回Yahoo!検索大賞声優部門で5位を獲得。

## 特色
透明感のある声が特徴。アニメを中心に、幼女からハイティーンの少女や成人女性、物静かな役から明朗快活な役まで、さまざまな役を演じる。とりわけ、精霊（『セキレイ』）、人魚（『07-GHOST』）、天使（『そらのおとしもの』）、巫女（『我が家のお稲荷さま。』）、妖精（『魔法つかいプリキュア!』）などの神秘的なキャラクターを演じる機会が多い。吹き替えやナレーションも手がける。近年では少年役や、悪役の女性などを演じるケースもある。

## 人物
- 一人っ子である[22]。家族構成は父親、母親の3人家族。ペットとしてウサギの「ほたて」を飼っている。以前も別のウサギ「ブラ男」を飼っていた。
- 趣味はピアノ、料理、音楽鑑賞、映画鑑賞[2]。
- 漢字検定3級とペン習字優級の資格を持つ[2]。
- 刑事ドラマなどサスペンスものが好きで、とりわけ、ドラマ『相棒』シリーズの熱烈なファンであり、『相棒 -劇場版III- 巨大密室! 特命係 絶海の孤島へ』公開時には、推薦文を寄せている[23]。

## 出演
太字はメインキャラクター。

### テレビアニメ
2007年
- 桃華月憚（川壁桃花）
- CLANNAD-クラナド-（女子生徒）

2008年
- 神霊狩/GHOST HOUND（女子小学生A）
- シゴフミ（恋人）
- 我が家のお稲荷さま。（コウ）
- モノクローム・ファクター（女子生徒、女生徒）
- セキレイ（2008年 - 2010年、結 / 結女） - 2シリーズ

2009年
- 東のエデン（森美咲）
- 07-GHOST（ラゼット、ミカゲ〈ブルピャ〉、タジオ、シスター、ミカゲの妹）
- 初恋限定。（女子生徒A）
- バスカッシュ!（ヴィオレット）
- 宙のまにまに（矢来小夜、大八木朔〈子供〉）
- ポケットモンスター ダイヤモンド&パール（ルル）
- そらのおとしものシリーズ（2009年 - 2010年、イカロス） - 2シリーズ
- ささめきこと（錦木千津香）

2010年
- れでぃ×ばと!（鳳水蘭）
- オオカミさんと七人の仲間たち（灰原かかり）
- 伝説の勇者の伝説（クク）
- えむえむっ!（結野嵐子）
- バクマン。（2010年 - 2013年、亜豆美保、安之城舞、アナウンサー） - 3シリーズ
- STAR DRIVER 輝きのタクト（2010年 - 2011年、アゲマキ・ワコ）
- 俺の妹がこんなに可愛いわけがない（2010年 - 2013年、新垣あやせ、藤崎あやか） - 2シリーズ
- 刀語（皿場工舎）
- 神のみぞ知るセカイ（2010年 - 2013年、ハクア・ド・ロット・ヘルミニウム） - 3シリーズ

2011年
- それいけ!アンパンマン（2011年 - 2023年、カップケーキちゃん）
- あの日見た花の名前を僕達はまだ知らない。（鶴見知利子〈つるこ〉）
- そふてにっ（南雲志保）
- 森田さんは無口。（三浦千尋） - 2シリーズ
- 輪るピングドラム（久宝阿佐美）
- 機動戦士ガンダムAGE（2011年 - 2012年、ユリン・ルシェル）
- SKET DANCE（小倉メグミ〈声 - 亜豆美保〉）
- べるぜバブ（樫野諫冬）
- 世界一初恋2（女生徒）

2012年
- モーレツ宇宙海賊（ミレーネ・セルトン）
- 〈物語〉シリーズ（2012年 - 2019年、斧乃木余接）
- 戦国コレクション（千利休）
- TARI TARI（沖田紗羽）
- 超訳百人一首 うた恋い。（藤原高子）
- 氷菓（十文字かほ）
- ソードアート・オンライン（2012年 - 2020年、サチ） - 2シリーズ + 特別編
- トータル・イクリプス（崇宰恭子）
- 好きっていいなよ。（新井美樹）
- 頭文字D（2012年 - 2014年、上原美佳） - 2シリーズ
- FAIRY TAIL（2012年 - 2024年、カグラ・ミカヅチ） - 4シリーズ
- さくら荘のペットな彼女（2012年 - 2013年、上井草風香）

2013年
- RDG レッドデータガール（鈴原泉水子）
- やはり俺の青春ラブコメはまちがっている。（2013年 - 2020年、雪ノ下雪乃） - 3シリーズ
- 絶対防衛レヴィアタン（レヴィアタン）
- アラタカンガタリ〜革神語〜（エミス）
- 幻影ヲ駆ケル太陽（岡倉聖音）
- 恋愛ラボ（棚橋紘佳）
- ガンダムビルドファイターズ（アイラ・ユルキアイネン）

2014年
- とある飛空士への恋歌（シャロン・モルコス）
- バディ・コンプレックス（弓原雛 / ヒナ・リャザン） - 1シリーズ + 特別編
- 咲-Saki-全国編（神代小蒔）
- ノラガミ（2014年 - 2015年、梅雨） - 2シリーズ
- 最強銀河 究極ゼロ 〜バトルスピリッツ〜（学園長）
- 凪のあすから（おじょし様）
- 神々の悪戯（草薙結衣）
- 魔法科高校の劣等生（2014年 - 2024年、司波深雪） - 3シリーズ + スペシャル
- マンガ家さんとアシスタントさんと（足須沙穂都）
- ソウルイーターノット!（アーニャ・ヘプバーン）
- ご注文はうさぎですか?（2014年 - 2020年、青山ブルーマウンテン） - 3シリーズ
- グラスリップ（高山やなぎ）
- 六畳間の侵略者!?（ルースカニア・ナイ・パルドムシーハ）
- 団地ともお（まこ）
- ドラえもん（テレビ朝日版第2期）（2014年 - 2016年、キュウリ夫人、女子C、生徒〈2〉）
- 異能バトルは日常系のなかで（櫛川鳩子）
- 四月は君の嘘（2014年 - 2015年、井川絵見）
- ガールフレンド（仮）（風町陽歌）

2015年
- みんな集まれ!ファルコム学園SC（エマ・ミルスティン）
- アイドルマスター シンデレラガールズ（高垣楓） - 2シリーズ
- ヒーローバンク（恐夜マーサ）
- 銃皇無尽のファフニール（立川穂乃花）
- ローリング☆ガールズ（豆千代）
- 魔法少女リリカルなのはViVid（ギンガ・ナカジマ）
- 響け!ユーフォニアム（2015年 - 2024年、小笠原晴香） - 3シリーズ
- ダンジョンに出会いを求めるのは間違っているだろうか（2015年 - 2025年、リュー・リオン） - 6シリーズ
- 終わりのセラフ（柊シノア） - 2シリーズ
- 山田くんと7人の魔女（白石うらら） - 第5話エンドカードも担当。
- ガンスリンガー ストラトス（リューシャ）
- SHOW BY ROCK!!（2015年 - 2016年、阿） - 3シリーズ
- 城下町のダンデライオン（鮎ヶ瀬花蓮）
- 赤髪の白雪姫（2015年 - 2016年、白雪） - 2シリーズ
- うしおととら（2015年 - 2016年、鷹取明代） - 2シリーズ
- ワンパンマン（2015年 - 2019年、地獄のフブキ） - 2シリーズ
- うたわれるもの 偽りの仮面（2015年 - 2016年、ムネチカ）

2016年
- 無彩限のファントム・ワールド（和泉玲奈）
- 魔法つかいプリキュア!（2016年 - 2025年、はーちゃん / 花海ことは / キュアフェリーチェ、猫、改札、ひすい） - 2シリーズ
- ビッグオーダー（久能マリ）
- 甘々と稲妻（飯田小鳥）
- 一人之下 the outcast（2016年 - 2018年、馮宝宝） - 2シリーズ
- アンジュ・ヴィエルジュ (アウロラ）
- ガンダムビルドファイターズトライ アイランド・ウォーズ（アイラ）
- 終末のイゼッタ（フィーネ）
- 魔法少女育成計画（シスターナナ / 羽二重奈々）

2017年
- 政宗くんのリベンジ（2017年 - 2023年、朱里小十郎） - 2シリーズ
- 風夏（氷無小雪）
- 幼女戦記（ヴィーシャ）
- エルドライブ【ēlDLIVE】（其方美鈴）
- ハンドシェイカー（シグレ / 花咲時雨）
- BORUTO-ボルト- NARUTO NEXT GENERATIONS （2017年 - 2023年、うずまきヒマワリ）
- 覆面系ノイズ（有栖川仁乃）
- アイドルマスター シンデレラガールズ劇場（2017年 - 2019年、高垣楓） - 4シリーズ
- パズドラクロス（焔刻の時龍契士・ミル）
- 賭ケグルイ（2017年 - 2019年、蛇喰夢子） - 2シリーズ
- バトルガール ハイスクール（常磐くるみ）
- Fate/Apocrypha（赤のアーチャー / アタランテ）
- 6HP/シックスハートプリンセス（ゴールドプリンセス）
- 十二大戦（砂粒）
- Code:Realize 〜創世の姫君〜（カルディア）
- 宝石の国（ゴーシェナイト）
- 魔法使いの嫁（2017年 - 2018年、リャナン・シー）

2018年
- 宇宙よりも遠い場所（白石結月）
- みっちりねこ（リボン）
- バジリスク 〜桜花忍法帖〜（蓮）
- ダーリン・イン・ザ・フランキス（ココロ）
- 覇穹 封神演義（竜吉公主）
- 実験品家族 -クリーチャーズ・ファミリー・デイズ-（アシス）
- はたらく細胞（2018年 - 2021年、制御性T細胞 / 未熟胸腺細胞） - 2シリーズ
- フューチャーカード 神バディファイト（夢語メル）
- 名探偵コナン（古岡美鳥）
- DOUBLE DECKER! ダグ&キリル（ディーナ・デル・リオ）
- RELEASE THE SPYCE（ドルテ）
- HUGっと!プリキュア（花海ことは / キュアフェリーチェ）
- ラディアン（2018年 - 2020年、ウルミナ・バグリオーレ） - 2シリーズ
- レイトン ミステリー探偵社 〜カトリーのナゾトキファイル〜（サマーサ・スティーブンス）
- 逆転裁判 〜その「真実」、異議あり!〜（鹿羽うらみ）

2019年
- エガオノダイカ（ステラ・シャイニング）
- 異世界かるてっと（2019年 - 2020年、ヴィーシャ） - 2シリーズ
- 盾の勇者の成り上がり（2019年 - 2022年、テリス） - 2シリーズ
- かつて神だった獣たちへ（ベアトリス / セイレーン）
- 彼方のアストラ（ユンファ・ルー）
- 鬼滅の刃（2019年 - 2024年、胡蝶しのぶ） - 3シリーズ
- 魔入りました!入間くん（2019年 - 2023年、アザゼル・アメリ） - 3シリーズ
- Fate/Grand Order -絶対魔獣戦線バビロニア-（2019年 - 2020年、牛若丸）

2020年
- ゲゲゲの鬼太郎（第6作）（ひとうお子）
- 痛いのは嫌なので防御力に極振りしたいと思います。（2020年 - 2023年、カスミ、ふあふわふれあいルームの猫たち） - 2シリーズ
- ソマリと森の神様（ウゾイ）
- 神之塔 -Tower of God-（2020年 - 2024年、ラヘル） - 3シリーズ
- 新サクラ大戦 the Animation（クラリス）
- 乙女ゲームの破滅フラグしかない悪役令嬢に転生してしまった…（2020年 - 2021年、マリア・キャンベル） - 2シリーズ
- もっと!まじめにふまじめ かいけつゾロリ（2020年 - 2022年、ローズ） - 3シリーズ
- 継つぐもも（織小花央姫）
- 宇崎ちゃんは遊びたい!（2020年 - 2022年、宇崎月） - 2シリーズ
- 炎炎ノ消防隊 弐ノ章（ドミニオンズのお姉さん）
- ドラゴンクエスト ダイの大冒険 (2020)（2020年 - 2022年、レオナ）
- 魔王城でおやすみ（ナレーション、でびあくま、カイミーン女王）
- 神達に拾われた男（2020年 - 2023年、エリーゼ・ジャミール） - 2シリーズ
- 呪術廻戦（2020年 - 2023年、伏黒津美紀） - 2シリーズ
- かえるのピクルス - きもちのいろ -（美大生）

2021年
- SK∞ エスケーエイト（エマ、少女）
- SHOW BY ROCK!! STARS!!（阿）
- 蜘蛛ですが、なにか?（D / 管理者D）
- 86-エイティシックス-（2021年 - 2022年、アンジュ・エマ） - 2シリーズ
- さよなら私のクラマー（梶みずき）
- バトルアスリーテス大運動会 ReSTART!（ヤナ・クリストファ）
- 魔法科高校の優等生（司波深雪）
- 月が導く異世界道中（2021年 - 2024年、エマ） - 2シリーズ
- NIGHT HEAD 2041（新城エミリ）
- 100万の命の上に俺は立っている（グレンダ・カーター）
- ONE PIECE（2021年 - 、ヤマト）
- キミとフィットボクシング（リン）
- SELECTION PROJECT（天沢灯）
- 先輩がうざい後輩の話（桜井桃子）
- サクガン（シーナ）

2022年
- 平家物語（平徳子）
- プリンセスコネクト!Re:Dive Season 2（レイ）
- ドールズフロントライン（Vector）
- ブラック★★ロックシューター DAWN FALL（デッドマスター）
- ヒロインたるもの!〜嫌われヒロインと内緒のお仕事〜（中村千鶴）
- SPY×FAMILY（2022年 - 2023年、ヨル・フォージャー） - 3シリーズ
- であいもん（私市緋色）
- かぐや様は告らせたい〜天才たちの恋愛頭脳戦〜（2022年 - 2023年、龍珠桃） - 1シリーズ + 特別編
- このヒーラー、めんどくさい（マリア・デスフレイム）
- RWBY 氷雪帝国（ルビー・ローズ）
- 最近雇ったメイドが怪しい（ゆうり）
- うたわれるもの 二人の白皇（ムネチカ）
- 聖剣伝説 Legend of Mana -The Teardrop Crystal-（セラフィナ）
- うる星やつら (2022)（2022年 - 2024年、おユキ）- 2シリーズ
- ブルーロック（2022年 - 2024年、玲王の母） - 2シリーズ

2023年
- 火狩りの王（2023年 - 2024年、綺羅） - 2シリーズ
- デジモンゴーストゲーム（クオンタモン）
- 彼女が公爵邸に行った理由（宝石の女、ベアトリス・トランチェ）
- アイドルマスター シンデレラガールズ U149（高垣楓）
- AYAKA -あやか-（尼宮百々子）
- 贄姫と獣の王（アナスタシア）
- デュエル・マスターズ WIN 決闘学園編（2023年 - 2024年、女神、コンプレックス）
- ダークギャザリング（H城址の霊）
- 冒険者になりたいと都に出て行った娘がSランクになってた（アンジェリン）
- 婚約破棄された令嬢を拾った俺が、イケナイことを教え込む（シャーロット・エヴァンズ）
- 陰の実力者になりたくて! 2nd season（エリザベート）
- 豚のレバーは加熱しろ（イース）
- SHY（2023年 - 2024年、イノリ） - 2シリーズ
- 全力ウサギ（ネエサン)

2024年
- ダンジョン飯（ファリン、人魚）
- マッシュル-MASHLE- 神覚者候補選抜試験編（ソフィナ・ブリビア）
- 魔女と野獣（ファノーラ・クリストフル）
- 望まぬ不死の冒険者（謎の女性）
- ふしぎ駄菓子屋 銭天堂（山田妙子）
- ブルーアーカイブ The Animation（ナギサ）
- ラーメン赤猫（クリシュナ）
- 疑似ハーレム（七倉凛）
- ハズレ枠の【状態異常スキル】で最強になった俺がすべてを蹂躙するまで（高雄聖）
- 小市民シリーズ（小佐内母）
- ばいばい、アース（2024年 - 2025年、シェリー） - 2シリーズ
- 結婚するって、本当ですか（本城寺莉香）
- 君は冥土様。（Nazca）
- ひとりぼっちの異世界攻略（アンジェリカ）

2025年
- 没落予定の貴族だけど、暇だったから魔法を極めてみた（ジョディ）
- SAKAMOTO DAYS（大佛） - 2シリーズ
- 鬼人幻燈抄（白雪 / 白夜）
- 未ル わたしのみらい（ナガハマ ウミ、MIRU）
- 勘違いの工房主〜英雄パーティの元雑用係が、実は戦闘以外がSSSランクだったというよくある話〜（マーレフィス）
- ブスに花束を。（田端花）
- 雨と君と（藤）
- フードコートで、また明日。（斉藤）
- ばっどがーる（泉ゆめ）
- 無職の英雄 〜別にスキルなんか要らなかったんだが〜（ライナ）
- グノーシア（ステラ）

2026年
- 多聞くん今どっち!?（木下うたげ）

時期未定
- 魔術師クノンは見えている（クノン・グリオン）
- ブレイド&バスタード（アイニッキ）

### 劇場アニメ
2009年
- 東のエデン（2009年 - 2010年、森美咲） - 3作品

2010年
- 劇場版 NARUTO -ナルト- 疾風伝 ザ・ロストタワー（サーラ）
- 劇場版 Fate/stay night UNLIMITED BLADE WORKS（アナウンサー）

2011年
- Xi AVANT（謎の少女）
- そらのおとしもの（2011年 - 2014年、イカロス） - 2作品
- トワノクオン（キリ）
- 万能野菜 ニンニンマン（まりちゃん）

2013年
- クレヨンしんちゃん バカうまっ!B級グルメサバイバル!!（キャビア）
- 劇場版 あの日見た花の名前を僕達はまだ知らない。（鶴見知利子〈つるこ〉）
- SHORT PEACE 『火要鎮』（お若）
- スタードライバー THE MOVIE（アゲマキ・ワコ）
- 陽なたのアオシグレ（シグレ）

2015年
- 音楽少女（中山さくら)
- ガールズ&パンツァー 劇場版（カルパッチョ）
- BORUTO -NARUTO THE MOVIE-（うずまきヒマワリ）

2016年
- 映画プリキュアシリーズ（2016年 - 2024年、花海ことは / キュアフェリーチェ）- 7作品
- GANTZ:O（レイカ）
- 映画 聲の形（西宮硝子）
- 響け！ユーフォニアムシリーズ（2016年 - 2019年、小笠原晴香） - 3作品

2017年
- 劇場版 はいからさんが通る（2017年 - 2018年、花村紅緒） - 前後編
- BLAME!（サナカン）
- 劇場版 魔法科高校の劣等生 星を呼ぶ少女（司波深雪）

2018年
- 映画ドラえもん のび太の宝島（ビビ）
- GODZILLA 星を喰う者（ハルカ・サカキ）

2019年
- 劇場版 幼女戦記（ヴィクトーリヤ・イヴァーノヴナ・セレブリャコーフ）
- 劇場版 ダンジョンに出会いを求めるのは間違っているだろうか -オリオンの矢-（リュー・リオン）
- 劇場版 誰ガ為のアルケミスト（クロエ）

2020年
- BURN THE WITCH（メイシー・バルジャー）
- 劇場版 鬼滅の刃 無限列車編（胡蝶しのぶ）
- どうにかなる日々（百合）
- 君は彼方（菊ちゃん）

2021年
- 機動戦士ガンダム 閃光のハサウェイ（ケリア・デース）
- フラ・フラダンス（夏凪真理、CoCoネェさん）

2022年
- RE:cycle of the PENGUINDRUM [前編] 君の列車は生存戦略（久宝阿佐美）
- 劇場版 異世界かるてっと 〜あなざーわーるど〜（ヴィーシャ）

2023年
- 劇場版 美少女戦士セーラームーンCosmos（セーラースターメイカー / 大気光） - 前後編
- 駒田蒸留所へようこそ（駒田琉生）
- 劇場版 ポールプリンセス!!（蒼唯ノア）
- 劇場版 乙女ゲームの破滅フラグしかない悪役令嬢に転生してしまった…（マリア・キャンベル）
- 劇場版 SPY×FAMILY CODE: White（ヨル・フォージャー）

2024年
- 劇場版ブルーロック -EPISODE 凪-（玲王母）
- 劇場版 オーバーロード 聖王国編（カルカ・ベサーレス）
- 劇場版 イナズマイレブン 新たなる英雄たちの序章（香澄崎栄子）

2025年
- ベルサイユのばら（ロザリー）
- 劇場版 鬼滅の刃 無限城編 第一章 猗窩座再来（胡蝶しのぶ）

### OVA
2007年
- こはるびより（御堂菫）

2009年
- 限定少女。（女子生徒、女子部員B）

2010年
- 怪物王女（2010年 - 2011年、姫） - コミック第13・14・16巻OAD付き限定版
- 灼眼のシャナS（宇垣成子）
- そらのおとしもの（イカロス）
- 眼鏡なカノジョ（木村美月）

2011年
- エア・ギア 黒の羽と眠りの森 -Break on the sky- Trick2（中山弥生）
- マジンカイザーSKL（由木翼） - 2010年劇場先行公開
- 森田さんは無口（三浦千尋）

2012年
- Aチャンネル+smile（友達A）
- 君のいる町（神咲七海）

2012年
- コードギアス 亡国のアキト（2012年 - 2016年、ヒルダ・フェイガン）
- 流れ星レンズ（南由里子）
- わんおふ -one off-（鏑木小夜）

2013年
- やはり俺の青春ラブコメはまちがっている。（2013年 - 2016年、雪ノ下雪乃） - ゲーム『やはりゲームでも俺の青春ラブコメはまちがっている。』『やはりゲームでも俺の青春ラブコメはまちがっている。続』限定版

2014年
- 俺の脳内選択肢が、学園ラブコメを全力で邪魔している（片恋ノゾミ）
- ガールズ&パンツァー これが本当のアンツィオ戦です!（カルパッチョ）
- ノラガミ（梅雨） - コミック第11巻OAD付き限定版
- 山田くんと7人の魔女（2014年 - 2015年、白石うらら） - コミック第15・17巻OAD付き限定版

2015年
- サイボーグ009VSデビルマン（牧村美樹）
- 四月は君の嘘（井川絵見） - コミック第11巻OAD付き限定版
- 東京喰種トーキョーグール【JACK】（三波麗花）
- 響け！ユーフォニアム「かけだすモナカ」（小笠原晴香） - 第1期Blu-ray第7巻収録番外編

2016年
- 赤髪の白雪姫（白雪） - コミック第15巻OAD付き限定版
- ダンジョンに出会いを求めるのは間違っているだろうか（リュー・リオン）
- 終わりのセラフ（柊シノア） - コミック第11巻OVA付き限定版
- 機動戦士ガンダム THE ORIGIN（2016年 - 2017年、ララァ・スン） - 2019年に再編集作品『THE ORIGIN 前夜 赤い彗星』テレビ放送

2017年
- ご注文はうさぎですか??（2017年 - 2019年、青山ブルーマウンテン） - 2作品
- ガールズ&パンツァー 最終章（2017年 - 2023年、カルパッチョ）

2018年
- 政宗くんのリベンジ（朱里小十郎） - コミックス第10巻OAD付き特装版

2021年
- Fate/Grand Carnival（アタランテ、謎のアルターエゴ・Λ）

### Webアニメ
2010年代
- 俺の妹がこんなに可愛いわけがない（2011年 - 2013年、新垣あやせ） -  2シリーズ
- 神羅万象〜天地神明の章〜（2014年、ノイン）
- 君が棲む街 〜文京編/早稲田編〜（2015年、フィービー）
- 弱酸性ミリオンアーサー（2015年、クルミン、パルディッシュ）
- 暦物語（2016年、斧乃木余接）
- 佐賀県を巡るアニメーション「約束の器 有田の初恋」「冬の誓い 夏の祭り 武雄の大楠」（2016年、秋野奈緒）
- ガールフレンド（♪）（2016年、風町陽歌）
- フィンたん 「ユニーク大会にチャレンジ！」 「フィンたんと桜の出会い」「フィンランド・ジャパンアワード」（2017年、フィンたん）
- あるゾンビ少女の災難（2018年、ユーフロジーヌ・シュトゥディオン）
- ゼノンザード THE ANIMATION（2019年、アイリエッタ・ラッシュ）
- Levius -レビウス-（2019年、謎の美少女）

2020年
- ノクターンブギ（井戸柳たま子、ペリン・ケンドリック）

2021年
- アイドルマスター シンデレラガールズ劇場 Extra Stage（高垣楓）
- ぶらどらぶ（渡部マキ）

2022年
- コタローは1人暮らし（秋友美月）
- もっと！まじめにふまじめ かいけつゾロリ ゾロリのへや（ローズ）
- スプリガン（マリア・クレメンティ中佐）
- CINDERELLA GIRLS 10th Anniversary Celebration Animation ETERNITY MEMORIES（高垣楓）
- LUPIN ZERO（2022年 - 2023年、洋子）

2023年
- ポールプリンセス!!（蒼唯ノア）
- Fate/Grand Order 藤丸立香はわからない（マルタ〔ライダー / ルーラー / キャスター〕） - 1シリーズ + 特別編
- GAMERA -Rebirth-（エミコ・メルキオリ）

2024年
- T・Pぼん（セリーヌ）
- 〈物語〉シリーズ オフ&モンスターシーズン（2024年、斧乃木余接）

### ゲーム
2007年
- SDガンダム GGENERATION（2007年 - 2025年、ユリン・ルシェル / ユリン・バーミングス、ネリィ・オルソン） - 6作品
- ♂モット!! 恋愛主義♀「Boreas」（木原千穗）
- ジオテイル（牧田弥生、神野末葉）

2009年
- アークサイン（大神官ユイ様、イカロス）
- コンチェルトゲート フォルテ（言霊【早】）
- セキレイ 〜未来からのおくりもの〜（結）
- ラブプラス（高嶺愛花）
- 蘭島物語 レアランドストーリー 少女の約定（フェイ）

2010年
- スカッとゴルフ パンヤ（エリカ）
- そらのおとしもの ドキドキサマーバケーション（イカロス）
- ぱすてるチャイムContinue（ルーシー・ミンシアード）
- Memories Off ゆびきりの記憶（鼓堂詩名）
- ラブプラス+（高嶺愛花）
- ラブプラスiM（高嶺愛花）

2011年
- ヴァイスシュヴァルツ ポータブル（呉尾菜々）
- 俺の妹がこんなに可愛いわけがない ポータブル（新垣あやせ）
- GRAND CROSS CHRONICLE（高嶺愛花） - 「ラブプラス MEDAL」との連動で登場。
- サイキック少女大戦!（鷹取彩）
- 忍道2 散華（爪紅のサン）
- STAR DRIVER 輝きのタクト 銀河美少年伝説（アゲマキ・ワコ）
- そらのおとしものf Dreamy Season（イカロス）
- テイルズ オブ エクシリア（レイア・ロランド）
- バクマン。 マンガ家への道（亜豆美保）
- FORTUNE TRINITY（高嶺愛花） - 「ラブプラス MEDAL」との連動で登場。
- MARVEL VS. CAPCOM 3 Fate of Two Worlds（レイレイ）
- 魔界戦記ディスガイア3 Return（ステラ・グロッシュラー）
- ラブプラス アーケード カラフル Clip（高嶺愛花）
- ラブプラス MEDAL Happy Daily Life（高嶺愛花）
- ロウきゅーぶ!（狩野琴絵）

2012年
- 圧倒的遊戯 ムゲンソウルズ（アルティス）
- あの日見た花の名前を僕達はまだ知らない。（鶴見知利子〈つるこ〉）
- UNDER NIGHT IN-BIRTH（オリエ）
- エクストルーパーズ（ティキ）
- 俺の妹がこんなに可愛いわけがない ポータブルが続くわけがない（新垣あやせ）
- Custom Drive（柊木かんな）
- 機動戦士ガンダムAGE（ユリン・ルシェル） - 2作品
- シャイニング・ブレイド（エルミナ）
- 3Dサウンドホラーささやきアドベンチャー 鳴囁〜メイジョウ〜（知架）
- ソールトリガー（ウィルマ）
- テイルズ オブ エクシリア2（レイア・ロランド）
- NEWラブプラス（高嶺愛花）
- ヒメヒメ ぶっきんぐ!（フィー）
- PROJECT X ZONE（レイレイ）
- 魔導学院エスペランサ
- 嫁コレ（新垣あやせ、鈴原泉水子、雪ノ下雪乃、司波深雪）
- リトルビッグプラネット PlayStation Vita（マリアン・ノワゼット）
- ルーンファクトリー4（ピコ）

2013年
- アイドルマスターシリーズ（2013年 - 2024年、高垣楓） - 6作品
- 圧倒的遊戯 ムゲンソウルズZ（あるある＝てすてす）
- アルカディアスの戦姫（プリュム）
- アンジュ・ヴィエルジュ 〜第2風紀委員ガールズバトル〜（アウロラ）
- ヴァルハラナイツ3（エマ）
- 裏語 薄桜鬼（霧島梢）
- 英雄伝説 閃の軌跡（エマ・ミルスティン）
- オカルトメイデン（土御門悠宇）
- 鬼武者Soul（レイレイ）
- 俺の妹がこんなに可愛いわけがない。 ハッピーエンド（新垣あやせ）
- ガールフレンド（仮）（風町陽歌）
- ガンスリンガー ストラトス（リューシャ）
- 月英学園 -kou-（御月英理）
- 幻獣姫（ウリエル）
- 恋花デイズ（園城寺響華、園城寺麗華）
- シャイニング・アーク（キルマリア）
- 神撃のバハムート（セリア、高垣楓、セクレタリー、オルトリンデ、エンシェントエルフ）
- スーパーロボット大戦UX（由木翼）
- スーパーロボット大戦OG ダークプリズン（ヨン・ジェバナ）
- DISORDER6（シーナ）
- デモンゲイズ（フラン・ペンドール）
- Fate/EXTRA CCC（メルトリリス）
- マブラヴ オルタネイティヴ トータル・イクリプス PS3版 / PC版（2013年 - 2014年、崇宰恭子大尉） - 2作品
- 桃色大戦ぱいろん＋（東雲ほのか、ジェーン・ギルバート）
- やはりゲームでも俺の青春ラブコメはまちがっている。（雪ノ下雪乃）
- ロウきゅーぶ! ひみつのおとしもの（狩野琴絵）

2014年
- アーマトゥスの騎士（天罰マリアノ）
- UNDER NIGHT IN-BIRTH Exe:Late（オリエ）
- ヴァルハラナイツ3 GOLD（エマ）
- ヴィーナスダンジョン（プラトン、織田信長、孔子）
- ヴィーナス†ブレイド（八重垣剣、白光剣ホヴズ）
- Wake Up, Girls! ステージの天使（真木絵梨香）
- 裏語 薄桜鬼 〜暁の調べ〜（霧島梢）
- 英雄伝説 閃の軌跡 II（エマ・ミルスティン）
- OTOGEAR〜オトギア〜（人魚姫）
- ガンスリンガー ストラトス2（リューシャ）
- 機動戦士ガンダム エクストリームバーサス（2014年 - 2017年、ユリン・ルシェル） - 2作品
- 機動戦士ガンダム オンライン（真面目III）
- コープスパーティー BLOOD DRIVE（丹羽玖音）
- ジェネラルギア〜反撃の神機〜（瀬野七海）
- シャイニング・レゾナンス（キリカ・トワ・アルマ）
- 城姫クエスト（熊本城、備中高松城、久留里城、箕輪城、原城、信貴山城）
- 青春姫 SCHOOL PRINCESS（及川唯衣）
- 戦場の円舞曲（キオラ）
- ソードアート・オンライン コード・レジスタ（サチ）
- ソードアート・オンライン -ホロウ・フラグメント-（サチ）
- ソウルイーター×ソウルイーターノット！ 〜殺伐？ウキウキ？カードバトル！〜（アーニャ・ヘプバーン）
- テイルズ オブ リンク（レイア・ロランド）
- 電撃文庫 FIGHTING CLIMAX（2014年 - 2015年、司波深雪） - 2作品
- NEWラブプラス+（高嶺愛花）
- ヒーローバンク2（恐夜マーサ）
- ファンタシースター ノヴァ（ユノ）
- ファントム オブ キル（2014年 - 2020年、与一、鶴見知利子、クロエ、リュー・リオン）
- 機巧少女は傷つかない Facing “Burnt Red”（白夜）
- 魔法科高校の劣等生 Out of Order（司波深雪）
- 魔法科高校の劣等生 スクールマギクスバトル （司波深雪）
- 魔法科高校の劣等生 LOST ZERO（司波深雪）
- モンスターハンター メゼポルタ開拓記（シルキー、シズク）

2015年
- アルカディアの蒼き巫女（フィリエ）
- あんさんぶるガールズ!（神樹はじめ）
- UNDER NIGHT IN-BIRTH Exe:Late[st]（オリエ）
- うたわれるもの 偽りの仮面（ムネチカ）
- ウチの姫さまがいちばんカワイイ（凛星姫 リオナ、新垣あやせ）
- オルタンシア・サーガ -蒼の騎士団-（エメーリエ）
- 終わりのセラフ 運命の始まり（柊シノア）
- 終わりのセラフ BLOODY BLADES（柊シノア）
- ガールフレンド（♪）（風町陽歌）
- ガールフレンド（仮） きみと過ごす夏休み（風町陽歌） - DLC追加キャラクター
- 乖離性ミリオンアーサー（炎夏型ティスト、異界型リュー、クルミン、支援型パルディッシュ）
- 神威啓示録（理纱・哈尔维）
- ガンスリンガーストラトス リローデッド（リューシャ）
- 艦隊これくしょん -艦これ-（Graf Zeppelin、萩風）
- クイズRPG 魔法使いと黒猫のウィズ（ロレッタ・ミラージュ）
- 幻影異聞録♯FE（シーダ）
- GODGAMES（副官シルビア）
- 咲-Saki- 全国編（神代小蒔）
- ザクセスヘブン リベリオン（薄花）
- 三国志乱舞（貂蝉）
- 車なごコレクション（モデルS、ワゴンR、 ワゴンRスティングレー）
- ジョジョの奇妙な冒険 アイズオブヘブン（東方大弥）
- スーパーロボット大戦BX（由木翼）
- スクール オブ ラグナロク（エマ）
- セブンスドラゴンIII code:VFD（ウラニア、キャラクターメイク）
- 戦国大戦 -1615 大坂燃ゆ、世は夢の如く-（五郎八姫、徳川家光、妻木煕子）
- 戦国姫譚MURAMASA-雅-（丹羽長秀、蜂須賀小六、可児才蔵）
- チェインクロニクル（2015年 - 2020年、キリカ、リュー・リオン、クラリス、司波深雪）
- テイルズ オブ アスタリア（レイア・ロランド）
- デビル メイ クライ4 スペシャルエディション（キリエ）
- トワイライトロア（ローラ）
- バトルガール ハイスクール（常磐くるみ）
- ファンタシースターオンライン2（女性共通キリカボイス、女性追加ボイス97）
- Fate/Grand Order（2015年 - 2022年、アタランテ、牛若丸 / 平景清、マルタ、メルトリリス / 謎のアルターエゴ・Λ） - 2作品
- Bloodborne The Old Hunters（人形、 時計塔のマリア）
- BLAZBLUE CHRONOPHANTASMA EXTEND（マイ＝ナツメ）
- プリンセスコネクト!（士条怜）
- ポップアップストーリー 魔法の本と聖樹の学園（イヴ・エインズワース）
- 魔法科高校の劣等生fone （司波深雪）
- みんなのデナレンジャー〜立ち上がれ日本編〜（リン＝アンドロデナ）
- 桃色大戦ぱいろん＋（葉月勇花）
- 妖怪百姫たん!（空亡-くうぼう-、葛ノ葉-クズノハ-）
- ロイヤルフラッシュヒーローズ（ヒルダ）
- LORD of VERMILION ARENA（リュクレース）
- ワールド エンド エクリプス（ラウリィ）

2016年
- アカシックリコード（銀角、ジュリエット）
- アリスオーダー（オルガ・シトラス）
- あんさんぶるガールズ!!（神樹はじめ）
- 一血卍傑-ONLINE-（クシナダヒメ）
- うたわれるもの 二人の白皇（ムネチカ）
- エンドライド -X fragments-（マジョリカ、ノア）
- オオカミ姫（聖獣・白虎、聖月の女神アルテミス、可憐姫エルネ）
- オルタンシア・サーガ -蒼の騎士団-（フェリシアス）
- 乖離性ミリオンアーサー（神装型アリマティア、神装型クラレント、第二型メイリン）
- 艦これ改（Graf Zeppelin、萩風）
- ガールズ オン メタル（チェルノボグ）
- ガンスリンガー ストラトス3（リューシャ）
- 逆襲のファンタジカ: ブラッドライン（メリル）
- 逆転裁判6（レイファ・パドマ・クライン）
- グランブルーファンタジー（2016年 - 2020年、ナーヴェ、高垣楓、胡蝶しのぶ）
- ゴシックは魔法乙女〜さっさと契約しなさい!〜（ディグダグ）
- ご注文はうさぎですか?? Wonderful Party!（青山ブルーマウンテン）
- GODGAMES（お市）
- サウザンドメモリーズ（輝翼の征姫サラ、渾鎚の義騎士クレア）
- 山海戦記（蘇軾、華佗）
- サッカースピリッツ（リンベル）
- Shadowverse（エンシェントエルフ、白銀の矢、宝石の巫女、セリア）
- 白猫プロジェクト（シオン・ロスベルク）
- スーパーロボット大戦OG ムーン・デュエラーズ（シャナ＝ミア・エテルナ・フューラ、ヨン・ジェバナ）
- STARLY GIRLS -Episode Starsia-（テラ）
- スターレット（カナデ）
- 世界樹の迷宮V 長き神話の果て（キャラメイク）
- 戦国サーガ -七人の覇者-（市）
- 戦国大戦 1477-1615 日ノ本 一統への軍記（桂姫、山手殿）
- SOUL GAUGE -紅き牙と蒼天の翼-（ジース）
- ソードアート・オンライン メモリー・デフラグ（サチ）
- 誰ガ為のアルケミスト（クロエ）
- 天穹のアルクルス（ルシェル・ヴァイゼ）
- トラウマスター∞（響木葵）
- 七つの大罪 ポケットの中の騎士団（女聖騎士）
- 魔法陣少女 ノブナガサーガ（イエヤス）
- ファンタシースターオンライン2（女性追加ボイス118、女性追加ボイス147）
- 百花百狼 〜戦国忍法帖〜（三雲伽羅）
- 超次元戦姫（A6M2A、HY-6）
- ひめがみ絵巻（メルトリリス、司波深雪）
- BLAZBLUE CENTRALFICTION（マイ＝ナツメ） - DLC追加キャラクター
- 編隊少女 -フォーメーションガールズ-（鳩森美羽）
- 放課後ガールズトライブ（神崎咲夜）
- マギアコネクト（カルラ、シルベリア、八重刹奈）
- マスター×マスター（マイア）
- 魔法図書館キュラレ（荘子）
- MIRRORS CROSSING（フェリシア）
- やはりゲームでも俺の青春ラブコメはまちがっている。続（雪ノ下雪乃）
- WAR OF BRAINS（WHITE）
- ワールドエンドエクリプス（キリカ）
- ドールズフロントライン（VECTOR）
- 姫魔恋戦紀（劉備）

2017年
- 陰陽師（花鳥風月）
- オーディンクラウン（ユズリハ）
- 軍勢RPG 蒼の三国志（大喬）
- GOD WARS 〜時をこえて〜（カグヤ）
- シノビナイトメア（クロエ）
- 真・女神転生 DEEP STRANGE JOURNEY（デモニカOS）
- 戦艦少女R（フッド）
- ZORO（ヒューリット、ソフィー）
- はがねオーケストラ（サオリ、シノブ、ドングリ、ユイ）
- プリキュア つながるぱずるん（花海ことは / キュアフェリーチェ）
- ましろウィッチ 真夜中のメルヒェン（朝日向万那）
- ワールドクロスサーガ -時と少女と鏡の扉-（Motherカレル、歌姫カレル）
- 【18】 キミト ツナガル パズル（シオン）
- 蒼き革命のヴァルキュリア（オフィーリア・アウグスタ・ア・ユトランド）
- 御城プロジェクト:RE〜CASTLE DEFENSE〜（万里の長城、置塩城）
- ファイアーエムブレム ヒーローズ（2017年 - 2025年、シーダ、クロエ）
- アクセル・ワールド VS ソードアート・オンライン 千年の黄昏（サチ） - 初回特典追加キャラクター
- ダンジョンに出会いを求めるのは間違っているだろうか クロス・イストリア（リュー・リオン）
- SHOW BY ROCK!!（阿）
- アナザーエデン 時空を超える猫（マリエル、パリサ）
- マビノギ（エン）
- ダンジョンに出会いを求めるのは間違っているだろうか 〜メモリア・フレーゼ〜（リュー・リオン、リュールゥ）
- キャプテン翼〜たたかえドリームチーム〜（藤沢美子）
- おどりたが〜る! -祭り短し踊れよ乙女-（御門琴音）
- LORD of VERMILION IV（スノーホワイト）
- THE TOWER OF PRINCESS（シェヘラザード）
- ヴァルキリーコネクト（ベストラ、ナッビ）
- ワールドクロスサーガ -時と少女と鏡の扉-（エア）
- 白猫テニス（シオン）
- マギアレコード 魔法少女まどか☆マギカ外伝（2017年 - 2023年、美国織莉子、愛生まばゆ）
- 神无月（凛音）
- ファンタジードライブ（空亡）
- 英雄伝説 閃の軌跡 III（エマ・ミルスティン）
- ファイアーエムブレム無双（シーダ）
- ドラゴンクエスト ライバルズ（アンルシア、魔勇者アンルシア）
- モンスターストライク（2017年 - 2023年、司波深雪、胡蝶しのぶ、レオナ、ヨル・フォージャー、ヤマト）
- いただきストリート ドラゴンクエスト&ファイナルファンタジー 30th ANNIVERSARY（アンルシア）
- グラフィティスマッシュ（キリカ）
- バトルオブブレイド（セリシア）
- ソードアート・オンライン インテグラル・ファクター（サチ）
- ゼノブレイド2（2017年 - 2018年、ファン・レ・ノルン、ラウラ、ルリルリ、ミンカ）
- IS 〈インフィニット・ストラトス〉 アーキタイプ・ブレイカー（ヴィシュヌ・イサ・ギャラクシー）
- テイルズ オブ ザ レイズ（レイア・ロランド）
- マビノギ英雄伝（Miri）

2018年
- D×2 真・女神転生 リベレーション（日向火水風）
- ガンダムバーサス（ユリン・ルシェル）
- 装甲娘（ミカヅキ カリナ）
- プリンセスコネクト！Re:Dive（2018年 - 2024年、レイ / 士条怜）
- ガールズ&パンツァー ドリームタンクマッチ（カルパッチョ）
- ドラえもん のび太の宝島（ビビ）
- レイヤードストーリーズ ゼロ（アムネシア、プロフィティア）
- 23/7（アーサー）
- ヴァルハラフロント（十六夜智架）
- メガスマッシュ（オルレア）
- 戦場のヴァルキュリア4（ミネルバ・ウィクトル）
- スーパーロボット大戦X（弓原雛 / ヒナ・リャザン）
- ドラゴンズドグマ オンライン（ポーンボイス）
- Goddessゴッデス 〜闇夜の奇跡（バンパイア女）
- オーディナル ストラータ（カリサ）
- 三国BASSA!!（関羽）
- テリア・サーガ（レティ）
- BLAZBLUE CROSS TAG BATTLE（ルビー・ローズ）
- クリスタル オブ リユニオン（クロエ）
- ヴァイタルギア（エルシィ、サクヤ）
- 機動戦隊アイアンサーガ（グニエーヴル）
- ダンまつま！〜ダンジョンで待ってます！〜（九尾タマモ）
- THE KING OF FIGHTERS ALLSTAR（アイン）
- アルピエル（セシル）
- 世紀末デイズ（下妻桃）
- 英語とクイズのココロセカイ（プリア）
- 勇者大陸伝説（九尾狐）
- 電撃文庫：CROSSING VOID（司波深雪） - 海外向けアプリゲーム
- 〈物語〉シリーズ ぷくぷく（斧乃木余接）
- アビス・ホライズン（ジャンヌ・ダルク、赤城、アモン）
- 蒼青のミラージュ（フッド）
- 刀使ノ巫女 刻みし一閃の燈火（2018年 - 2020年、リュー・リオン、司波深雪）
- ブラウンダスト（アストリッド）
- ゼノブレイド2 黄金の国イーラ（ラウラ、カスミ）
- モンスターハンター フロンティア オンライン（TYPE71、TYPE72）
- 英雄伝説 閃の軌跡IV -THE END OF SAGA-（エマ・ミルスティン）
- ドラガリアロスト（エルフィリス）
- うたわれるもの斬（ムネチカ） - DLC追加キャラクター
- 交響性ミリオンアーサー（マーリン）
- HIDE AND FIRE（ヴァージニア）
- 機動戦士ガンダム エクストリームバーサス2（2018年 - 2025年、ユリン・ルシェル、アイラ・ユルキアイネン） - 4作品
- パズル&ドラゴンズ（2018年 - 2022年、サチ、胡蝶しのぶ、斧乃木余接、ヤマト）
- ワイルドアームズ ミリオンメモリーズ（アレクシア）
- ヘルプ!!!〜恋が丘学園おたすけ部〜（さんちゃん）
- 八月のシンデレラナイン（鬼塚桐）
- Food Fantasy-フードファンタジー（チーズ）
- 賭ケグルイ チーティングアロード（蛇喰夢子）
- 戦国大河 （お市）
- イドラ ファンタシースターサーガ（アストライア）
- Fit Boxing（2018年 - 2024年、リン） - 3作品

2019年
- エースコンバット7 スカイズ・アンノウン（イオネラ・ア・シラージ、アルマ・ア・シラージ）
- ソードアート・オンライン フェイタル・バレット（サチ）
- RELEASE THE SPYCE secret fragrance（ドルテ）
- 47 HEROINES（江戸若葉）
- クロノレガリア（フォロン）
- デビル メイ クライ 5（キリエ）
- 十三機兵防衛圏 プロローグ（東雲諒子）
- BLADE ARCUS Rebellion from Shining（キリカ・トワ・アルマ）
- エンゲージプリンセス〜眠れる姫君と夢の魔法使い〜（魔神アタラク、新垣あやせ）
- グリモアA〜私立グリモワール魔法学園〜（皇絢香）
- ワンダーグラビティ 〜ピノと重力使い〜（プラス）
- ラングリッサー モバイル（ルナ）
- ラングリッサーI&II（ルシリス）
- 永遠の七日（シビル）
- 3D人狼殺2
- エルン ジェネシス（ミカヅチ）
- アルカ・ラスト 終わる世界と歌姫の果実（ミツキ）
- ガールズ X バトル 2（顔良、董卓、曹植）
- アズールレーン（2019年 - 2022年、島風） - 2作品
- Alice Closet（ブラン）
- ゼノンザード（アイリエッタ・ラッシュ）
- DAEMON X MACHINA（クラウン・プリンセス）
- 人狼はウソ月（魔女）
- VARIOUS DAYLIFE（ジルダ・ワーズワース）
- CODE VEIN（エヴァ・ルゥ）
- うたわれるもの斬 / 2（2018年 - 2021年、ムネチカ） - 2作品
- アークオーダー（女媧、イズン）
- ドラゴンクエストX いばらの巫女と滅びの神 オンライン（勇者姫アンルシア、クマリス）
- ラブプラス EVERY（高嶺愛花）
- 星鳴エコーズ（桂崎パメラ）
- 崩落のカルネアデス（アサハ）
- ダンジョンに出会いを求めるのは間違っているだろうか インフィニト・コンバーテ（リュー・リオン）
- ぷよぷよ!!クエスト（クラリス）
- 新サクラ大戦（クラリス）
- スーパーロボット大戦X-Ω（クラリス）
- 無双OROCHI 3 Ultimate（ガイア）
- BORDER BREAK（クラリス）

2020年
- 痛いのは嫌なので防御力に極振りしたいと思います。〜らいんうぉーず！〜（カスミ）
- アークナイツ（プラマニクス）
- De: Lithe 〜忘却の真王と盟約の天使〜（クリムライン・ルーセル）
- ラストクラウディア（リリー）
- 東方スペルバブル（比那名居天子）
- ONE PUNCH MAN A HERO NOBODY KNOWS（地獄のフブキ）
- SHOW BY ROCK!! Fes A Live（阿）
- 戦姫ストライク（ロランナー）
- スターオーシャン:アナムネシス（クラリス）
- うたわれるもの ロストフラグ（ムネチカ）
- 戦国布武〜我が天下戦国編〜（江姫）
- セイクリッドブレイド（ソフィア）
- 装甲娘 ミゼレムクライシス（アキレス）
- 共闘ことばRPG コトダマン（2020年 - 2023年、セイ銅ール、ギェナー、ンカーポ、リュー・リオン、胡蝶しのぶ、ヨル・フォージャー、斧乃木余接）
- FAIRY TAIL（カグラ・ミカヅチ）
- インディヴィジブル 闇を祓う魂たち（アングウ）
- 原神（神里綾華）
- 英雄伝説 創の軌跡（エマ・ミルスティン）
- 甲鉄城のカバネリ -乱- 夜明けの舞花（葵）
- 聖闘士星矢 ライジングコスモ（冠座のセルニア）
- ドラゴンクエスト ダイの大冒険 クロスブレイド（レオナ）
- ONE PUNCH MAN 一撃マジファイト（地獄のフブキ）
- 鉄拳7（州光） - DLC追加キャラクター
- デモンズソウル（黒衣の火防女）
- RANBU 三国志乱舞（貂蝉）
- エデンの扉（E7&E8・ホムンクルス）
- イリュージョンコネクト（村咲小夜、エフィ）
- 幼女戦記 魔導師斯く戦えり（ヴィクトーリヤ・イヴァーノヴナ・セレブリャコーフ）

2021年
- ロンドン迷宮譚（エレナ・ケンジット）
- ラクガキ キングダム（宮前ツカサ）
- バーディークラッシュ：ファンタジーゴルフ（マルティナ・グロー）
- BLAZBLUE ALTERNATIVE DARKWAR（アナザーダーク＝マイ）
- 雀魂（蛇喰夢子）
- ブラック・サージナイト（大和）
- 異世界かるてっと 〜激突! ぱずるすくーる〜（ヴィーシャ）
- 彼女、お借りします ヒロインオールスターズ（白石うらら）
- 永遠の7日-終わりなき始まり（シビル）
- 鬼滅の刃 ヒノカミ血風譚（胡蝶しのぶ）
- ラグナドール 妖しき皇帝と終焉の夜叉姫（天狐）
- スーパーロボット大戦30（ミツバ・グレイヴァレー）
- 真・女神転生V（磯野上タオ）
- カウンターサイド（エリザベス・ペンドラゴン）
- きららファンタジア（青山ブルーマウンテン）

2022年
- 乙女ゲームの破滅フラグしかない悪役令嬢に転生してしまった… 〜波乱を呼ぶ海賊〜（マリア・キャンベル）
- プリコネ！グランドマスターズ（レイ）
- シノアリス（蛇喰夢子）
- 聖剣伝説 ECHOES of MANA（セラフィナ）
- シン・クロニクル（リザ）
- 冤罪執行遊戯ユルキル（莇リナ）
- 魔法科高校の劣等生 リローデッド・メモリ（司波深雪）
- フィギュアストーリー（デッドマスター）
- スーパーロボット大戦DD（ミツバ・グレイヴァレー）
- ヴァルキリーエリュシオン（タイカ）
- ドラゴンクエストX 天星の英雄たち オンライン（勇者姫アンルシア）
- 機動戦士ガンダム アーセナルベース（2022年 - 2023年、ユリン・ルシェル、アイラ・ユルキアイネン）
- シノビマスター 閃乱カグラ NEW LINK（リュー・リオン）
- モノクロームメビウス 刻ノ代贖（ムネチカ）
- MELTY BLOOD: TYPE LUMINA（2022年 - 2023年、牛若丸）
- SOUND VOLTEX EXCEED GEAR（紅刃）

2023年
- ファイアーエムブレム エンゲージ（クロエ）
- エロイカ（ミンツ）
- ブルーアーカイブ -Blue Archive-（2023年 - 2025年、桐藤ナギサ）
- m HOLD'EM（蛇喰夢子）
- ドラゴンクエストX 眠れる勇者と導きの盟友 オフライン（勇者姫アンルシア / ミシュア、魔勇者アンルシア）
- ダンジョンに出会いを求めるのは間違っているだろうか バトル・クロニクル（リュー・リオン）
- インフィニティ ストラッシュ ドラゴンクエスト ダイの大冒険（レオナ）

2024年
- 逆転裁判456 王泥喜セレクション（レイファ・パドマ・クライン）
- グランブルーファンタジー リリンク（マギラフリラ）
- イナズマイレブン 英雄たちのヴィクトリーロード（香澄崎栄子、レアン）
- マブラヴ：ディメンションズ（アンジュ・エマ）
- ポーカーチェイス（蛇喰夢子）
- 真・女神転生V Vengeance（磯野上タオ）
- メタファー：リファンタジオ（ヒュルケンベルグ）
- ドラゴンクエストX 未来への扉とまどろみの少女 オンライン（勇者姫アンルシア）
- ロマンシング サガ2 リベンジオブザセブン（ロックブーケ）

2025年
- 魔法少女まどか☆マギカ Magia Exedra（美国織莉子、愛生まばゆ）
- 鬼滅の刃 ヒノカミ血風譚2（胡蝶しのぶ）
- ファイナルファンタジータクティクス - イヴァリース クロニクルズ（アルマ・ベオルブ）
- 魔法使いの嫁 盛夏の幻と夢見る旅路（リャナン・シー）

時期未定
- 神角技巧と11人の破壊者 中国版

### ドラマCD
2007年
- こはるびより マニアックス CD1（御堂菫）
- ソウルクレイドル ドラマCD 〜宮廷魔術師ヨードの華麗なる!大冒険〜（水棲族の親衛隊員）
- 桃華月憚 華劇草紙「闘」（川壁桃花）
- 桃華月憚 華劇草紙「恋」（川壁桃花）

2008年
- こはるびより マニアックス CD2（御堂菫）
- セキレイ サウンドステージ 01・02（結）
- DearGirl〜Stories〜響（サヤカ）

2009年
- いつか天魔の黒ウサギ 〜900秒の放課後〜（時雨遥）
- ELEMENT GIRLS 元素周期 萌えて覚える化学の基本（酸素）
- 織田信奈の野望（前田犬千代）
- H+P -ひめぱら-（神来桜子）
- わがまま戦隊ブルームハート!（風間さくら / ピンクチェリー）

2010年
- アリアンロッド・サガファンブック Fellowship of Stone〜竜輝石の仲間たち〜 ドラマCD「思い出フロントライン」（エルザ・ブルックス/英知の妖精）
- いつか天魔の黒ウサギ2 〜<<月>>が昇る昼休み〜（時雨遥）
- TVアニメ『えむえむっ!』ドラマCD「えむびよりっ!」（結野嵐子）
- MC☆あくしず ドラマCD「美少女兵器 F-Xは俺の嫁!」（F/A-18E ホーネットさん）
- 俺の妹がこんなに可愛いわけがない（新垣あやせ、藤崎あやか）
- 家族ゲーム（遊佐真言）
- がんばれ!消えるな!!色素薄子さん ドラマCD（色素薄子）
- 静かなるドン（秋野明美）
- ジンキ・エクステンド〜リレイション〜（柊赤緒）
- ペルソナ3 ポータブル Vol.1（岩崎理緒）
- ラブプラス Sound Portrait 高嶺愛花（高嶺愛花）

2011年
- 怪異いかさま博覧亭（八手）
- グリオットの眠り姫（シトラ） - コミックス第1巻限定版付属CD
- つきツキ!（五行聖）
- となりの怪物くん（大島千づる） - コミックス第7巻特装版付属CD
- Quad Cross 第1話『暁の瞼』（流華リラ）第1話のメイン・キャラクター

2012年
- Dear Girl〜Stories〜 響 ドラマCD THE Final（サヤカ）
- ぱる高演劇部（鴻上尚子）
- "末摘花" ヒカルが地球にいたころ……（斎賀朝衣）
- ヒメヒメ ぶっきんぐ!（フィー）
- 魔法科高校の劣等生（司波深雪） - オーディオドラマDVD
- ゆめくり（嬬恋諒歌）
- やはり俺の青春ラブコメはまちがっている。（雪ノ下雪乃） - コミックマーケットC83限定
- Quad Cross 第2話『鏡像の母』（流華リラ）

2013年
- 孔明のヨメ。（月英）
- 思春期生命体ベガ（田辺） - ドラマCD付き特装版コミックス
- TARI TARI ドラマCD 旅立ちの歌（沖田紗羽）

2014年
- THE IDOLM@STER CINDERELLA GIRLS 2ndLIVE PARTY M@GIC!! PARTY M@GIC SPECIAL ドラマCD PARTY TIMEは終わらない（高垣楓）
- コープスパーティー ドラマCD「嵐を呼ぶ！廃旅館一泊二日の旅」（丹羽玖遠）
- グラスリップ ドラマCD 「物語の欠片」 （高山やなぎ）
- アンソロジードラマCD 「テイルズ オブ エクシリア2」 2014 Summer （レイア・ロランド）
- 覆面系ノイズ（有栖川仁乃）
- Fate/EXTRA CCC ルナティックステーション2013（メルトリリス）
- Z/X -Zillions of enemy X- NC DramaCD ②「ドラミコクインテット」(黒の竜の巫女バラハラ)

2015年
- アンジュ・ヴィエルジュ （アウロラ）アンジュ・ヴィエルジュ Drama&Songs 『繋がる絆』
- アンソロジードラマCD「テイルズ オブ エクシリア2」2014 Winter （レイア・ロランド）
- いおの様ファナティクス（みおと） - 新装版コミック1巻ドラマCD付き特装版
- この素晴らしい世界に祝福を! この真夏の海に騒乱を!（ウィズ）
- PSYCHO-PASS サイコパス 監視官 狡噛慎也 （花表翼） - コミックス第2巻ドラマCD付き初回限定版
- ジェネラルギア Sound Collection（瀬野七海）
- テイルズオブエクシリア2 双極のクロスロード part2 （レイア・ロランド）
- 響け!ユーフォニアム（小笠原晴香）
- 山田くんと7人の魔女（白石うらら） 〜朱雀高校ハロウィンパーティ〜
- 0能者ミナト （山神沙耶） - 小説第9巻ドラマCD付特装版

2016年
- アンソロジードラマCD「テイルズ オブ エクシリア2」2015 Winter （レイア・ロランド）
- 一番くじプレミアム アイドルマスター シンデレラガールズPART2 E賞 オリジナルドラマCD（高垣楓）
- 魔法つかいプリキュア! ドラマ&キャラクターソングアルバム ドリーム☆アーチ（花海ことは / キュアフェリーチェ）
- RealTime-LOG #04（小森陽菜）

2017年
- ガールズ&パンツァー最終章 ドラマCD1〜テスト勉強です！〜（カルパッチョ）
- 八男って、それはないでしょう!10.5 ドラマCDブックレット（エリーゼ）
- 覆面系ノイズ（有栖川仁乃） - コミックス第13巻・第14巻各ドラマCD付き限定版
- プリンセスコネクト！Re:Dive PRICONNE CHARACTER SONG（2017年 - 2019年、レイ） - 第1弾・第10弾
- ワンパンマン マジCD DRAMA & SONG（地獄のフブキ）

2018年
- 恋と呼ぶには気持ち悪い（松島有枝） - コミックス第4巻ドラマCD付き特装版
- 覆面系ノイズ（有栖川仁乃） - コミックス第15巻ドラマCD付き限定版

2021年
- 「響け！ユーフォニアム」5th Anniversary Disc 〜きらめきパッセージ〜（2021年、小笠原春香）
- 神様の御用人（吉田穂乃香） - コミックス第10巻ドラマCD付き限定版

### ボイスドラマ
- ラブボイスフェア ペン先にシロップ（2012年、菜花） - Cheese!2013年2月号とコミックス第3巻付属[584]
- 椿町ロンリープラネット （2019年、大野ふみ） - マーガレット2019年10・11合併号、16号、コミックス第14巻付属
- キメラプロジェクト:ゼロ スペシャルボイスドラマ（2023年、フライデー） - コミックス第2巻購入特典QRコード掲載しおり
- ポールプリンセス!! スペシャルボイスドラマ（2023年、蒼唯ノア）

### 吹き替え

#### 担当女優
エル・ファニング
- The Beguiled/ビガイルド 欲望のめざめ（2018年、アリシア）
- ガルヴェストン（2019年、ロッキー）
- THE GREAT 〜エカチェリーナの時々真実の物語〜（2021年、エカチェリーナ2世）

#### 映画
- パーフェクト・ゲッタウェイ（2010年、KCガール1〈ケイティ・コナカス〉）
- ラブリーボーン（2010年、スージー・サーモン〈シアーシャ・ローナン〉） - BD/DVD版
- イケてる私とサエない僕（2012年、ディラン〈サラ・ハイランド〉）
- おしゃべり魔法犬ファン（英語版）（2013年、スカイラー〈ジュリア・サラ・ストーン〉）
- キャリー（2013年、スー・スネル〈ガブリエラ・ワイルド〉[586]）
- フライトナイト2（英語版）（2013年、エイミー〈サシャ・パーキンソン〉）
- イントゥ・ザ・ストーム（2014年、ケイトリン〈アリシア・デブナム＝ケアリー〉）
- かぞくモメはじめました（2014年、ハーパー・シモンズ〈ベイリー・マディソン〉）
- 死霊館（2014年、ジュディ・ウォーレン〈スターリング・ジェリンズ〉）
- ニューヨーク 冬物語（2015年、ベバリー・ベン〈ジェシカ・ブラウン・フィンドレイ〉）
- ホーム・アローン5（2015年、アレクシス〈ジョデル・フェルランド〉）
- マッドマックス/サンダードーム（2015年、サバンナ・ニックス〈ヘレン・バディ〉） - スーパーチャージャー版
- ワープ トゥ ヘル（2016年、トリッシュ〈ケイティ・リース〉）
- ナイスガイズ!（2017年、ホリー・マーチ〈アンガーリー・ライス〉）
- ハイジ アルプスの物語（2017年、クララ〈イザベル・オットマン〉[587]）
- ぼくとアールと彼女のさよなら（2017年、レイチェル〈オリヴィア・クック〉）
- 空海-KU-KAI- 美しき王妃の謎（2018年、牡丹[588]）
- パシフィック・リム: アップライジング（2018年、アマーラ・ナマニ〈ケイリー・スピーニー〉[589]）
- 1987、ある闘いの真実（2019年、ヨニ〈キム・テリ〉）
- スパイダーマン:ファー・フロム・ホーム（2019年、イーディス[590]）
- ナイト・オブ・シャドー 魔法拳（2020年、シャオチン〈エレイン・チョン〉[591]）
- HOT SUMMER NIGHTS/ホット・サマー・ナイツ（2020年、マッケイラ〈マイカ・モンロー〉）
- レベッカ（2020年、わたし〈ジョーン・フォンテイン〉[592]） - N.E.M版
- アルテミスと妖精の身代金（2020年、ホリー・ショート〈ララ・マクドネル〉[593]）
- ブラック・ビューティー（2020年、ジョー・グリーン〈マッケンジー・フォイ〉[594]）
- キスから始まるものがたり2（2020年、レイチェル〈メーガン・ヤング〉）
  - キスから始まるものがたり3
- パラサイト 半地下の家族（2021年、ダヘ〈チョン・ジソ〉[595]） - 日本テレビ版
- フリー・ガイ（2021年、ミリー / モロトフ・ガール〈ジョディ・カマー〉[596]）
- レッド・スネイク（2021年、ザラ〈ディラン・グウィン〉[597]）
- ヴェノム:レット・ゼア・ビー・カーネイジ（2021年、フランシス・バリソン / シュリーク〈ナオミ・ハリス〉[598]）
- 社会に虐げられた女たち（2021年、ウジェニー〈ルー・ドゥ・ラージュ〉
- 17歳の瞳に映る世界（2021年、オータム・キャラハン〈シドニー・フラニガン〉）
- ナイル殺人事件（2022年、ロザリー・オッタボーン〈レティーシャ・ライト〉[599]）
- ローマの休日（2022年、アン王女〈オードリー・ヘプバーン〉[600]） - 日本テレビ版2
- ジュラシック・ワールド/新たなる支配者（2022年、ゲンマ〈ジャスミン・チウ〉[601]）
- ピノキオ（2022年、ファビアナ〈キャン・ラマヤ〉[602]）
- ブラックパンサー/ワカンダ・フォーエバー（2022年、リリ・ウィリアムズ / アイアンハート〈ドミニク・ソーン〉[603]）
- セント・エルモス・ファイアー（2022年、レズリー・ハンター〈アリー・シーディ〉[604]） - ザ・シネマ新録版
- アバター:ウェイ・オブ・ウォーター（2022年、キリ〈シガニー・ウィーバー〉[605]）
- バービー（2023年、サーシャ〈アリアナ・グリーンブラット〉[606]）
- ウォンカとチョコレート工場のはじまり（2023年、ロッティー・ベル〈ラキー・ザクラル〉[607]）
- デューン 砂の惑星PART2（2024年、皇女イルーラン〈フローレンス・ピュー〉[608]）
- ブルー きみは大丈夫（2024年、ガミー・ベア[609]）
- ロングレッグス（2025年、リー・ハーカー〈マイカ・モンロー〉[610]）

#### ドラマ
- コールドケース7 ザ・ファイナル #20（2011年、アナベル・ベネット〈クリスタ・B・アレン〉）
- TOUCH/タッチ シーズン2 #8（2012年、イーヴィー〈キャサリン・マクナマラ〉）
- スーパーナチュラル
  - シーズン7 #13（2012年、エマ〈アレクシア・ファスト〉）
  - シーズン8 #4、シーズン10 #4（2013年 - 2015年、ケイト〈ブリット・シェリダン〉）
- グレイズ・アナトミー11 #21（2015年、ウィニー〈サバンナ・ペイジ・レイ〉）
- アウトランダーシーズン2 #13、3 #3〜（2016年、ブリアナ・ランダル〈ソフィー・スケルトン〉）
- 名探偵モンク5 #5[611]（2016年、リサ〈アシュリー・ローズ・オア〉）
- ジーニアス:世紀の天才 アインシュタイン（2017年、マリー・ヴィンテラー〈シャノン・ターベット〉[612]）
- 100日の郞君様（2019年、ユン・イソ / ホンシム〈ナム・ジヒョン〉[613]）
- トワイライト・ゾーン2 #1 「超能力」（アイリーン）
- 陳情令（2020年・2022年、江厭離〈宣璐〉[614]）
- DEBRIS / デブリ（2021年、アイラ[615]）
- ザ・ネバーズ（2021年、ペナンス・アデア〈アン・スケリー〉[616]）
- ゴシップガール（2021年、ケイト・ケラー〈タヴィ・ゲヴィンソン〉[617]）
- CSI: ベガス（2022年、アリー・ラジャーン〈マンディープ・ディロン〉[618]）
- ステーション・イレブン（2022年、キルステン〈マッケンジー・デイヴィス〉[619]）
- HALO（2022年、マキー〈チャーリー・マーフィ〉[620]）
- ハウス・オブ・ザ・ドラゴン（2022年、レイニラ・ターガリエン〈エマ・ダーシー〉[621]）
- 80日間世界一周（2022年、アビゲイル・フィックス〈レオニー・ベネシュ〉[622]）
- コンサルタント（2023年、エレイン〈ブリタニー・オグレイディ〉）
- 大草原の小さな家（2023年、レイチェル〈シェリー・ストナー〉） - NHK BS4K版
- ワイルドカード〜捜査バディは天才詐欺師!?〜（2024年、マックス・ミッチェル〈ヴァネッサ・モーガン〉[623]）
- 賭ケグルイ Bet（2025年、ユメコ〈ミク・マルティノー〉）
- アイアンハート（2025年、リリ・ウィリアムズ / アイアンハート〈ドミニク・ソーン〉[624]）

#### 人形劇
- ネビュラ75（2021年、アテナ）[625]

#### アニメ
- アルジュンの大冒険 〜氷の蓮の謎〜（2012年、スヴァルナ[626]）
- ベン10 オムニバース #8（2013年、エスター）
- アドベンチャー・タイム #93（2014年、BP）
- 進め!?魔法のクリスタル探し隊（2014年、プリンセス・グウェンドリン）
- RWBY（2015年 - 2023年、ルビー・ローズ[627]）
- スモールフット（2018年、ミーチー[628]）
- 魔道祖師（2021年、江厭離[629]）
- ウィッシュ・ドラゴン（2021年、リナ）
- ボス・ベイビー ファミリー・ミッション（2021年、ステイシー[630]）
- 外見至上主義（2022年、パク・ハヌル[631]）
- スター・ウォーズ: ビジョンズ シーズン2（Volume 2) #4（2023年、アンニ）
- 攻略うぉんてっど!〜異世界救います!?〜（2023年、バロル[632]）
- ターミネーター0（2024年、ミサキ[633]）
- あの星に君がいる（2025年、ナニョン）
- アドベンチャー・ウィズ・スーパーマン シーズン2（2025年、カーラ・ゾー＝エル/スーパーガール[634]）
- 劇場版スマーフ／おどるキノコ村の時空大冒険（パラレルアドベンチャー）（2025年、スマーフェット[635]）

### デジタルコミック
- VOMIC フライハイ!（立花芽留）
- VOMIC あやかし恋絵巻（椿美依子）
- スーパーヒロイン学園（剛力ハルカ）
- 疑似ハーレム（七倉凛）[636]
- ニーナさんの魔法生活（ニーナ[637][638][639]）
- YUKI×AOI キメラプロジェクト（2020年 - 2022年、フライデー[640][641]） - 2シリーズ[一覧 69]
- メンタル強め美女白川さん（2022年 - 2023年、白川桃乃[642][643]）
- くちべた食堂（2022年、店員さん[644]）

- 陛下、心の声がだだ漏れです!（2022年、ツィツィー、ナレーション[645]）
- 主人恋日記（2023年、辻村葵[646]）
- 見える子ちゃん（2023年、一条みちる[647]）
- 婚約破棄してさしあげますわ ～ドロボウ令嬢とお幸せに～（2023年、フェリシア・エアハート[648]）
- ダメ人間の愛しかた（2024年、ヒズミ[649]）

### ラジオドラマ
- ホーンテッド・キャンパス 新刊ラジオ 第1690回[650]（2014年、こよみ）
- TVアニメ「ビッグオーダー」後日談的オリジナルオーディオドラマ（2016年、久能マリ）
- クレシェンド（2019年 - 2020年、LisBo）（2019年[651]、ジョアンナ[652] / 2019年 - 2020年[653]、アノン・リューダ[654][655][656][657]）
- 帰りたいサラリーマン（2024年8月24日 - 10月12日、RKBラジオ、ヨーコ[658]）
  - サラリーマンBLACK（2025年8月24日 - 予定、RKBラジオ - ヨーコ[659]）

### ラジオ
※はインターネット配信。
- セキレイらじお（2008年、『セキレイ』テレビアニメ公式サイト※）
- ラジオどっとあい 早見沙織のぽじてぃ部〜Sweetsな放課後（2008年、BBQR※・超!A&G+※・ニコニコアニメチャンネル※）
- 東のエデン 放送部（2009年、アニメイトTV※）
- 宙のまにまに★放送室（2009年、『宙のまにまに』テレビアニメ公式サイト※）
- そらおと〜ふぉーりん☆らぶ〜（2009年、アニメイトTV※・マリン・エンタテインメント※）[660]
- アークサインWEBラジオ（2009年 - 2010年・2015年、ニコニコチャンネル※）
- セキレイらじお〜Pure Engagement〜（2010年、『セキレイ〜Pure Engagement〜』テレビアニメ公式サイト※）
- 創刊!コミック アース・スター 編集会議（2010年・2011年、コミック アース・スターWebサイト※）
- えむえむっ!ラジオ 第二ボランティア部 出張所（2010年、ランティスウェブラジオ※・音泉※）
- スタードライバーラジオ 銀河美少年アワー（2010年 - 2011年、HiBiKi Radio Station※・音泉※）
- 早見沙織のふり〜すたいる♪（2011年 - 、超!A&G+※）[661]
- あおい・さおりの新番組(`・ω・´)（2011年 - 2016年、超!A&G+※）[注 1]
- TARI TARIラジオ ゆったりまったり放課後日誌（2012年、音泉※・HiBiKi Radio Station※）
- 絶対防衛！ラジオたん！（2013年、音泉※）
- 総武高校奉仕部ラジオ。 （2013年、アニメイトTV※）
- 歌ったり 笑ったり ジョイントフェスティバル思い出日誌（2014年、ランティス※）[662]
- マンアシラジオ（2014年、HiBiKi Radio Station※）
- ソウルイーターノット! NOTりラジオ!（2014年、音泉※・HiBiKi Radio Station※） - 回替わりパーソナリティ
- グラスリップ〜カゼミチラジオ〜（2014年、音泉※・HiBiKi Radio Station※）
- 総武高校奉仕部ラジオ。続（2015年、アニメイトTV※）
- 寿美菜子・早見沙織・悠木碧のことはゆ（2016年 - 2018年、ニコニコチャンネル※）[663]
- 覆面系ノイズ in NO Hurry to Radio;（2017年、超!A&G+※・音泉※）[664]
- ガールズ&パンツァーRADIO アンツィオ高校、Avanti!（2018年、音泉※）[665]
- Memories & Discoveries（2021年1月5日 - 、JFNC[666]） - 火曜 - 木曜パーソナリティ

### テレビ
※はインターネット配信。
- アニソ〜ンぷらす（テレビ東京）
- あにむす!（2014年6月19日・26日・7月3日、テレビ東京）
- リスアニTV 早見沙織の希望のみち（2015年6月7日、TOKYO MXほか）
- リスアニ! STUDIO Vol.05（2015年8月14日、ニコニコ生放送※）
- リスアニ! STUDIO Vol.07（2016年2月12日、ニコニコ生放送※)
- 無彩限のファントム・ワールド 宣伝対策室（2016年、YouTube KyoaniChannel※）
  - 宣伝対策室生放送スペシャル #1 - 2（2016年、ニコニコ生放送※）
- 終末のイゼッタ特別番組「エイルシュタットのクリスマス！」（2016年、TOKYO MXほか）
- NAOMIの部屋（2016年4月29日、NHK総合）
- アニ☆ステ（2018年、日本テレビ）
- 痛快!明石家電視台（2018年、TBSテレビ）
- アニソン！プレミアム！2018（2018年12月29日、NHK BSプレミアム）
- アニソン！プレミアム！Fes. 2019（2019年12月22日、NHK BS4K）
- Anison Days（2020年1月10日、BS11）
- アニゲー☆イレブン!（2020年1月10日、BS11）
- PORTAL-X 〜ドアの向こうの観察記録〜 第3回・第4回（2024年1月26日・2月2日、WOWOW）[667][668] - フウフウ・アカリ 役
- アリアの番人〜何者かになりたい僕ら〜（2025年8月29日、Lemino※）[669] - アリアの番人（深瀬夜） 役

### ナレーション
- ナショナルジオグラフィック (日本語吹替版)
  - オカバンゴ・デルタ 恵みの洪水（2019年3月7日・14日)
  - パリ協定離脱に揺らぐアメリカ（2019年12月17日)
  - 解明!蛇の王と古代マヤの巨大都市（2022年4月9日)
  - クイーンズ：荘厳なる野生の王国（2024年5月30日 - 全7話)
- アクティブ10 理科（2019年3月22日・9月26日 - 2020年2月27日、NHK Eテレ）
- TON・TEN・KAN 〜熱い想いが奏でるリズム〜（2019年4月4日 - 9月26日、テレビ東京）
- ヒャダ×体育のワンルーム☆ミュージック
  - 前山田×体育のワンルーム☆ミュージック（2019年9月3日・10日、NHK Eテレ）
  - Season 1（2021年1月3日・5日 - 3月23日、NHK Eテレ）[670]
  - 総合テレビ版 Special Edition（2021年5月4日、NHK総合）
  - Season 2（2022年1月2日・5日 - 2月23日、NHK Eテレ）
  - Season 3（2022年4月9日 - 9月24日、NHK Eテレ）
- クイズ!THE違和感（2020年5月11日・6月8日・29日・7月20日・8月3日・9月7日・10月5日・12日、TBSテレビ）[671]
- アンタッチャブルのおバカワいい映像バトル（2020年7月8日 - 、フジテレビ）[672]
- 再生できないホームビデオありませんか？（2020年8月21日・28日、NHK BSプレミアム / 2021年3月20日・27日、NHK BS4K / 2022年7月23日・8月27日、NHK総合）
- 報道ステーション（2020年10月9日・16日・28日・11月13日・2021年3月5日・6月9日、テレビ朝日）[673] - スポーツコーナー「カケル青春」
- アニマルエレジー（2020年10月10日 - 2021年9月25日、テレビ朝日）
- 白玲 〜初代女流棋士No.1決定戦〜（2020年12月20日 - 2021年11月21日、BSフジ）[674]
- ワールド極限ミステリー（2021年1月20日・4月7日・7月7日・2022年1月19日・2023年5月10日、TBSテレビ）[675]
- 未来の主役 地球の子どもたち スペシャル（2021年2月23日・5月5日・2022年5月5日・2023年5月5日・2024年5月6日 - 、TVQ九州放送・テレビ東京）[注 2][676]
- ニンゲン観察バラエティ モニタリング（2021年3月4日・4月8日 - 、TBSテレビ）[677]
- news zero（2021年3月24日・8月20日・11月1日・2022年11月2日・2023年3月7日・11月7日・2024年8月14日、日本テレビ）
  - zero選挙（2021年10月31日、日本テレビ）[678]
- WOWOWオンデマンド　アニメNavi（2022年8月1日 - 2023年9月、WOWOWプライム）
- 完全保存版　絶対覚えておきたい! 究極の短歌・俳句100選（2022年8月24日 - 9月14日、NHK Eテレ）
- 一度は行ってみたい！もふもふ温泉（2022年8月26日・2023年2月22日・8月24日・8月25日、NHK BSプレミアム・NHK BS4K）[679]
- FNS歌謡祭 第2夜（2022年12月14日・2023年12月13日・2024年12月11日、フジテレビ）[680]
- ようこそ運ダーランド（2022年12月24日 - 、フジテレビ)
- 未来へつなぐ侍ジャパン（2023年1月16日 - 3月6日、BSフジ）[681]
- 恋するふたりのディスタンス イマドキ遠距離恋愛白書（2023年3月31日、Paravi）[682] - 全3エピソード
- 最高の一通 〜おせっかいな文具店 シロヤギ〜（2023年11月25日 - 、NHK Eテレ)
- 日本怪奇ルポルタージュ （2024年1月2日・4月5日 - 、テレビ東京)
- 緊急渡米！石橋貴明のベースボールのおかげです。（2024年3月28日 - 4月25日、ABEMA)
- 神ゲー創造主エボリューション（2025年2月21日、NHK総合）[683]
- 地球ドラマチック（2025年4月 - 、NHK Eテレ）

### ボイスオーバー
- Rの法則 「武将萌え 井伊直虎」（2017年1月24日 、NHK Eテレ） - 井伊直虎 役
- ひねくれ女のボッチ飯 第6話（2021年8月6日、テレビ東京） - お掃除ロボットの声 役[注 3]
- 天才てれびくんhello,（2021年9月8日 - 、NHK Eテレ） - アミュレット 役
- お願い!ランキング presents そだてれび（2023年1月13日、テレビ朝日） - ねぎ 役

### 朗読劇
※はインターネットテレビ・インターネット配信。
- ほし×こえ 〜声優星空プラネタリウム朗読会〜 
  - 仙台公演（2018年7月14日・15日、仙台市天文台プラネタリウム）
  - 福井公演（2019年7月20日・21日、セーレンプラネット）
- CONTELLING 第1回公演「とりあえずウーロン茶」（2019年12月14日・15日、東京都 よみうり大手町ホール）
- PLATTO朗読劇 「二つのさよなら、半分の再会」「放課後都市伝説（十円）」（2020年7月25日、PLATTO 配信※）
- 3.5次元音楽朗読劇ブランド「READING HIGH」最新作『THANATOS〜タナトス〜』（2020年8月1日・2日、 Streaming＋ 配信※） - ルナ・ワルポール役
  - 音楽朗読劇 READING HIGH noir 第2回公演『THANATOS〜タナトス〜』（2024年10月19日・20日、梅田芸術劇場 シアター・ドラマシティ）[684]
- LAL STORY「神楽坂怪奇譚『棲』体感型配信怪奇譚」（2020年8月16日、Streaming＋ 配信※） - 女役
- Kiramune Presents READING LIVE「作るカノジョと僕らのテ」 - 晴海役
  - 千葉公演（2020年7月24日・25日、舞浜アンフィシアター）
  - 大阪公演（2020年10月31日・11月1日、フェニーチェ堺 大ホール）
- 朗読歌劇「マダム・バタフライ〜ある晴れた日に〜」（2021年1月9日、横浜市磯子区民文化センター 杉田劇場） - 蝶々夫人役
- メタファー:リファンタジオ リーディングライブステージ（2025年11月15日・16日〈予定〉、KAAT神奈川芸術劇場） - ヒュルケンベルグ役[685]

### ラジオCD
- TVアニメ「東のエデン」DJCD「東のエデン 放送部」EDEN SIDE・SELECAO SIDE（2009年）
- ラジオCD『宙のまにまに☆放送室』DVD出張版！（2009年）
- TVアニメーション『そらのおとしもの』webラジオ そらおと〜ふぉーりん☆らぶ〜 DJCD Vol.1 - 2[660]（2010年）
- TVアニメ『えむえむっ！』ラジオ 第二ボランティア部 出張所（2011年）
- NARUTO RADIO 疾風迅雷 15（2011年）
- WEBラジオ「〜バクマン。放送局〜ラジマン。」DJCD vol.2・金未来杯編3（2011年・2012年）ゲスト
- 早見沙織のふり〜すたいる♪ 1 - 9（2011年 - 2015年）
- あおい・さおりの新番組 (｀・ω・´) DJCD Vol.1 - 8（2011年 - 2015年）
- DJCD「テイルズリング・エクシリア」Vol.2・Comic Market 85 Limited（2012年・2014年）ゲスト
- ラジオCD ソードアート・オンエアー Vol.1（2012年）ゲスト
- 高垣彩陽のあしたも晴レルヤ DJCD Vol.4（2012年）ゲスト
- TARI TARIラジオ ゆったりまったり放課後日誌 Vol.1・増刊号・Vol.2（2012年）
- DJCD「絶対防衛！ラジオたん！」[686]（2013年）
- DJCD 総武高校奉仕部ラジオ。〜sideA〜・〜sideB〜[687]（2013年）
- ラジオCD マンアシラジオ Vol.1 - 2（2014年）
- ラジオCD「ソウルイーターノット！ NOTりラジオ！」Vol.1 - 2[688]（2014年）
- グラスリップ〜カゼミチラジオ〜 夏休みSP・Vol.1 - 2[689]（2014年）
- DJCD 総武高校奉仕部ラジオ。続 〜sideA〜・〜sideB〜[690]（2015年）
- ラジオCD 煌うたわれるものらじおVol.2（2017年）
- ラジオCD 幼女戦記 ラジオの悪魔 Vol.1（2017年）

### BD・DVD
- そらのおとしもの DVD映像特典 「そらのおとしもの 大感謝祭 〜青春ヒットパラダイス〜」（第7巻）（2010年)
- ANOHANA FES. MEMORIAL BOX（2012年）
- 宝探し〜ミネルヴァの箱〜in 河口湖オルゴールの森美術館（2013年）
- やはり俺の青春ラブコメはまちがっている。BD/DVD映像特典（第1巻、第2巻、第5巻、第6巻、第7巻）（2013年）
- TARI TARI BD/DVD映像特典「白浜坂高校感謝祭」（第5巻、第6巻）（2013年）
- テイルズ オブ フェスティバル 2013（2013年）
- 人狼バトル〜missing girl in fairyland〜（2014年）
- true tears×花咲くいろは×TARI TARI ジョイントフェスティバル（2014年）
- THE IDOLM@STER CINDERELLA GIRLS 1stLIVE WONDERFUL M@GIC!! Day2（2014年）[691]
- あおい・さおりの成人式(｀・ω・´)2014（2015年）
- 四月は君の嘘 フィナーレイベント（2015年）
- ご注文はうさぎですか？？Rabbit House Tea Party 2016（2016年）

### CM
特記なき場合はナレーション。
- ゆうちょ銀行 ラジオCM
- 櫛木理宇『ホーンテッド・キャンパス』テレビCM
- TCG 「LEVEL NEO」 テレビCM
- ELISA 4thアルバム『AS LIFE』テレビCM
- 映画『わたしは生きていける』劇場予告CM
- ゲーム「ファンタシースター ノヴァ」テレビCM
- ゲーム「シャイニング・レゾナンス」テレビCM
- WEAVER 5thシングル『くちづけDiamond』テレビCM
- 「ウルトラジャンプ」2016年6月号、2016年7月号CM特別版 テレビCM - 東方大弥 役
- 角川コミックス・エース『プランダラ』テレビCM
- プロメディカス テレビCM
- 月刊COMICリュウ『推しが武道館いってくれたら死ぬ』テレビCM - えりぴよ 役[692]
- 「月刊ガンガンJOKER」2017年7月号、2017年9月号、2018年10月号 テレビCM
- 河野裕『ウォーター＆ビスケットのテーマ』 テレビCM
- 週刊少年マガジン『星野、目をつぶって。』 9巻を記念して CM
- 角川スニーカー文庫『ひげを剃る。そして女子高生を拾う。』 テレビCM[693]
- 『モンスターハンター×ブライダルフェア』 WebCM - 4人の視点で体験！新婦篇
- マガジンポケット『可愛いだけじゃない式守さん』（2019年10月） テレビCM - 式守さん 役[694]
- 映画『ナイル殺人事件』特報
- 横浜元町チャーミングセール2020秋 WebCM
- Amazon Prime Video（2020年）[695]
- 株式会社ゼロワンCM 「未来のふるさとへ」篇（2020年）- れい 役 [696]
- アイドルマスター シンデレラガールズ スターライトステージ 2021年お正月CM 新春特番篇  - 高垣楓 役
- アサヒビール「アサヒスーパードライ スペシャルパッケージ」 CM
- メゾンドフルール（2021年） テレビCM
- コミックス『魔法科高校の優等生』（cv.早見沙織）TVCM （2021年）
- 大阪ガス「大阪ガスで電気代エット」（2021年） テレビCM
- 映画 『ホリック xxxHOLiC』特報（2021年）
- &mall CM（2022年）
- ちょいハピセブンスイーツ（2022年）- トモミ 役
- 三菱電機ビルソリューションズ CM アニメ「今日もどこかでつながっている（2022年）
- ウェザーニューズ「ウェザーニュースアプリ」（2022年9月） テレビCM[697]
- しまむらのサステナビリティ活動動画（2022年 - 、しまエコ 役、店内放送[698]）
- ミツカン
  - しゃぶしゃぶ劇場 「今夜のベジストーリー Season1 “僕らの夢”」篇（73秒）- ミニトマト役・エリンギ役、しゃぶしゃぶ劇場 「今夜のベジストーリー Season2 “急接近”」篇（65秒）- トマト役・エリンギ役 （2022年）[699]
  - 「追いがつおつゆ」『おいおい追いがつお』篇 TVCM、『おいおい追いがつお（そうめんボイス）』篇 WEBCM、『おいおい追いがつお（つゆボイス）』WEBCM （2023年）[700]
- 映画 『線は、僕を描く』特報 （2022年）
- KIOXIA FUTURE MEMORIES LAB 自然の未来編（2022年） テレビCM - レオ 役[701]
- 映画 『ストレンジ・ワールド/もうひとつの世界』 特報（2022年）
- 日清食品「どん兵衛 どんぎつねシーズン2 耳そこなんですか？篇」（2022年）テレビCM  - どんぎつね 役[702]
- 『私のハッシュタグが映えなくて。』／ #タグなく 京セラ発オリジナルアニメ第2弾 （2023年) CM - ユメ 役[703]
- コープデリ『未来へつなごう「お米育ち豚プロジェクト篇」「佐渡トキ応援お米プロジェクト篇」「美ら島応援もずくプロジェクト篇」』（2023年2月）[704][705]
- アサヒビールの糖質ゼロ キャンペーン「スタイルフリー」「アサヒオフ」 新ムービー （2023年）[706][707]
- 映画『MEMORY メモリー』WebCM（2023年）[708]
- LIXIL不動産ショップのTVCM[709]
- メタウォーター ラジオCM（2023年）[710]
- 伊藤ハム 「ポークビッツの魔法」篇 - CMソング（2023年）[711]
- イオンフィナンシャルサービス「イオンカード AEON Payチャージ払いスタート篇」（2023年6月 - ）[712]
- 映画『名探偵ポアロ:ベネチアの亡霊』特報（2023年）[713]
- 富士見L文庫 『意地悪な母と姉に売られた私。何故か若頭に溺愛されてます』TVCM（2023年） - 雨宮菫 役[714]
- YBC スタンドパック「今日の３時はどのサンド？」『ノアール』 ココア 役（2023年10月）
- 映画『ファイブ・ナイツ・アット・フレディーズ』特報（2023年）
- 映画『陰陽師0』特報（2023年）[715]
- 大正製薬 大正漢方胃腸薬「浦島太郎」「浦島太郎、帰る」篇（2023年）[716]
- MKレストラン 「ＭＫ食べ放題篇」「ＭＫ新ランチ篇」TVCM （2024年）[717]

### パチンコ・パチスロ
- CR 07-GHOST（2012年、ラゼット）
- パチスロ スタードライバー（2013年、アゲマキ・ワコ）
- パチスロ 緑ドン VIVA2（2014年、ソニア）
- CR 地獄少女 弐（2015年、武仲しのぶ）
- CR 熱響！乙女フェスティバル（2015年、神無月綾音[718]）
- パチスロ 偽物語（2016年、斧乃木余接）
- CR ガールズ＆パンツァー（2016年、カルパッチョ）
- CR ぱちんこGANTZ（2017年、レイカ）
- パチスロ ガールフレンド（仮）〜聖櫻学園メモリアル〜（2017年、風町陽歌）
- パチスロ そらのおとしものf（2017年、イカロス[719]）
- CR 萌え萌え大戦争 ぱちんこば〜ん （2017年、大和[720]）
- パチスロ Girls Guns Groovy（2018年、ルーシェ・バレット）
- パチンコ CR偽物語（2018年、斧乃木余接）
- パチスロ マジカルハロウィン6（2018年、フランシス・都留岐）
- パチスロ デュエルドラゴンプラス（2018年、Mr.Do）
- パチスロ 戦コレ！［泰平女君］徳川家康（2018年、井伊直政、千利休、那須与一）
- パチスロ あの日見た花の名前を僕達はまだ知らない。（2019年、鶴見知利子）
- P SHOW BY ROCK!!（2019年、阿）
- パチスロ戦国乙女3 〜天剣を継ぐもの〜（2021年、宮本ムサシ）
- Pガールフレンド（仮）（2021年、風町陽歌）
- P 俺の妹がこんなに可愛いわけがない。（2025年、新垣あやせ）

### その他コンテンツ
- ときドキ時計（2010年、時計アプリ）花巻零花（ヤンデレ） 役
- 第43回東京モーターショー 日立オートモティブシステムズ（2013年、ナレーション）バーチャルコンパニオン[要出典]
- コニカミノルタプラネタリウム「ソラノユキサキ」（2013年[721]、プラネタリウムアニメ）大人の凜 役[722]
- SOUL SACRIFICE DELTA アニメーションPV（2014年）[要出典]
- 武器はテレビ。SMAP×FNS27時間テレビ 「さんま・中居の今夜も眠れない」（「あの日見た花の名前を僕達はまだ知らない。」の鶴見知利子〈つるこ〉役の声優として）（2014年）
- 千葉都市モノレール（2015年 - 2016年[723][724]、車内放送）雪ノ下雪乃 役[725]
- 多数決ドラマ『俺の妹がこんなに可愛いわけがない featuring エロマンガ先生』（2015年 - 2016年、ニコニコ生放送）新垣あやせ 役
- ポタ音スタイル2016 〜音楽ファンのためのポータブルオーディオガイドブック〜（2016年）
- 魔法つかいプリキュア!ミュージカルショー（2016年）花海ことは / キュアフェリーチェ 役
- 日清ラ王マジで恋する8分間（2016年、スマートフォン向けアプリ）麺堂つぐこ 役[726]
- リアル脱出ゲーム『君は明日と消えていった』（2016年）桜川みずき 役[727]
  - 『歌舞伎町探偵セブン』（2017年）みずき 役
- ONE PIECE「ONE PIECE LIVE ATTRACTION “3”『PHANTOM』」アン 役（CVのみ）[728]
- JAPAN EXPO IN THAILAND ANIME PROJECT 2017 オリジナルショートアニメ『JUMP!』[729]
- コニカミノルタプラネタリウム天空『きみを乗せたこの列車の向かう先には 美しい星空が待っている〜Ticket to Starry Night〜』（2017年）ナレーター[730]
- ＆GINO プレミアムブラックシャンプー 父の日キャンペーン 津谷神恵役[731]）
- ディズニー・プログラミング学習教材「テクノロジア魔法学校」 凛役[732]）
- 国立公文書館 平成30年秋の特別展 明治150年記念「躍動する明治－近代日本の幕開け－」（2018年）音声ガイド[733]
- 高岡市美術館 勝興寺展「高精細映像 重要文化財≪勝興寺本 洛中洛外図屏風≫」（2018年）ナレーション[734]
- 日本宅配システム 戸建て用宅配ボックス 音声ガイダンス[735]
- This Is It! 制作進行東雲次郎 SCENE #4（2020年、ティザームービー）板垣シャーロット月 役[736]
- YUKI×AOI キメラプロジェクト（2020年）Friday役[737]
- 【電撃文庫朗読してみた】シリーズ - 朗読
  - 浮遊世界のエアロノーツ 飛空船乗りと風使いの少女（2021年、PV）[738]
  - 俺の妹がこんなに可愛いわけがない あやせif（2021年、PV）[739]
  - イリヤの空、UFOの夏（2021年、PV）[740]
  - 魔法科高校の劣等生 追憶編（2021年、PV）[741]
- いびってこない義母と義姉 PV（2021年 - 2023年、中村美冶[742][743]）
- 辺境都市の育成者 PV（2021年）レベッカ 役[744]
- 針子の乙女 コミックス発売PV（2021年）ナレーション[745]
- ディズニー&ピクサーキャラクターズ Dream Switch2（2021年、日本語読み聞かせ[746]）
- 陛下、心の声がだだ漏れです！（2022年、CMおよびPV）ツィツィー 役[747][748]）
- 国立科学博物館 特別展「宝石 地球がうみだすキセキ」（2022年）音声ガイド
- ヤマザキビスケット『「今日の3時はどのサンド？」キャンペーン』（2023年10月）ココア 役[749]

## ディスコグラフィ

### シングル
|                | 発売日        | タイトル                        | 規格品番   | 規格品番   | 規格品番   | オリコン 最高位 |
| アーティスト盤 | 発売日        | タイトル                        | アニメ盤   | 通常盤     |            | オリコン 最高位 |
| -------------- | ------------- | ------------------------------- | ---------- | ---------- | ---------- | --------------- |
| 1st            | 2015年8月12日 | やさしい希望                    | 1000572324 | 1000572325 | 1000572326 | 11位            |
| 2nd            | 2016年2月3日  | Installation/その声が地図になる | 1000590446 | 1000590447 | 1000590448 | 10位            |
| 3rd            | 2017年11月8日 | 夢の果てまで                    | 1000691610 | 1000691611 | 1000691612 | 21位            |
| 4th            | 2018年3月28日 | Jewelry                         | 1000705356 |            | 1000705357 | 14位            |
| 5th            | 2018年9月19日 | 新しい朝                        | 1000724903 | 1000724904 | 18位       |                 |
| 6th            | 2022年9月14日 | Awake                           |            |            | 1000818762 | 19位            |

### 配信シングル
|     | 発売日         | タイトル     | 規格品番   | 備考                                      |
| --- | -------------- | ------------ | ---------- | ----------------------------------------- |
| 1st | 2019年12月18日 | Statice      | 1000756683 |                                           |
| 2nd | 2021年12月17日 | 透明シンガー |            | 3rdオリジナルアルバム『白と花束』に収録。 |
| 3rd | 2022年7月29日  | Guide        |            | 3rdオリジナルアルバム『白と花束』に収録。 |
| 4th | 2022年10月7日  | Tear of Will |            | 3rdオリジナルアルバム『白と花束』に収録。 |
| 5th | 2023年1月6日   | 視紅         |            | 3rdオリジナルアルバム『白と花束』に収録。 |
| 6th | 2023年7月12日  | plan         |            |                                           |

### アルバム

#### フルアルバム
|              | 発売日         | タイトル        | 規格品番   | 規格品番   | 規格品番   | オリコン 最高位 |
| CD+Blu-ray盤 | 発売日         | タイトル        | CD+DVD盤   | 通常盤     |            | オリコン 最高位 |
| ------------ | -------------- | --------------- | ---------- | ---------- | ---------- | --------------- |
| 1st          | 2016年5月25日  | Live Love Laugh | 1000597870 | 1000597871 | 1000597872 | 6位             |
| 2nd          | 2018年12月19日 | JUNCTION        | 1000729930 | 1000729931 | 1000729932 | 18位            |
| 3rd          | 2023年5月24日  | 白と花束        | 1000827906 |            | 1000827911 | 13位            |

#### ミニアルバム
|              | 発売日         | タイトル           | 規格品番   | 規格品番   | 規格品番   | オリコン 最高位 |
| CD+Blu-ray盤 | 発売日         | タイトル           | CD+DVD盤   | 通常盤     |            | オリコン 最高位 |
| ------------ | -------------- | ------------------ | ---------- | ---------- | ---------- | --------------- |
| 1st          | 2016年12月21日 | live for LIVE      | 1000636464 | 1000636465 | 1000636466 | 21位            |
| 2nd          | 2020年3月25日  | シスターシティーズ |            |            | 1000759200 | 23位            |
| 3rd          | 2020年9月2日   | GARDEN             | 1000770968 | 1000770969 | 14位       |                 |

### 映像作品
|     | 発売日        | タイトル                                                        | 規格品番   | 規格品番   |
| BD  | 発売日        | タイトル                                                        | DVD        |            |
| --- | ------------- | --------------------------------------------------------------- | ---------- | ---------- |
| 1st | 2019年8月28日 | HAYAMI SAORI Concert Tour 2019 "JUNCTION" at 東京国際フォーラム | 1000746059 | 1000746060 |

### タイアップ曲
| 楽曲               | タイアップ                                                                                         | 時期   |
| ------------------ | -------------------------------------------------------------------------------------------------- | ------ |
| やさしい希望       | テレビアニメ『赤髪の白雪姫』オープニングテーマ                                                     | 2015年 |
| その声が地図になる | テレビアニメ『赤髪の白雪姫』オープニングテーマ                                                     | 2016年 |
| 夢の果てまで       | 劇場アニメ『劇場版 はいからさんが通る 前編 〜紅緒、花の17歳〜』主題歌                              | 2017年 |
| Jewelry            | テレビアニメ『カードキャプターさくら クリアカード編』エンディングテーマ                            | 2018年 |
| 新しい朝           | 劇場アニメ『劇場版 はいからさんが通る 後編 〜花の東京大ロマン〜』主題歌                            | 2018年 |
| Statice            | ゲーム『無双OROCHI3 Ultimate』主題歌                                                               | 2019年 |
| Guide              | テレビアニメ『ダンジョンに出会いを求めるのは間違っているだろうかIV』エンディングテーマ             | 2022年 |
| Awake              | テレビアニメ『RWBY 氷雪帝国』エンディングテーマ                                                    | 2022年 |
| Tear of Will       | テレビアニメ『聖剣伝説 Legend of Mana -The Teardrop Crystal-』オープニングテーマ                   | 2022年 |
| 視紅               | テレビアニメ『ダンジョンに出会いを求めるのは間違っているだろうかIV 深章 厄災篇』オープニングテーマ | 2023年 |
| plan               | Webアニメ『トニカクカワイイ 女子高編』オープニングテーマ                                           | 2023年 |

### 歌手参加作品
| 発売日        | 商品名                                         | 歌 | 楽曲                                                                                               | 備考                                                              |
| ------------- | ---------------------------------------------- | --- | -------------------------------------------------------------------------------------------------- | ----------------------------------------------------------------- |
| 2010年3月24日 | 東のエデン 劇場版 オリジナル・サウンドトラック | 早見沙織 | 「ミカエルかベリアル」                                                                             | 劇場アニメ『東のエデン』関連曲                                    |
| 2013年7月31日 | God only knows -Secrets of the Goddess-        | Oratorio The World God Only Knows（ボーカル：早見沙織） | 「God only knows -Secrets of the Goddess-」 「God only knows -Secrets of the Goddess-（Extract）」 | テレビアニメ『神のみぞ知るセカイ 女神篇』オープニングテーマ       |
| 2014年1月29日 | 月英学園 -kou- Original Soundtrack             | 早見沙織 | 「そして月は輝く」                                                                                 | ゲーム『月英学園 -kou-』主題歌                                    |
| 2016年4月26日 | PASSION RIDERS                                 | 相坂優歌、藍井エイル、蒼井翔太、every♥ing!、大橋彩香、黒崎真音、GRANRODEO、SCREEN mode、鈴木このみ、早見沙織、三森すずこ、LiSA                                                               | 「PASSION RIDERS」                                                                                 | ライブイベント『Animelo Summer Live 2016 刻-TOKI-』テーマソング   |
| 2017年5月17日 | Playing The World                              | オーイシマサヨシ（OxT）、KISHOW（GRANRODEO）、鈴木このみ、茅原実里、TRUE、DRAMATIC STARS、中島愛、南條愛乃（fripSide）、羽多野渉、春奈るな、Pyxis、早見沙織、Machico、栗林みな実、三森すずこ | 「Playing The World」                                                                              | ライブイベント『Animelo Summer Live 2017 -THE CARD-』テーマソング |
| 2022年6月29日 | 7+                                             | 早見沙織 | 「DEEPER feat. 早見沙織」                                                                          |                                                                   |

### キャラクターソング
一部の楽曲は、アーティストデビューを記念して、auの音楽聴き放題サービス「うたパス」とリスアニ!のコラボレーション企画「早見沙織のキャラクターソングを聴こう！」で配信されている。
| 発売日   | 商品名 | 歌 | 楽曲 | 備考                                                                                      |
| 2007年   | 2007年 | 2007年 | 2007年 | 2007年                                                                                    |
| -------- | --- | --- | --- | ----------------------------------------------------------------------------------------- |
| 6月20日  | ゆめおぼろ | 犬飼真琴（喜多村英梨）with守東桃香（伊瀬茉莉也）＆川壁桃花（早見沙織） | 「ゆめおぼろ」 | テレビアニメ『桃華月憚』オープニングテーマ                                                |
| 6月20日  | この世界がいつかは                                                                                              | 川壁桃花（早見沙織） | 「この世界がいつかは」 | テレビアニメ『桃華月憚』エンディングテーマ                                                |
| 2008年   | | | |                                                                                           |
| 1月25日  | 桃華月憚 華奏楽集                                                                                               | 川壁桃花（早見沙織） | 「ウキウキブギウギ」 「最後の愛のために」 | テレビアニメ『桃華月憚』関連曲                                                            |
| 5月28日  | 風がなにかを言おうとしてる                                                                                      | コウ（早見沙織） | 「風がなにかを言おうとしてる」 | テレビアニメ『我が家のお稲荷さま。』エンディングテーマ                                    |
| 5月28日  | 風がなにかを言おうとしてる                                                                                      | コウ（早見沙織） | 「MIRACLE WAY〜強く優しく護られて〜」 | テレビアニメ『我が家のお稲荷さま。』挿入歌                                                |
| 7月23日  | セキレイ/Dear sweet heart                                                                                       | 結（早見沙織）、月海（井上麻里奈）、草野（花澤香菜）、松（遠藤綾） | 「セキレイ」 | テレビアニメ『セキレイ』オープニングテーマ                                                |
| 7月23日  | セキレイ/Dear sweet heart                                                                                       | 結（早見沙織）、月海（井上麻里奈）、草野（花澤香菜）、松（遠藤綾） | 「Dear sweet heart」 | テレビアニメ『セキレイ』エンディングテーマ                                                |
| 10月1日  | 我が家のお稲荷さま。天狐幻術 歌曲集                                                                             | クー（ゆかな）、コウ（早見沙織）、タマ（高橋美佳子） | 「シアワセの言霊」 | テレビアニメ『我が家のお稲荷さま。』エンディングテーマ                                    |
| 2009年   | | | |                                                                                           |
| 5月1日   | ドラマCD わがまま戦隊ブルームハート！                                                                           | ブルームハート | 「咲き誇れ！ブルームハート！」 | ドラマCD『わがまま戦隊ブルームハート！』主題歌                                            |
| 5月29日  | nO limiT | エクリップス | 「nO limiT」 | テレビアニメ『バスカッシュ！』オープニングテーマ                                          |
| 5月29日  | nO limiT | エクリップス | 「moon passport」 | テレビアニメ『バスカッシュ！』挿入歌                                                      |
| 6月17日  | Running on | エクリップス | 「Running on」 | テレビアニメ『バスカッシュ！』挿入歌                                                      |
| 6月17日  | Running on | ヴィオレット（早見沙織） | 「nO limiT（Violette starring）」 | テレビアニメ『バスカッシュ！』オープニングテーマ                                          |
| 8月19日  | 二人の約束 | エクリップス | 「二人の約束」 | テレビアニメ『バスカッシュ！』エンディングテーマ                                          |
| 9月2日   | 永遠ダイアリー                                                                                                  | 高嶺愛花（早見沙織）、小早川凛子（丹下桜）、姉ヶ崎寧々（皆口裕子） | 「永遠ダイアリー」 | ゲーム『ラブプラス』テーマソング                                                          |
| 9月16日  | アイドル・アタック！                                                                                            | エクリップス | 「虹のBRACE」 「Running on album-mix」 「nO limiT album-mix」 | テレビアニメ『バスカッシュ！』関連曲                                                      |
| 9月16日  | アイドル・アタック！                                                                                            | ヴィオレット（早見沙織） | 「ナミダイロ」 「流星」 | テレビアニメ『バスカッシュ！』関連曲                                                      |
| 9月30日  | 星空とハルモニア                                                                                                | 矢来小夜（早見沙織） | 「キミと未来観測」 | テレビアニメ『宙のまにまに』関連曲                                                        |
| 11月4日  | 約束 I'm with You/SURVIVE BABY SURVIVE!                                                                         | 結（早見沙織）、月海（井上麻里奈）、草野（花澤香菜）、松（遠藤綾） | 「約束 I'm with You」 | ゲーム『セキレイ 〜未来からのおくりもの〜』オープニングテーマ                             |
| 11月4日  | 約束 I'm with You/SURVIVE BABY SURVIVE!                                                                         | 結（早見沙織）、月海（井上麻里奈）、草野（花澤香菜）、松（遠藤綾） | 「SURVIVE BABY SURVIVE!」 | ゲーム『セキレイ 〜未来からのおくりもの〜』エンディングテーマ                             |
| 11月4日  | Ring My Bell | blue drops | 「Ring My Bell（Main Vocal Hitomi）」 | テレビアニメ『そらのおとしもの』オープニングテーマ                                        |
| 11月4日  | Ring My Bell | blue drops | 「そばにいられるだけで（Main Vocal Hitomi）」 | テレビアニメ『そらのおとしもの』エンディングテーマ                                        |
| 11月4日  | Ring My Bell | blue drops | 「Ring My Bell（Main Vocal Saori）」 | Webラジオ『そらおと〜ふぉーりん☆らぶ〜』オープニングテーマ                                |
| 11月4日  | Ring My Bell | blue drops | 「そばにいられるだけで（Main Vocal Saori）」 | Webラジオ『そらおと〜ふぉーりん☆らぶ〜』エンディングテーマ                                |
| 11月20日 | ラブプラス Character Single BOX                                                                                 | 高嶺愛花（早見沙織） | 「愛しい気持ち」 「世界で一番あなたが好き」 | ゲーム『ラブプラス』関連曲                                                                |
| 12月29日 | そらのおとしもの エンディングテーマ・コレクション                                                               | イカロス（早見沙織）、見月そはら（美名）、五月田根美香子（高垣彩陽）、桜井智樹（保志総一朗）、守形英四郎（鈴木達央） | 「太陽がくれた季節」 | テレビアニメ『そらのおとしもの』エンディングテーマ                                        |
| 12月29日 | そらのおとしもの エンディングテーマ・コレクション                                                               | イカロス（早見沙織）、ニンフ（野水伊織）、見月そはら（美名）、五月田根美香子（高垣彩陽）、桜井智樹（保志総一朗）、守形英四郎（鈴木達央） | 「ふり向くな君は美しい」 | テレビアニメ『そらのおとしもの』エンディングテーマ                                        |
| 12月29日 | そらのおとしもの エンディングテーマ・コレクション                                                               | イカロス（早見沙織）、五月田根美香子（高垣彩陽） | 「初恋」 | テレビアニメ『そらのおとしもの』エンディングテーマ                                        |
| 12月29日 | そらのおとしもの エンディングテーマ・コレクション                                                               | イカロス（早見沙織） | 「赤い花 白い花」 | テレビアニメ『そらのおとしもの』エンディングテーマ                                        |
| 12月29日 | そらのおとしもの エンディングテーマ・コレクション                                                               | イカロス（早見沙織）、ニンフ（野水伊織）、見月そはら（美名） | 「春一番」 | テレビアニメ『そらのおとしもの』エンディングテーマ                                        |
| 2010年   | | | |                                                                                           |
| 3月10日  | そらのおとしもの キャラクターソングアルバム 〜そらの音楽祭〜                                                    | イカロス（早見沙織） | 「fallen down（CD Full Version）」 | テレビアニメ『そらのおとしもの』関連曲                                                    |
| 7月21日  | 白翼ノ誓約〜Pure Engagement〜／おんなじきもち                                                                   | 結（早見沙織）、月海（井上麻里奈）、草野（花澤香菜）、松（遠藤綾） | 「白翼ノ誓約〜Pure Engagement〜」 | テレビアニメ『セキレイ〜Pure Engagement〜』オープニングテーマ                             |
| 7月21日  | 白翼ノ誓約〜Pure Engagement〜／おんなじきもち                                                                   | 結（早見沙織）、月海（井上麻里奈）、草野（花澤香菜）、松（遠藤綾） | 「おんなじきもち」 | テレビアニメ『セキレイ〜Pure Engagement〜』エンディングテーマ                             |
| 7月21日  | 微笑みフォトグラフ                                                                                              | 高嶺愛花（早見沙織）、小早川凛子（丹下桜）、姉ヶ崎寧々（皆口裕子） | 「微笑みフォトグラフ」 | ゲーム『ラブプラス＋』テーマソング                                                        |
| 7月28日  | 劇場版 NARUTO -ナルト- 疾風伝 ザ・ロストタワー オリジナルサウンドトラック                                       | サーラ（早見沙織） | 「ひかりにわ」 | 劇場アニメ『劇場版 NARUTO -ナルト- 疾風伝 ザ・ロストタワー』挿入歌                        |
| 8月25日  | セキレイ〜Pure Engagement〜 Blu-ray & DVD 第1巻 完全限定生産版 特典CD                                           | 結（早見沙織） | 「白翼ノ誓約〜Pure Engagement〜」 | テレビアニメ『セキレイ〜Pure Engagement〜』関連曲                                         |
| 9月29日  | SEKIREI SOUND COMPLETE                                                                                          | 結（早見沙織）、月海（井上麻里奈）、草野（花澤香菜）、松（遠藤綾） | 「たまんない！ KISS OR DIE!?」 「LET'S GO GET U!」 | テレビアニメ『セキレイ』関連曲                                                            |
| 9月29日  | SEKIREI SOUND COMPLETE                                                                                          | 結（早見沙織） | 「きみを想うとき」 「おぼえているから」 「Change the World」 | テレビアニメ『セキレイ』関連曲                                                            |
| 10月27日 | HELP!! | 石動美緒（竹達彩奈）、結野嵐子（早見沙織） | 「HELP!!-Heaven side-」 | テレビアニメ『えむえむっ！』オープニングテーマ                                            |
| 10月27日 | HELP!! | 石動美緒（竹達彩奈）、結野嵐子（早見沙織） | 「ハレルヤ♡スタディ」 | テレビアニメ『えむえむっ！』挿入歌                                                        |
| 10月27日 | がんばれ！消えるな!!色素薄子さん ドラマCD                                                                       | 色素薄子（早見沙織） | 「ここより遠くを見るまえに」 「キャンパスで アドベンチャー」 | 漫画『がんばれ！消えるな!!色素薄子さん』関連曲                                            |
| 11月10日 | ハートの確率 | blue drops | 「ハートの確率（Main Vocal Hitomi）」 | テレビアニメ『そらのおとしものf』オープニングテーマ                                       |
| 11月10日 | ハートの確率 | blue drops | 「ハートの確率（Main Vocal Saori）」 | Webラジオ『そらおと〜ふぉーりん☆らぶ〜』オープニングテーマ                                |
| 11月10日 | ハートの確率 | blue drops | 「帰るから（Piano Version）」 | テレビアニメ『そらのおとしものf』エンディングテーマ                                       |
| 12月22日 | そらのおとしものf “今年も”エンディング・テーマ・コレクション                                                    | blue drops | 「帰るから（Piano Version）」 「帰るから（Guitar Version）」 | テレビアニメ『そらのおとしものf』エンディングテーマ                                       |
| 12月22日 | そらのおとしものf “今年も”エンディング・テーマ・コレクション                                                    | イカロス（早見沙織） | 「COSMOS」 | テレビアニメ『そらのおとしものf』エンディングテーマ                                       |
| 12月22日 | そらのおとしものf “今年も”エンディング・テーマ・コレクション                                                    | 桜井智樹（保志総一朗）、イカロス（早見沙織）、見月そはら（美名）、守形英四郎（鈴木達央）、五月田根美香子（高垣彩陽）、ニンフ（野水伊織）、アストレア（福原香織） | 「帰らざる日のために」 | テレビアニメ『そらのおとしものf』エンディングテーマ                                       |
| 12月22日 | そらのおとしものf “今年も”エンディング・テーマ・コレクション                                                    | イカロス（早見沙織）、五月田根美香子（高垣彩陽） | 「踊り子」 | テレビアニメ『そらのおとしものf』エンディングテーマ                                       |
| 12月22日 | そらのおとしものf “今年も”エンディング・テーマ・コレクション                                                    | イカロス（早見沙織）、ニンフ（野水伊織）、アストレア（福原香織） | 「時代遅れの恋人たち」 | テレビアニメ『そらのおとしものf』エンディングテーマ                                       |
| 12月9日  | PSP版ぱすてるチャイムContinue 初回限定版特典CD                                                                  | 喜多村英梨、佐藤利奈、新名彩乃、早見沙織 | 「Brand new & Continue」 | ゲーム『PSP版ぱすてるチャイムContinue』エンディングテーマ                                 |
| 2011年   | | | |                                                                                           |
| 1月26日  | 嵐子CD | 結野嵐子（早見沙織） | 「あなたとわたしのディスタンス」 「Melty time 〜やさしい場所で」 | テレビアニメ『えむえむっ！』関連曲                                                        |
| 1月26日  | 俺の妹がこんなに可愛いわけがない Blu-ray & DVD 第2巻 完全生産限定版 特典CD                                      | 新垣あやせ（早見沙織） | 「白いココロ」 | テレビアニメ『俺の妹がこんなに可愛いわけがない』エンディングテーマ                        |
| 1月27日  | 歌う ラブプラス                                                                                                 | 高嶺愛花（早見沙織）、小早川凛子（丹下桜）、姉ヶ崎寧々（皆口裕子） | 「バレンタインの愛言葉」 | ゲーム『ラブプラス』関連曲                                                                |
| 1月27日  | 歌う ラブプラス                                                                                                 | 高嶺愛花（早見沙織） | 「TOMORROW」 「ラムのラブソング」 | ゲーム『ラブプラス』関連曲                                                                |
| 1月27日  | 歌う ラブプラス                                                                                                 | 高嶺愛花（早見沙織）、姉ヶ崎寧々（皆口裕子） | 「淋しい熱帯魚」 | ゲーム『ラブプラス』関連曲                                                                |
| 1月27日  | 歌う ラブプラス                                                                                                 | 小早川凛子（丹下桜）、高嶺愛花（早見沙織） | 「アジアの純真」 | ゲーム『ラブプラス』関連曲                                                                |
| 2月26日  | そらのおとしものf キャラソン&ドラマ・アルバム 〜天使たちの声が響く〜                                            | イカロス（早見沙織） | 「ナイショの果実 〜Eu Te Amo〜」 | テレビアニメ『そらのおとしものf』関連曲                                                   |
| 3月9日   | 絶対☆少女主義!!                                                                                                 | 聖ビジュアル女学院合唱部 | 「絶対☆少女主義!!」 「夜明け寸前のシンフォニー」 | テレビアニメ『バクマン。』挿入歌                                                          |
| 3月24日  | バクマン。DVD & Blu-ray 第3巻 初回限定版 特典CD                                                                 | 亜豆美保（早見沙織） | 「ロマンティックあげるよ」 「Get Over」 | テレビアニメ『バクマン。』関連曲                                                          |
| 3月25日  | 森田さんは無口 theme songs                                                                                      | MM second | 「遠回りして帰ろ！」 | OVA『森田さんは無口』エンディングテーマ                                                   |
| 4月27日  | secret base 〜君がくれたもの〜                                                                                  | 本間芽衣子（茅野愛衣）、安城鳴子（戸松遥）、鶴見知利子（早見沙織） | 「secret base 〜君がくれたもの〜（10 years after Ver.）」 | テレビアニメ『あの日見た花の名前を僕達はまだ知らない。』エンディングテーマ                |
| 4月27日  | secret base 〜君がくれたもの〜                                                                                  | 本間芽衣子（茅野愛衣）、安城鳴子（戸松遥）、鶴見知利子（早見沙織） | 「secret base 〜君がくれたもの〜（Memento mori Ver.）」 | テレビアニメ『あの日見た花の名前を僕達はまだ知らない。』関連曲                            |
| 5月25日  | アイノヨカン | 神のみぞ知り隊 | 「アイノヨカン」 | テレビアニメ『神のみぞ知るセカイII』エンディングテーマ                                    |
| 5月25日  | アイノヨカン | 駆け魂隊 | 「アイノヨカン from 駆け魂隊」 | テレビアニメ『神のみぞ知るセカイII』エンディングテーマ                                    |
| 5月25日  | STAR DRIVER 輝きのタクト Blu-ray & DVD 第5巻 完全限定生産版 特典CD                                              | 四方の巫女 | 「Cross Over」 | テレビアニメ『STAR DRIVER 輝きのタクト』関連曲                                            |
| 6月8日   | 神のみキャラCD.00 ハクア starring 早見沙織                                                                      | ハクア（早見沙織） | 「NAKED GENIUS」 「アイノヨカン from Haqua」 | テレビアニメ『神のみぞ知るセカイII』関連曲                                                |
| 6月22日  | SECOND | blue drops | 「SECOND（Main Vocal Hitomi）」 | 劇場アニメ『そらのおとしもの 時計じかけの哀女神』主題歌                                   |
| 6月22日  | SECOND | blue drops | 「そらとまぼろし（Main Vocal Saori）」 | 劇場アニメ『そらのおとしもの 時計じかけの哀女神』エンディングテーマ                       |
| 6月22日  | SECOND | blue drops | 「SECOND（Main Vocal Saori）」 | 劇場アニメ『そらのおとしもの 時計じかけの哀女神』関連曲                                   |
| 7月6日   | 劇場版そらのおとしもの 時計じかけの哀女神 時計じかけの音楽集                                                    | blue drops | 「そらとまぼろし（Movie Ending Size）」 | 劇場アニメ『そらのおとしもの 時計じかけの哀女神』エンディングテーマ                       |
| 7月13日  | 小さないのちのウタ                                                                                              | キリ（早見沙織） | 「小さないのちのウタ」 「流星花：時空園」 | 劇場アニメ『トワノクオン』挿入歌                                                          |
| 9月21日  | Greetings from special agents Elysia de Lute Ima and Haqua d'rot Herminium                                      | 駆け魂隊 | 「Nonstop!! Hunters」 「コイノシルシ feat. 駆け魂隊」 「Good Night Song 〜同じ空の下で〜」 「アイノヨカン feat. 駆け魂隊」 | テレビアニメ『神のみぞ知るセカイII』関連曲                                                |
| 9月21日  | Greetings from special agents Elysia de Lute Ima and Haqua d'rot Herminium                                      | ハクア（早見沙織） | 「ご機嫌いかが？」 「1'st EVOLUTION→」 | テレビアニメ『神のみぞ知るセカイII』関連曲                                                |
| 9月21日  | STAR DRIVER 輝きのタクト Blu-ray & DVD 第9巻 完全限定生産版 特典CD                                              | 皆水の巫女（早見沙織） | 「木漏れ日のコンタクト」 | テレビアニメ『STAR DRIVER 輝きのタクト』関連曲                                            |
| 11月18日 | やはり俺の青春ラブコメはまちがっている。第3巻 限定特装版 ドラマCD                                               | 雪ノ下雪乃（早見沙織）、由比ヶ浜結衣（東山奈央） | 「Bright Generation」 | ライトノベル『やはり俺の青春ラブコメはまちがっている。』関連曲                            |
| 11月13日 | オリジナルアニメ トワノクオン オリジナルサウンドトラック                                                        | キリ（早見沙織） | 「小さないのちのウタ」 「流星花：時空園」 | 劇場アニメ『トワノクオン』挿入歌                                                          |
| 12月7日  | 〜俺の妹がこんなに可愛いわけがないComplete Collection+〜俺妹コンプ+!                                            | 新垣あやせ（早見沙織） | 「白いココロ」 | テレビアニメ『俺の妹がこんなに可愛いわけがない』エンディングテーマ                        |
| 12月21日 | 「神のみぞ知るセカイ」キャラクター・カバーALBUM 〜選曲:若木民喜〜                                               | ハクア（早見沙織） | 「Angel Night〜天使のいる場所〜」 | テレビアニメ『神のみぞ知るセカイII』関連曲                                                |
| 12月22日 | NEWラブプラス メインテーマ & 歌う ラブプラス DVD                                                                | 高嶺愛花（早見沙織）、小早川凛子（丹下桜）、姉ヶ崎寧々（皆口裕子） | 「Colorful Days」 「Colorful Days（リミックスバージョン）」 | ゲーム『NEWラブプラス』テーマソング                                                       |
| 2012年   | | | |                                                                                           |
| 2月17日  | ロード オブ アポカリプス オリジナル・サウンドトラック                                                           | soria | 「シノオト」 「シノオト Nearby Version」 | ゲーム『ロード オブ アポカリプス』メインテーマ                                            |
| 3月15日  | - | シュシュ・インフィニット（田村ゆかり）、アルティス（早見沙織） | 「ミラクルクルクル★ムゲンソウルズ」 | ゲーム『圧倒的遊戯ムゲンソウルズ』挿入歌                                                  |
| 3月22日  | NEWラブプラス Character Song & Extra Soundtrack                                                                 | 高嶺愛花（早見沙織） | 「もうちょっと」 | ゲーム『NEWラブプラス』関連曲                                                             |
| 3月28日  | BAKUMAN OST 2                                                                                                   | 亜豆美保（早見沙織） | 「We wish you a merry Christmas」 「We wish you a merry Christmas（ver.2）」 | テレビアニメ『バクマン。』挿入歌                                                          |
| 4月18日  | THE IDOLM@STER CINDERELLA MASTER 004 高垣楓                                                                     | 高垣楓（早見沙織） | 「こいかぜ」 | ゲーム『アイドルマスター シンデレラガールズ』関連曲                                       |
| 4月25日  | シャイニング・ブレイド キャラクターソングアルバム                                                               | エルミナ（早見沙織） | 「蒼き清浄なる歌」 「母なる大地の賛歌」 | ゲーム『シャイニング・ブレイド』関連曲                                                    |
| 4月25日  | シャイニング・ブレイド キャラクターソングアルバム                                                               | アルティナ（井上麻里奈）、エルミナ（早見沙織）、ミスティ（田村ゆかり）、トウカ（堀江由衣）、ローゼリンデ（桑島法子） | 「輝く旗のもとに」 | ゲーム『シャイニング・ブレイド』関連曲                                                    |
| 8月8日   | 機動戦士ガンダムAGE キャラクターソングアルバム Vol.1                                                            | ユリン・ルシェル（早見沙織） | 「約束のリボン」 | テレビアニメ『機動戦士ガンダムAGE』関連曲                                                 |
| 8月8日   | 潮風のハーモニー                                                                                                | 白浜坂高校合唱部 | 「潮風のハーモニー」 | テレビアニメ『TARI TARI』エンディングテーマ                                               |
| 8月8日   | 潮風のハーモニー                                                                                                | 白浜坂高校合唱部 | 「Triple Smiley」 | Webラジオ『TARI TARIラジオ ゆったりまったり放課後日誌』テーマソング                       |
| 9月26日  | TARI TARI ミュージックアルバム 〜歌ったり、奏でたり〜                                                           | 白浜坂高校生徒一同 | 「白浜坂高校校歌」 | テレビアニメ『TARI TARI』挿入歌                                                           |
| 9月26日  | TARI TARI ミュージックアルバム 〜歌ったり、奏でたり〜                                                           | 宮本来夏（瀬戸麻沙美）、沖田紗羽（早見沙織）、田中大智（島﨑信長） | 「白浜坂高校校歌（ラテン Ver.）」 | テレビアニメ『TARI TARI』挿入歌                                                           |
| 9月26日  | TARI TARI ミュージックアルバム 〜歌ったり、奏でたり〜                                                           | 白浜坂高校合唱部 | 「Hau'oli ♪」 「心の旋律」 | テレビアニメ『TARI TARI』挿入歌                                                           |
| 9月26日  | TARI TARI ミュージックアルバム 〜歌ったり、奏でたり〜                                                           | 宮本来夏（瀬戸麻沙美）、沖田紗羽（早見沙織） | 「心の旋律（#2ED Ver.）」 | テレビアニメ『TARI TARI』エンディングテーマ                                               |
| 9月26日  | TARI TARI ミュージックアルバム 〜歌ったり、奏でたり〜                                                           | 白浜坂高校合唱部 | 「心の旋律（#6ED Ver.）」 「潮風のハーモニー（5人 Ver.）」 「潮風のハーモニー（#13ED Ver.）」 | テレビアニメ『TARI TARI』エンディングテーマ                                               |
| 9月26日  | TARI TARI ミュージックアルバム 〜歌ったり、奏でたり〜                                                           | 西之端ヒーローショウテンジャー | 「熱闘ヒーローガンバライジャー（#10 Ver.）」 | テレビアニメ『TARI TARI』挿入歌                                                           |
| 9月26日  | TARI TARI ミュージックアルバム 〜歌ったり、奏でたり〜                                                           | 西之端ヒーローショウテンジャー | 「熱闘ヒーローガンバライジャー」 | テレビアニメ『TARI TARI』関連曲                                                           |
| 9月26日  | TARI TARI ミュージックアルバム 〜歌ったり、奏でたり〜                                                           | 白浜坂高校合唱部&声楽部 | 「radiant melody」 | テレビアニメ『TARI TARI』挿入歌                                                           |
| 9月26日  | TARI TARI ミュージックアルバム 〜歌ったり、奏でたり〜                                                           | 白浜坂高校合唱部 | 「潮風のハーモニー（2人 Ver.）」 | テレビアニメ『TARI TARI』エンディングテーマ                                               |
| 9月26日  | TARI TARI ミュージックアルバム 〜歌ったり、奏でたり〜                                                           | 白浜坂高校合唱部 | 「潮風のハーモニー（4人 Ver.）」 | テレビアニメ『TARI TARI』エンディングテーマ                                               |
| 9月30日  | TARI TARI 合唱曲集                                                                                              | 白浜坂高校生徒一同 | 「白浜坂高校校歌」 | テレビアニメ『TARI TARI』挿入歌                                                           |
| 9月30日  | TARI TARI 合唱曲集                                                                                              | 白浜坂高校合唱部&声楽部 | 「radiant melody」 | テレビアニメ『TARI TARI』挿入歌                                                           |
| 9月30日  | TARI TARI 合唱曲集                                                                                              | 白浜坂高校合唱部と坂井まひる（大原さやか） | 「心の旋律」 | テレビアニメ『TARI TARI』挿入歌                                                           |
| 11月14日 | TARI TARI キャラソンミニアルバム 空盤 〜見上げたり、はばたいたり〜                                              | 坂井和奏（高垣彩陽）、沖田紗羽（早見沙織） | 「光と風にのせて」 | テレビアニメ『TARI TARI』関連曲                                                           |
| 11月14日 | TARI TARI キャラソンミニアルバム 空盤 〜見上げたり、はばたいたり〜                                              | 沖田紗羽（早見沙織） | 「光と風にのせて（紗羽と歌おっか。バージョン）」 | テレビアニメ『TARI TARI』関連曲                                                           |
| 11月14日 | TARI TARI キャラソンミニアルバム 海盤 〜潜ったり、たゆたったり〜                                                | 沖田紗羽（早見沙織） | 「SAIL AWAY TO SKY」 | テレビアニメ『TARI TARI』関連曲                                                           |
| 11月14日 | TARI TARI キャラソンミニアルバム 海盤 〜潜ったり、たゆたったり〜                                                | 宮本来夏（瀬戸麻沙美）、沖田紗羽（早見沙織） | 「七色Happiness」 | テレビアニメ『TARI TARI』関連曲                                                           |
| 11月14日 | TARI TARI キャラソンミニアルバム 海盤 〜潜ったり、たゆたったり〜                                                | 沖田紗羽（早見沙織）、田中大智（島﨑信長） | 「明日への道」 | テレビアニメ『TARI TARI』関連曲                                                           |
| 11月21日 | エクストルーパーズ ザ・バウンデッド サウンドトラック                                                            | ティキ（早見沙織） | 「解放レゾナンス」 「Re@union」 | ゲーム『エクストルーパーズ』挿入歌                                                        |
| 11月21日 | ソードアート・オンライン 第2巻 完全生産限定版 特典CD                                                            | サチ（早見沙織） | 「Memory Heart Message」 | テレビアニメ『ソードアート・オンライン』関連曲                                            |
| 12月19日 | わんおふ -one off- オリジナルサウンドトラック                                                                   | ポコ・ア・ポコ featuring マロ（儀武ゆう子） | 「メモリーズ〜ポコ・ア・ポコver.〜」 | OVA『わんおふ -one off-』挿入歌                                                           |
| 2013年   | | | |                                                                                           |
| 1月23日  | STAR DRIVER輝きのタクト Songs & Soundtracks                                                                     | アゲマキ・ワコ（早見沙織） | 「木漏れ日のコンタクト」 「木漏れ日のコンタクト 〜 version de l'apprivoiser 」 「木漏れ日のコンタクト 〜 Wako avec accompagnement de la harpe 」 「木漏れ日のコンタクト 〜 Wako avec accompagnement du piano 」 「光のオクターブ」 | テレビアニメ『STAR DRIVER 輝きのタクト』関連曲                                            |
| 1月23日  | STAR DRIVER輝きのタクト Songs & Soundtracks                                                                     | 四方の巫女 | 「Cross Over 〜 version les quatre filles」 | テレビアニメ『STAR DRIVER 輝きのタクト』関連曲                                            |
| 2月13日  | Advance | 桂ヒナギク（伊藤静）、ハクア（早見沙織） | 「Advance」 「つよがりサンセット」 | テレビアニメ『神のみぞ知るセカイ』関連曲                                                  |
| 2月28日  | シャイニング・アーク 予約特典「天使のファンディスク」                                                           | キルマリア（早見沙織） | 「Sacred Bullet 〜紅の十字架〜 Short Version」 | ゲーム『シャイニング・アーク』劇中歌                                                      |
| 3月19日  | やはり俺の青春ラブコメはまちがっている。第7巻 限定特装版 ドラマCD                                               | 雪ノ下雪乃（早見沙織）、由比ヶ浜結衣（東山奈央） | 「ROCK YOU!!」 | ライトノベル『やはり俺の青春ラブコメはまちがっている。』関連曲                            |
| 4月10日  | 奇跡のドア | ハクア（早見沙織）、水蓮寺ルカ（山崎はるか） | 「GRAVITY」 | テレビアニメ『神のみぞ知るセカイ』関連曲                                                  |
| 4月10日  | 奇跡のドア | 桂ヒナギク（伊藤静）、ハクア（早見沙織） | 「Advance」 | テレビアニメ『神のみぞ知るセカイ』関連曲                                                  |
| 4月10日  | 奇跡のドア | 桂ヒナギク（伊藤静）、中川かのん（東山奈央）、ハクア（早見沙織）、水蓮寺ルカ（山崎はるか） | 「奇跡のドア」 | テレビアニメ『神のみぞ知るセカイ』関連曲                                                  |
| 4月10日  | TARI TARI ドラマCD 旅立ちの歌                                                                                   | 白浜坂高校合唱部 | 「旅立ちの歌」 | テレビアニメ『TARI TARI』関連曲                                                           |
| 5月22日  | Hello Alone | 雪ノ下雪乃（早見沙織）、由比ヶ浜結衣（東山奈央） | 「Hello Alone」 | テレビアニメ『やはり俺の青春ラブコメはまちがっている。』エンディングテーマ                |
| 5月22日  | Hello Alone | 雪ノ下雪乃（早見沙織） | 「Hello Alone -Yukino side-」 | テレビアニメ『やはり俺の青春ラブコメはまちがっている。』関連曲                            |
| 6月5日   | RDG レッドデータガール インスパイアードアルバム                                                                 | 鈴原泉水子（早見沙織） | 「心のどこかで」 | テレビアニメ『RDG レッドデータガール』関連曲                                              |
| 6月5日   | RDG レッドデータガール インスパイアードアルバム                                                                 | 鈴原泉水子（早見沙織） | 「予感」 | テレビアニメ『RDG レッドデータガール』エンディングテーマ                                  |
| 6月19日  | 俺の妹がこんなに可愛いわけがない。第1巻 完全生産限定版 特典CD                                                   | 新垣あやせ（早見沙織） | 「フィルター」 | テレビアニメ『俺の妹がこんなに可愛いわけがない。』エンディングテーマ                      |
| 6月26日  | 絶対防衛レヴィアタン キャラクターソングコレクション 絶対、唄うんだもん！                                        | レヴィアタン（早見沙織） | 「優しさの雫」 「You must. 〜Leviathan version〜」 | テレビアニメ『絶対防衛レヴィアタン』関連曲                                                |
| 7月10日  | やはり俺の青春ラブコメはまちがっている。キャラクターソングアルバム やはりこのキャラソンはまちがっている。       | 雪ノ下雪乃（早見沙織）、由比ヶ浜結衣（東山奈央） | 「Bitter Bitter Sweet」 | テレビアニメ『やはり俺の青春ラブコメはまちがっている。』挿入歌                            |
| 7月10日  | やはり俺の青春ラブコメはまちがっている。キャラクターソングアルバム やはりこのキャラソンはまちがっている。       | 雪ノ下雪乃（早見沙織） | 「雪解けに咲いた花」 | テレビアニメ『やはり俺の青春ラブコメはまちがっている。』関連曲                            |
| 7月10日  | やはり俺の青春ラブコメはまちがっている。キャラクターソングアルバム やはりこのキャラソンはまちがっている。       | 雪ノ下雪乃（早見沙織）、由比ヶ浜結衣（東山奈央） | 「Hello Alone -Band arrange-」 | テレビアニメ『やはり俺の青春ラブコメはまちがっている。』エンディングテーマ                |
| 7月10日  | RDG レッドデータガール オリジナルサウンドトラック                                                               | 鈴原泉水子（早見沙織） | 「泉水子の舞（第3話）」 「泉水子の舞（第8話）」 | テレビアニメ『RDG レッドデータガール』挿入歌                                              |
| 8月14日  | THE IDOLM@STER CINDERELLA MASTER 輝く世界の魔法                                                                 | THE IDOLM@STER CINDERELLA GIRLS! | 「輝く世界の魔法（M@STER VERSION）」 | ゲーム『アイドルマスター シンデレラガールズ』関連曲                                       |
| 9月4日   | 神のみキャラCD.000 エルシィ&ハクア starring 伊藤かな恵&早見沙織                                                 | ハクア（早見沙織） | 「With…you…」 | テレビアニメ『神のみぞ知るセカイ 女神篇』エンディングテーマ                               |
| 9月25日  | THE IDOLM@STER CINDERELLA MASTER Cool jewelries! 001                                                            | 渋谷凛（福原綾香）、高垣楓（早見沙織）、神崎蘭子（内田真礼）、多田李衣菜（青木瑠璃子）、新田美波（洲崎綾） | 「Nation Blue」 「ススメ☆オトメ 〜jewel parade〜」 | ゲーム『アイドルマスター シンデレラガールズ』関連曲                                       |
| 9月25日  | THE IDOLM@STER CINDERELLA MASTER Cool jewelries! 001                                                            | 高垣楓（早見沙織） | 「雪の華」 | ゲーム『アイドルマスター シンデレラガールズ』関連曲                                       |
| 11月22日 | Re@union with you                                                                                               | ティキ（早見沙織） | 「Re@union with you」 | ゲーム『エクストルーパーズ』関連曲                                                        |
| 11月27日 | 俺の妹がこんなに可愛いわけがない。第6巻 完全生産限定版 特典CD                                                   | 新垣あやせ（早見沙織） | 「想うコト」 | テレビアニメ『俺の妹がこんなに可愛いわけがない。』エンディングテーマ                      |
| 11月27日 | SECOND MISSION                                                                                                  | 駆け魂隊 | 「World Fortune 〜セカイノユクエ〜」 「†DEVIL'S MISSION†」 「Cherish」 | テレビアニメ『神のみぞ知るセカイ 女神篇』関連曲                                           |
| 11月27日 | SECOND MISSION                                                                                                  | ハクア（早見沙織） | 「GRAVITY」 「微熱ルネサンス」 「Innocent Blue」 | テレビアニメ『神のみぞ知るセカイ 女神篇』関連曲                                           |
| 12月18日 | オカルトメイデン キャラクターソング・アルバム                                                                   | 土御門悠宇（早見沙織） | 「華吹雪 feat. Starving Trancer」 | ゲーム『オカルトメイデン』関連曲                                                          |
| 12月18日 | オカルトメイデン キャラクターソング・アルバム                                                                   | 土御門悠宇（早見沙織）、倉橋六花（佐倉綾音）、蓮華（日高里菜） | 「やったね！おかると☆めいでん feat. azuma」 | ゲーム『オカルトメイデン』関連曲                                                          |
| 2014年   | | | |                                                                                           |
| 1月24日  | Fate/EXTRA CCC ルナティックステーション2013                                                                     | メルトリリス（早見沙織） | 「哭」 | ゲーム『Fate/EXTRA CCC』関連曲                                                            |
| 2月12日  | 「神のみぞ知るセカイ」キャラクター・カバーALBUM2 〜選曲:若木民喜                                                | ハクア（早見沙織） | 「dis-」 | テレビアニメ『神のみぞ知るセカイ 女神篇』関連曲                                           |
| 2月26日  | この手が奇跡を選んでる                                                                                          | 永水女子高校 | 「この手が奇跡を選んでる 永水女子高校 ver.」 | テレビアニメ『咲-Saki- 全国編』エンディングテーマ                                         |
| 4月23日  | そらのおとしもの 〜エターナル・イカロス〜そらのおとしものFinal 永遠の私の鳥籠 上映記念アルバム                  | blue drops | 「always smiling〜そらのおとしもの〜（Main Vocal Saori）」 | 劇場アニメ『そらのおとしものFinal 永遠の私の鳥籠』主題歌                                  |
| 4月23日  | そらのおとしもの 〜エターナル・イカロス〜そらのおとしものFinal 永遠の私の鳥籠 上映記念アルバム                  | blue drops | 「ERASE（Main Vocal Saori）」 | 劇場アニメ『そらのおとしものFinal 永遠の私の鳥籠』劇中歌                                  |
| 4月23日  | そらのおとしもの 〜エターナル・イカロス〜そらのおとしものFinal 永遠の私の鳥籠 上映記念アルバム                  | blue drops | 「Ring My Bell（Main Vocal Saori）」 | Webラジオ『そらおと〜ふぉーりん☆らぶ〜』オープニングテーマ                                |
| 4月23日  | そらのおとしもの 〜エターナル・イカロス〜そらのおとしものFinal 永遠の私の鳥籠 上映記念アルバム                  | イカロス（早見沙織） | 「fallen down」 | テレビアニメ『そらのおとしもの』関連曲                                                    |
| 4月23日  | そらのおとしもの 〜エターナル・イカロス〜そらのおとしものFinal 永遠の私の鳥籠 上映記念アルバム                  | イカロス（早見沙織） | 「赤い花 白い花」 | テレビアニメ『そらのおとしもの』エンディングテーマ                                        |
| 4月23日  | そらのおとしもの 〜エターナル・イカロス〜そらのおとしものFinal 永遠の私の鳥籠 上映記念アルバム                  | イカロス（早見沙織） | 「ナイショの果実〜Eu Te Amo〜」 | テレビアニメ『そらのおとしものf』関連曲                                                   |
| 4月23日  | そらのおとしもの 〜エターナル・イカロス〜そらのおとしものFinal 永遠の私の鳥籠 上映記念アルバム                  | blue drops | 「そらとまぼろし（Main Vocal Saori)」 | 劇場アニメ『そらのおとしもの時計じかけの哀女神』エンディングテーマ                        |
| 5月28日  | 緑ドン VIVA2 SOUND COLLECTION                                                                                   | ソニア（早見沙織） | 「ただいま…。」 | パチスロ『緑ドン VIVA2』使用曲                                                            |
| 5月28日  | 緑ドン VIVA2 SOUND COLLECTION                                                                                   | ロドリゴFamily | 「Butterfly 〜Amigo FamiReMix〜」 | パチスロ『緑ドン VIVA2』使用曲                                                            |
| 5月28日  | 緑ドン VIVA2 SOUND COLLECTION                                                                                   | VIVA2オールスターズ | 「Colorful Days」 | パチスロ『緑ドン VIVA2』使用曲                                                            |
| 5月28日  | 夕暮れハッピーゴー                                                                                              | 春鳥つぐみ（千菅春香）、多々音めめ（悠木碧）、アーニャ・ヘプバーン（早見沙織） | 「夕暮れハッピーゴー」 | テレビアニメ『ソウルイーターノット！』エンディングテーマ                                  |
| 5月28日  | 夕暮れハッピーゴー                                                                                              | 春鳥つぐみ（千菅春香）、多々音めめ（悠木碧）、アーニャ・ヘプバーン（早見沙織） | 「Ding-Dong Our HEARTS」 | テレビアニメ『ソウルイーターノット！』関連曲                                              |
| 5月28日  | 吉田仁美 1st.アルバム『.htm』                                                                                   | blue drops | 「そらとまぼろし（Main Vocal Hitomi）」 「ERASE（Main Vocal Hitomi）」 「always smiling〜そらのおとしもの〜（Main Vocal Hitomi）」                                                                                                 | テレビアニメ『そらのおとしもの』関連曲                                                    |
| 6月25日  | マンガ家さんとアシスタントさんと BD・DVD第1巻特典CD                                                             | 足須沙穂都（早見沙織） | 「アンバランス⇔アシスタンス」 | テレビアニメ『マンガ家さんとアシスタントさんと』関連曲                                    |
| 7月18日  | やはり俺の青春ラブコメはまちがっている。第6.5巻 限定特装版 ドラマCD                                             | 雪ノ下雪乃（早見沙織）、由比ヶ浜結衣（東山奈央） | 「君とMerry Christmas」 | ライトノベル『やはり俺の青春ラブコメはまちがっている。』関連曲                            |
| 7月23日  | 魔法科高校の劣等生 入学編1 BD・DVD特典CD                                                                        | 司波深雪（早見沙織） | 「Sincerely」 | テレビアニメ『魔法科高校の劣等生』関連曲                                                  |
| 7月30日  | THE IDOLM@STER CINDERELLA MASTER We're the friends!                                                             | THE IDOLM@STER CINDERELLA GIRLS! | 「We're the friends!」 | ゲーム『アイドルマスター シンデレラガールズ』関連曲                                       |
| 8月27日  | ご注文はうさぎですか？ キャラクターソングアルバム                                                               | 青山ブルーマウンテン（早見沙織） | 「うさぎになったバリスタ」 | テレビアニメ『ご注文はうさぎですか？』関連曲                                              |
| 8月27日  | ソードアート・オンライン ソングコレクション                                                                     | サチ（早見沙織） | 「Memory Heart Message -Decadent Glitches remix」 | テレビアニメ『ソードアート・オンライン』関連曲                                            |
| 10月1日  | バスカッシュ！ Blu-ray BOX DUNK SHOT 1 Special nonstop-mix album 特典CD                                         | エクリップス | 「nO limiT（nonstop-mix）」 「虹のBRACE（nonstop-mix）」 「moon passport（nonstop-mix）」 「二人の約束（nonstop-mix）」 「Running on（nonstop-mix）」                                                                              | テレビアニメ『バスカッシュ！』関連曲                                                      |
| 10月1日  | バスカッシュ！ Blu-ray BOX DUNK SHOT 1 Special nonstop-mix album 特典CD                                         | ヴィオレット（早見沙織） | 「ナミダイロ（nonstop-mix）」 | テレビアニメ『バスカッシュ！』関連曲                                                      |
| 10月29日 | グラスリップ キャラクターソングアルバム 歌声の欠片                                                              | 高山やなぎ（早見沙織） | 「I'll be→I wanna be」 | テレビアニメ『グラスリップ』関連曲                                                        |
| 10月29日 | ソウルイーターノット！ NOT.4 BD・DVD特典CD                                                                      | アーニャ・ヘプバーン（早見沙織） | 「夕暮れハッピーゴー」 | テレビアニメ『ソウルイーターノット！』関連曲                                              |
| 11月05日 | バスカッシュ Blu-ray BOX DUNK SHOT-2 特典CD『アイドルアタック rE-booT!!』                                       | エクリップス | 「モラトリアムの扉」 「Running on -2014 version-」 「虹のBRACE -2014 version-」 「moon passport -2014 version-」 「二人の約束 -2014 version-」 「nO limiT -2014 version-」 「Melody」                                              | テレビアニメ『バスカッシュ！』関連曲                                                      |
| 11月05日 | バスカッシュ Blu-ray BOX DUNK SHOT-2 特典CD『アイドルアタック rE-booT!!』                                       | ヴィオレット（早見沙織） | 「ナミダイロ -2014 version-」 「流星 -2014 version-」 | テレビアニメ『バスカッシュ！』関連曲                                                      |
| 11月19日 | OVERLAPPERS | Qverktett:\| | 「OVERLAPPERS」 | テレビアニメ『異能バトルは日常系のなかで』オープニングテーマ                              |
| 11月27日 | ご注文はうさぎですか？ BD・DVD第6巻特典CD                                                                       | 香風タカヒロ（速水奨）、青山ブルーマウンテン（早見沙織） | 「Daydream café」 | テレビアニメ『ご注文はうさぎですか？』関連曲                                              |
| 11月29日 | THE IDOLM@STER CINDERELLA GIRLS 2ndLIVE PARTY M@GIC!!ススメ☆オトメ 〜jewel parade〜                             | 高垣楓（早見沙織） | 「ススメ☆オトメ 〜jewel parade〜」 | ゲーム『アイドルマスター シンデレラガールズ』関連曲                                       |
| 12月17日 | TARI TARI BD-BOX きゃにめ.jp限定版特典CD                                                                        | 白浜坂高校合唱部 | 「いつまでも輝きを」 | OVA『TARI TARI』エンディングテーマ                                                        |
| 12月28日 | Z/X -Zillions of enemy X- NC DramaCD (2)「ドラミコクインテット」                                                | ドラミコクインテット | 「未来がひとつに」 | ドラマCD『Z/X』テーマソング                                                               |
| 2015年   | | | |                                                                                           |
| 1月21日  | ガールフレンド（仮） Blu-ray&DVD 第1巻 特典CD                                                                   | にゅーろん★くりぃむそふと | 「楽しきトキメキ」 | テレビアニメ『ガールフレンド（仮）』オープニングテーマ                                    |
| 1月21日  | ガールフレンド（仮） Blu-ray&DVD 第1巻 特典CD                                                                   | にゅーろん★くりぃむそふと | 「進化系Girl」 | テレビアニメ『ガールフレンド（仮）』エンディングテーマ                                    |
| 1月28日  | シャイニング・レゾナンス ミュージックコレクション                                                               | キリカ（早見沙織）、ソニア（瀬戸麻沙美） | 「虹の旋律」 | ゲーム『シャイニング・レゾナンス』劇中使用曲                                              |
| 1月28日  | シャイニング・レゾナンス ミュージックコレクション                                                               | キリカ（早見沙織） | 「夏詠歌『日輪の煌き』」 「春詠歌『初音うららかに』」 「秋詠歌『微笑みのなる樹』」 「冬詠歌『雪華の雫』」 「大地のアリア『母なる星の祈り』」 「蒼海のアリア『潮騒のファンタジー』」                                                | ゲーム『シャイニング・レゾナンス』劇中使用曲                                              |
| 1月28日  | ファンタシースター ノヴァ オリジナルサウンドトラック                                                            | ユノ（早見沙織） | 「Scarborough Fair（Juno ver）」 | ゲーム『ファンタシースター ノヴァ』エンディングテーマ                                     |
| 1月28日  | 魔法科高校の劣等生 九校戦編4 BD・DVD特典CD                                                                      | 司波達也（中村悠一）、司波深雪（早見沙織） | 「EVER WHITE」 | テレビアニメ『魔法科高校の劣等生』関連曲                                                  |
| 2月4日   | 「憑物語」第一巻／よつぎドール（上） 特典CD                                                                     | 斧乃木余接（早見沙織） | 「オレンジミント」 | テレビアニメ『憑物語』オープニングテーマ                                                  |
| 2月18日  | THE IDOLM@STER CINDERELLA GIRLS ANIMATION PROJECT 01 Star!!                                                     | 高垣楓（早見沙織）、城ヶ崎美嘉（佳村はるか）、小日向美穂（津田美波）、十時愛梨（原田ひとみ）、川島瑞樹（東山奈央）、日野茜（赤﨑千夏）、輿水幸子（竹達彩奈）、佐久間まゆ（牧野由依）、白坂小梅（桜咲千依） | 「お願い！シンデレラ」 | テレビアニメ『アイドルマスター シンデレラガールズ』挿入歌                                 |
| 2月25日  | 六畳間の侵略者!? Blu-ray&DVD 第6巻 特典CD                                                                       | 桜庭晴美（高本めぐみ）、笠置静香（洲崎綾）、ルースカニア・ナイ・パルドムシーハ（早見沙織） | 「好感Win-Win無条件」 | テレビアニメ『六畳間の侵略者!?』関連曲                                                    |
| 3月25日  | 四月は君の嘘 BD・DVD第2巻特典CD                                                                                 | 井川絵見（早見沙織） | 「Have a strong will〜木枯らし」 | テレビアニメ『四月は君の嘘』関連曲                                                        |
| 3月27日  | 異能バトルは日常系のなかで Blu-ray&DVD 第4巻 特典CD                                                             | 安藤寿来（岡本信彦）、櫛川鳩子（早見沙織） | 「Nobody knows,Oh yeah! -五帝-」 | テレビアニメ『異能バトルは日常系のなかで』関連曲                                          |
| 4月8日   | 銃皇無尽のファフニール キャラクター・ソング・アルバム -“D”の少女たち                                            | 立川穂乃花（早見沙織） | 「ダリア」 | テレビアニメ『銃皇無尽のファフニール』関連曲                                              |
| 4月22日  | 魔法科高校の劣等生 横浜騒乱編3 BD・DVD特典CD                                                                    | 司波深雪（早見沙織）、七草真由美（花澤香菜） | 「純愛エンドレス」 | テレビアニメ『魔法科高校の劣等生』関連曲                                                  |
| 4月23日  | アイドルマスター シンデレラガールズ Blu-ray&DVD第1巻完全生産限定版特典ボーカルCD「346Pro IDOL selection vol.1」 | 高垣楓（早見沙織）、川島瑞樹（東山奈央） | 「Nocturne」 | テレビアニメ『アイドルマスター シンデレラガールズ』関連曲                                 |
| 4月29日  | 旅路宵酔ゐ夢花火                                                                                                | 徒然なる操り霧幻庵 | 「旅路宵酔ゐ夢花火」 「時は短し歌えや乙女たち」 | テレビアニメ『SHOW BY ROCK!!』関連曲                                                      |
| 6月3日   | エブリデイワールド                                                                                              | 雪ノ下雪乃（早見沙織）、由比ヶ浜結衣（東山奈央） | 「エブリデイワールド」 | テレビアニメ『やはり俺の青春ラブコメはまちがっている。続』エンディングテーマ              |
| 6月3日   | エブリデイワールド                                                                                              | 雪ノ下雪乃（早見沙織） | 「エブリデイワールド-Ballade Arrange-Yukino Solo Ver.」 | テレビアニメ『やはり俺の青春ラブコメはまちがっている。続』エンディングテーマ              |
| 7月17日  | THE IDOLM@STER M@STERS OF IDOL WORLD!!2015 Nation Sapphire アンドロイド※会場限定発売                            | 高垣楓（早見沙織） | 「Nation Blue」 | ゲーム『アイドルマスター シンデレラガールズ』関連曲                                       |
| 7月17日  | 山田くんと7人の魔女 コミック第18巻 ドラマCD付き限定版                                                           | 白石うらら（早見沙織）、伊藤雅（内田真礼）、小田切寧々（喜多村英梨） | 「ding!ging!dong!」 | OAD『山田くんと7人の魔女』挿入歌                                                          |
| 7月22日  | SHOW BY ROCK!! Blu-ray 第2巻 きゃにめ.jp限定版特典CD                                                            | 阿（早見沙織） | 「旅路宵酔ゐ夢花火」 「時は短し歌えや乙女たち」 | テレビアニメ『SHOW BY ROCK!!』関連曲                                                      |
| 7月29日  | THE IDOLM@STER CINDERELLA MASTER Absolute NIne                                                                  | THE IDOLM@STER CINDERELLA GIRLS! | 「Absolute NIne」 | ゲーム『アイドルマスター シンデレラガールズ』関連曲                                       |
| 7月29日  | THE IDOLM@STER CINDERELLA MASTER Absolute NIne                                                                  | THE IDOLM@STER CINDERELLA GIRLS for BEST5! | 「つぼみ」 | ゲーム『アイドルマスター シンデレラガールズ』関連曲                                       |
| 11月20日 | E.X.TROOPERS – END OF CONVERSATION                                                                              | ティキ（早見沙織） | 「解放レゾナンス The Soar」 | ゲーム『エクストルーパーズ』関連曲                                                        |
| 11月25日 | TVアニメ「SHOW BY ROCK!!」第6巻特装限定版                                                                       | 阿（早見沙織）、吽（松井恵理子） | 「掻き鳴らせよ旋律」 | テレビアニメ『SHOW BY ROCK!!』関連曲                                                      |
| 11月26日 | 『ブレードアークス from シャイニングEX ‐Tony’s Premium Fan Box‐』特典CD「Shining Ark CHARACTER SONG ALBUM」     | キルマリア（早見沙織） | 「Sacred Bullet 〜紅の十字架〜」完全版 | ゲーム『シャイニング・アーク』劇中歌                                                      |
| 12月29日 | やはりこのキャラソンはまちがっている。続                                                                        | 雪ノ下雪乃（早見沙織）、由比ヶ浜結衣（東山奈央） | 「変わる空の下」 | テレビアニメ『やはりこのキャラソンはまちがっている。続』関連曲                            |
| 12月29日 | やはりこのキャラソンはまちがっている。続                                                                        | 雪ノ下雪乃（早見沙織） | 「君にクレッシェンド」 | テレビアニメ『やはりこのキャラソンはまちがっている。続』関連曲                            |
| 12月29日 | CR熱響！乙女フェスティバル ファン大感謝祭LIVE                                                                   | Noisy Girl Monster | 「陽炎Liar」 「全力Dreamer」 「Shout at the soul」 | パチンコ『CR熱響！乙女フェスティバル』使用曲                                              |
| 2016年   | | | |                                                                                           |
| 2月17日  | SADAME/秋雨純情歌                                                                                               | 徒然なる操り霧幻庵［阿（早見沙織）］ | 「SADAME」 「秋雨純情歌」 | ゲーム『SHOW BY ROCK!!』関連曲                                                            |
| 4月20日  | 流離 〜SASURAI〜                                                                                                | 徒然なる操り霧幻庵 | 「流離 〜SASURAI〜」 「儚い恋心」 | テレビアニメ『SHOW BY ROCK!!』関連曲                                                      |
| 4月20日  | 『無彩限のファントム・ワールド』キャラクターソングミニアルバム                                                  | 和泉玲奈（早見沙織） | 「HEART-FUL HAPPY」 | テレビアニメ『無彩限のファントム・ワールド』キャラクターソング                            |
| 4月22日  | ワンパンマン BD・DVD第5巻 特装限定版 SPECIAL CD                                                                 | 戦慄のタツマキ（悠木碧）、地獄のフブキ（早見沙織） | 「タツマキとフブキのワンパン音頭」 | テレビアニメ『ワンパンマン』関連曲                                                        |
| 4月27日  | 星守アイドルプロジェクト「STAR☆T」                                                                              | Tiara | 「ハートの軌跡」 | ゲーム『バトルガールハイスクール』関連曲                                                  |
| 5月27日  | ワンパンマン BD・DVD第6巻 特装限定版 SPECIAL CD                                                                 | サイタマ（古川慎）、ジェノス（石川界人）、音速のソニック（梶裕貴）、戦慄のタツマキ（悠木碧）、地獄のフブキ（早見沙織）、キング（安元洋貴）、無免ライダー（中村悠一） | 「ミンナのワンパン音頭」 | テレビアニメ『ワンパンマン』関連曲                                                        |
| 7月13日  | 魔法つかいプリキュア！ ボーカルアルバム リンクル☆メロディーズ                                                   | 花海ことは（早見沙織） | 「キラキラしちゃえ！」 | テレビアニメ『魔法つかいプリキュア！』関連曲                                              |
| 7月13日  | 魔法つかいプリキュア！ ボーカルアルバム リンクル☆メロディーズ                                                   | キュアフェリーチェ（早見沙織） | 「言葉のエメラルド」 | テレビアニメ『魔法つかいプリキュア！』関連曲                                              |
| 8月10日  | Dokkin♢魔法つかいプリキュア！Part2/魔法アラ・ドーモ！                                                           | キュアミラクル（高橋李依）、キュアマジカル（堀江由衣）、キュアフェリーチェ（早見沙織） | 「魔法アラ・ドーモ！」 | テレビアニメ『魔法つかいプリキュア！』エンディングテーマ                                  |
| 8月24日  | Pop☆Girls!/Unlock                                                                                               | ROUGE | 「Unlock」 | ゲーム『バトルガールハイスクール』関連曲                                                  |
| 10月12日 | キラメク誓い | キュアミラクル（高橋李依）、キュアマジカル（堀江由衣）、キュアフェリーチェ（早見沙織）、キュアモフルン（齋藤彩夏） | 「キラメク誓い」 | 劇場アニメ『映画 魔法つかいプリキュア！ 奇跡の変身！キュアモフルン！』挿入歌              |
| 10月26日 | キャラクターソングシリーズ08 青山ブルーマウンテン&モカ                                                          | 青山ブルーマウンテン（早見沙織） | 「きらめきを探しに」 「WELCOME【う・さ！】」 | テレビアニメ『ご注文はうさぎですか??』関連曲                                              |
| 10月26日 | ご注文はうさぎですか?? キャラクターソングシリーズ 全巻購入特典CD                                                | ココア（佐倉綾音）、チノ（水瀬いのり）、リゼ（種田梨沙）、千夜（佐藤聡美）、シャロ（内田真礼）、マヤ（徳井青空）、メグ（村川梨衣）、青山ブルーマウンテン（早見沙織）、モカ（茅野愛衣） | 「WELCOME【う・さ！】」 | テレビアニメ『ご注文はうさぎですか??』関連曲                                              |
| 11月16日 | 十六夜ゐ雪洞唄                                                                                                  | 徒然なる操り霧幻庵 | 「十六夜ゐ雪洞唄」 | テレビアニメ『SHOW BY ROCK!!#』挿入歌                                                     |
| 11月16日 | 十六夜ゐ雪洞唄                                                                                                  | 徒然なる操り霧幻庵 | 「幻想よ咲け」 | テレビアニメ『SHOW BY ROCK!!#』関連曲                                                     |
| 11月16日 | THE IDOLM@STER CINDERELLA MASTER Take me☆Take you                                                               | THE IDOLM@STER CINDERELLA GIRLS! | 「Take me☆Take you」 | ゲーム『アイドルマスター シンデレラガールズ』関連曲                                       |
| 11月16日 | THE IDOLM@STER CINDERELLA MASTER Take me☆Take you                                                               | THE IDOLM@STER CINDERELLA GIRLS for BEST5! | 「キミのそばでずっと」 | ゲーム『アイドルマスター シンデレラガールズ』関連曲                                       |
| 11月23日 | キャラクターソングアルバム「Musica Magica 」                                                                    | シスターナナ（早見沙織）、ヴェス・ウィンタープリズン（小林ゆう） | 「Purest」 | テレビアニメ『魔法少女育成計画』関連曲                                                    |
| 11月30日 | 魔法つかいプリキュア！ ドラマ&キャラクターソングアルバム ドリーム☆アーチ                                        | キュアミラクル（高橋李依）、キュアマジカル（堀江由衣）、キュアフェリーチェ（早見沙織） | 「ドリーム☆アーチ」 | テレビアニメ『魔法つかいプリキュア！』関連曲                                              |
| 11月30日 | 魔法つかいプリキュア！ ドラマ&キャラクターソングアルバム ドリーム☆アーチ                                        | 花海ことは（早見沙織） | 「そらいろ」 | テレビアニメ『魔法つかいプリキュア！』関連曲                                              |
| 11月30日 | 魔法つかいプリキュア！ ドラマ&キャラクターソングアルバム ドリーム☆アーチ                                        | キュアミラクル（高橋李依）、キュアマジカル（堀江由衣）、キュアフェリーチェ（早見沙織） | 「魔法アラ・ドーモ！（Rainbow Parade MIX）」 | テレビアニメ『魔法つかいプリキュア！』関連曲                                              |
| 12月21日 | 「ガールフレンド（仮）」キャラクターソングシリーズ Vol.01                                                       | nonet | 「Now On Stage!!」 「Winter Chime」 | ゲーム『ガールフレンド（仮）』関連曲                                                      |
| 12月21日 | 「ガールフレンド（♪）」2016スター選抜総選挙記念CD 〜朝比奈桃子×風町陽歌×村上文緒〜                              | 風町陽歌（早見沙織） | 「Precious note」 | ゲーム『ガールフレンド（♪）』関連曲                                                       |
| 2017年   | | | |                                                                                           |
| 1月18日  | ＜後半4タイトル＞徒然なる操り霧幻庵「流離〜SASURAI〜」ミニアルバム きゃにめ.jp限定版特典CD                      | 阿（早見沙織） | 「流離〜SASURAI〜」 「儚い恋心」 | テレビアニメ『SHOW BY ROCK!!#』関連曲                                                     |
| 1月19日  | VALKYRIA: Azure Revolution Original Soundtrack                                                                  | オフィーリア（早見沙織） | 「麗しの地」 | ゲーム『蒼き革命のヴァルキュリア』関連曲                                                  |
| 1月25日  | THE IDOLM@STER CINDERELLA GIRLS VIEWING REVOLUTION Yes! Party Time!!                                            | 高垣楓（早見沙織）、川島瑞樹（東山奈央）、小早川紗枝（立花理香）、高森藍子（金子有希）、十時愛梨（原田ひとみ） | 「GOIN’!!!」 | ゲーム『アイドルマスター シンデレラガールズ ビューイングレボリューション』関連曲          |
| 1月25日  | 魔法つかいプリキュア！ ボーカルベストアルバム 手のひらのおくりもの                                              | 朝日奈みらい（高橋李依）、十六夜リコ（堀江由衣）、花海ことは（早見沙織）、モフルン（齋藤彩夏、コーラス） | 「手のひらのおくりもの」 | テレビアニメ『魔法つかいプリキュア！』関連曲                                              |
| 2月8日   | THE IDOLM@STER CINDERELLA MASTER EVERMORE                                                                       | 島村卯月（大橋彩香）、渋谷凛（福原綾香）、本田未央（原紗友里）、赤城みりあ（黒沢ともよ）、安部菜々（三宅麻理恵）、神崎蘭子（内田真礼）、小日向美穂（津田美波）、城ヶ崎美嘉（佳村はるか）、城ヶ崎莉嘉（山本希望）、高垣楓（早見沙織）、多田李衣菜（青木瑠璃子）、新田美波（洲崎綾）、双葉杏（五十嵐裕美）、前川みく（高森奈津美）、諸星きらり（松嵜麗） | 「ススメ☆オトメ 〜jewel parade〜」 | ゲーム『アイドルマスター シンデレラガールズ』関連曲                                       |
| 2月8日   | THE IDOLM@STER CINDERELLA MASTER EVERMORE                                                                       | 大橋彩香、福原綾香、原紗友里、藍原ことみ、青木志貴、青木瑠璃子、飯田友子、五十嵐裕美、今井麻夏、上坂すみれ、内田真礼、桜咲千衣、大空直美、大坪由佳、金子真由美、金子有希、木村珠莉、黒沢ともよ、佐藤亜美菜、下地紫野、洲崎綾、鈴木絵理、髙野麻美、高森奈津美、立花理香、種﨑敦美、千菅春香、東山奈央、長島光那、原優子、早見沙織、春瀬なつみ、渕上舞、牧野由依、松井恵理子、松嵜麗、三宅麻理恵、村中知、杜野まこ、安野希世乃、山下七海、山本希望、佳村はるか、ルゥティン、和氣あず未 | 「EVERMORE（4thLIVE MIX）」 | ゲーム『アイドルマスター シンデレラガールズ』関連曲                                       |
| 3月15日  | SHOW BY ROCK!!# Blu-ray 第4巻 きゃにめ.jp限定版特典CD                                                           | 阿（早見沙織） | 「十六夜ゐ雪洞唄」 「幻想よ咲け」 | テレビアニメ『SHOW BY ROCK!!#』関連曲                                                     |
| 3月15日  | TVアニメ「風夏」サウンドコレクション                                                                            | 氷無小雪（早見沙織） | 「MEMORIES」 「雪花火」 「雪花火 TV size Piano ver.」 | テレビアニメ『風夏』関連曲                                                                |
| 3月15日  | ガールフレンド（仮） キャラクターソングシリーズ Vol.03                                                          | にゅーろん★くりぃむそふと | 「HAJIけてシナプス☆シナモンロール」 「楽しきトキメキ」 「進化系girl」 | ゲーム『ガールフレンド（仮）』関連曲                                                      |
| 3月15日  | ガールフレンド（仮） キャラクターソングシリーズ Vol.03                                                          | 風町陽歌（早見沙織） | 「Precious note」 | ゲーム『ガールフレンド（♪）』関連曲                                                       |
| 4月19日  | ガールフレンド（仮） キャラクターソングシリーズ Vol.04                                                          | チーム Merry Xmas! | 「オリジナル☆クリスマス♪」 | ゲーム『ガールフレンド（♪）』関連曲                                                       |
| 4月19日  | in NO hurry to shout;ハイスクール [ANIME SIDE] -Bootleg- / スパイラル                                           | ニノ（早見沙織） | 「スパイラル」 | テレビアニメ『覆面系ノイズ』挿入歌                                                        |
| 4月26日  | 〜俺の妹がこんなに可愛いわけがない。Complete Collection+〜俺妹コンプ。+!                                        | 新垣あやせ（早見沙織） | 「フィルター」 「想うコト」 「想うコト -REMIX ver.」 | テレビアニメ『俺の妹がこんなに可愛いわけがない。』関連曲                                  |
| 5月10日  | in NO hurry to shout;ハイスクール [ANIME SIDE] -Alternative-                                                    | ニノ（早見沙織） | 「ハイスクール [ANIME SIDE] -Alternative-」 | テレビアニメ『覆面系ノイズ』オープニングテーマ                                            |
| 5月10日  | in NO hurry to shout;ハイスクール [ANIME SIDE] -Alternative-                                                    | ニノ（早見沙織） | 「ウェンズデイビューティー」 | テレビアニメ『覆面系ノイズ』関連曲                                                        |
| 5月10日  | in NO hurry to shout;アレグロ                                                                                   | ニノ（早見沙織） | 「アレグロ」 | テレビアニメ『覆面系ノイズ』エンディングテーマ                                            |
| 5月10日  | in NO hurry to shout;アレグロ                                                                                   | ニノ（早見沙織） | 「サテライト」 | テレビアニメ『覆面系ノイズ』関連曲                                                        |
| 5月17日  | in NO hurry to shout;カナリヤ [ANIME SIDE]                                                                      | ニノ（早見沙織） | 「カナリヤ [ANIME SIDE]」 | テレビアニメ『覆面系ノイズ』挿入歌                                                        |
| 5月17日  | in NO hurry to shout;カナリヤ [ANIME SIDE]                                                                      | ニノ（早見沙織） | 「ボーダーライン」 | テレビアニメ『覆面系ノイズ』関連曲                                                        |
| 6月20日  | 覆面系ノイズ コミックス13巻ドラマCD付限定版                                                                     | ニノ（早見沙織） | 「消失の空」 | 漫画『覆面系ノイズ』関連曲                                                                |
| 6月21日  | in NO hurry to shout;ノイズ                                                                                     | ニノ（早見沙織） | 「ノイズ」 | テレビアニメ『覆面系ノイズ』挿入歌                                                        |
| 6月21日  | in NO hurry to shout;ノイズ                                                                                     | ニノ（早見沙織） | 「ステイ」 | テレビアニメ『覆面系ノイズ』関連曲                                                        |
| 6月28日  | 覆面系ノイズ オリジナルサウンドトラック                                                                         | ニノ（早見沙織） | 「エチュード（with vocal）」 | テレビアニメ『覆面系ノイズ』挿入歌                                                        |
| 7月19日  | 「パチスロ そらのおとしものフォルテ」登場記念 そらのおとしもの オリジナル・ソング・コレクション                 | イカロス（早見沙織） | 「Missing Piece」 | パチスロ『そらのおとしものf』関連曲                                                       |
| 7月19日  | 「パチスロ そらのおとしものフォルテ」登場記念 そらのおとしもの オリジナル・ソング・コレクション                 | イカロス（早見沙織）、ニンフ（野水伊織）、アストレア（福原香織） | 「PLEASE 〜メイレイデスカ？〜」 | パチスロ『そらのおとしものf』関連曲                                                       |
| 7月19日  | 「パチスロ そらのおとしものフォルテ」登場記念 そらのおとしもの オリジナル・ソング・コレクション                 | blue drops | 「Utopia Blue」 | パチスロ『そらのおとしものf』関連曲                                                       |
| 7月26日  | ホシノキズナ | 神樹ヶ峰女学園星守クラス | 「ホシノキズナ」 | テレビアニメ『バトルガール ハイスクール』オープニングテーマ                               |
| 8月9日   | THE IDOLM@STER CINDERELLA GIRLS STARLIGHT MASTER 12 命燃やして恋せよ乙女                                        | 高垣楓（早見沙織）、佐藤心（花守ゆみり）、三船美優（原田彩楓）、安部菜々（三宅麻理恵）、片桐早苗（和氣あず未） | 「命燃やして恋せよ乙女（M@STER VERSION）」 | ゲーム『アイドルマスター シンデレラガールズ スターライトステージ』関連曲                  |
| 9月20日  | プリンセスコネクト！Re:Dive PRICONNE CHARACTER SONG 01                                                          | ユイ（種田梨沙）、ヒヨリ（東山奈央）、レイ（早見沙織） | 「つなぐもの」 | ゲーム『プリンセスコネクト！』テーマソング                                                |
| 11月8日  | THE IDOLM@STER CINDERELLA GIRLS STARLIGHT MASTER 14 情熱ファンファンファーレ                                    | 高垣楓（早見沙織）、川島瑞樹（東山奈央）、松永涼（千菅春香）、速水奏（飯田友子）、新田美波（洲崎綾） | 「Nocturne」 | ゲーム『アイドルマスター シンデレラガールズ スターライトステージ』関連曲                  |
| 11月15日 | kalmia/twinkle                                                                                                  | カルディア（早見沙織） | 「twinkle」 | テレビアニメ『Code:Realize 〜創世の姫君〜』エンディングテーマ                             |
| 11月20日 | 覆面系ノイズ コミックス14巻ドラマCD付限定版                                                                     | ニノ（早見沙織） | 「オセロ」 | 漫画『覆面系ノイズ』関連曲                                                                |
| 12月6日  | ご注文はうさぎですか?? 〜Dear My Sister〜 デュエットソングアルバム                                              | シャロ（内田真礼）、青山ブルーマウンテン（早見沙織） | 「夢見FLAVOR」 | OVA『ご注文はうさぎですか?? 〜Dear My Sister〜』関連曲                                    |
| 12月6日  | ご注文はうさぎですか?? 〜Dear My Sister〜 デュエットソングアルバム                                              | モカ（茅野愛衣）、青山ブルーマウンテン（早見沙織）、タカヒロ（速水奨） | 「Fantastic Rabbit House」 | OVA『ご注文はうさぎですか?? 〜Dear My Sister〜』関連曲                                    |
| 12月6日  | 『ALICE 〜SONGS OF THE ANONYMOUS NOISE〜』〈初回仕様盤〉                                                        | ニノ（早見沙織） | 「パラレルライン」 「ユースフルデイズ」 「ドリーマー」 「カナリヤ[ANIME SIDE]※live版」 「スパイラル※live版」 「ボーダーライン※live版」 「ウェンズデイビューティー※live版」 「ノイズ※live版」 他                                    | テレビアニメ『覆面系ノイズ』関連曲                                                        |
| 12月6日  | 『ALICE 〜SONGS OF THE ANONYMOUS NOISE〜』〈初回仕様盤〉                                                        | ニノ（早見沙織）、深桜（高垣彩陽） | 「ハイスクール[ANIME SIDE] -Alternative-※live版」 | テレビアニメ『覆面系ノイズ』関連曲                                                        |
| 12月13日 | THE IDOLM@STER CINDERELLA MASTER 恋が咲く季節                                                                   | 高垣楓（早見沙織）、本田未央（原紗友里）、藤原肇（鈴木みのり）、荒木比奈（田辺留依）、喜多見柚（武田羅梨沙多胡）、佐久間まゆ（牧野由依）、村上巴（花井美春）、関裕美（会沢紗弥）、緒方智絵里（大空直美） | 「恋が咲く季節」 | ゲーム『アイドルマスター シンデレラガールズ』関連曲                                       |
| 12月13日 | THE IDOLM@STER CINDERELLA MASTER 恋が咲く季節                                                                   | 高垣楓（早見沙織）、本田未央（原紗友里）、藤原肇（鈴木みのり）、荒木比奈（田辺留依）、喜多見柚（武田羅梨沙多胡） | 「always」 | ゲーム『アイドルマスター シンデレラガールズ』関連曲                                       |
| 12月13日 | THE IDOLM@STER CINDERELLA MASTER 恋が咲く季節                                                                   | 高垣楓（早見沙織）、本田未央（原紗友里）、佐久間まゆ（牧野由依） | 「Tulip」 | ゲーム『アイドルマスター シンデレラガールズ』関連曲                                       |
| 12月20日 | バトルガール ハイスクールBlu-ray DISC＆CD BOX／DVD＆CD BOX第2巻                                                 | 常磐くるみ（早見沙織） | 「ホシノキズナ」 「ハートの軌跡」 「Unlock」 「青の風」 | テレビアニメ『バトルガール ハイスクール』関連曲                                           |
| 2018年   | | | |                                                                                           |
| 1月24日  | THE IDOLM@STER CINDERELLA MASTER こいかぜ -彩-                                                                  | 高垣楓（早見沙織） | 「こいかぜ -花葉-」 「こいかぜ -紺碧-」 「こいかぜ（4thLIVE MIX）」 | ゲーム『アイドルマスター シンデレラガールズ』関連曲                                       |
| 1月24日  | 賭ケグルイノ音 -Notes for“kakegurui”-                                                                           | 蛇喰夢子（早見沙織） | 「恋のロシアンルーレット」 | テレビアニメ『賭ケグルイ』関連曲                                                          |
| 1月24日  | 賭ケグルイノ音 -Notes for“kakegurui”-                                                                           | 蛇喰夢子（早見沙織）、夢見弖ユメミ（芹澤優） | 「恋のロシアンルーレット」 | テレビアニメ『賭ケグルイ』エンディングテーマ                                              |
| 2月14日  | キャラクターソングCD「むにゃむにゃゲッチュー恋吹雪！」                                                          | にゅーろん★くりぃむそふと | 「むにゃむにゃゲッチュー恋吹雪！」 | ゲーム『ガールフレンド（仮）』関連曲                                                      |
| 2月21日  | ここから、ここから                                                                                              | 玉木マリ（水瀬いのり）、小淵沢報瀬（花澤香菜）、三宅日向（井口裕香）、白石結月（早見沙織） | 「ここから、ここから」 | テレビアニメ『宇宙よりも遠い場所』エンディングテーマ                                      |
| 2月21日  | ここから、ここから                                                                                              | 玉木マリ（水瀬いのり）、小淵沢報瀬（花澤香菜）、三宅日向（井口裕香）、白石結月（早見沙織） | 「One Step」 | テレビアニメ『宇宙よりも遠い場所』挿入歌                                                  |
| 3月3日   | アイドルマスター シンデレラガールズ劇場 すぷりんぐふぇすてぃばる 2018 会場オリジナルCD                          | 高垣楓（早見沙織） | 「We're the friends!」 | ゲーム『アイドルマスター シンデレラガールズ』関連曲                                       |
| 3月14日  | Precious Memories/初恋A to Z                                                                                    | 神楽坂砂夜（寿美菜子）、風町陽歌（早見沙織）、クロエ・ルメール（丹下桜）、櫻井明音（佐藤利奈）、椎名心実（佐藤聡美）、真白透子、、村上文緒（名塚佳織） | 「Precious Memories」 | ゲーム『ガールフレンド（仮）』関連曲                                                      |
| 3月14日  | Precious Memories/初恋A to Z                                                                                    | 神楽坂砂夜（寿美菜子）、風町陽歌（早見沙織）、クロエ・ルメール（丹下桜）、櫻井明音（佐藤利奈）、椎名心実（佐藤聡美）、真白透子（堀江由衣）、村上文緒（名塚佳織） | 「初恋 A to Z」 | ゲーム『ガールフレンド（仮）』関連曲                                                      |
| 3月20日  | 覆面系ノイズ コミックス15巻ドラマCD付限定版                                                                     | ニノ（早見沙織） | 「サイン」 | 漫画『覆面系ノイズ』関連曲                                                                |
| 3月26日  | シャイニング・レゾナンス リフレイン -Premium Fan Box-                                                           | キリカ（早見沙織）、ソニア（瀬戸麻沙美） | 「永遠色のアリア」 | ゲーム『シャイニング・レゾナンス リフレイン』劇中使用曲                                   |
| 3月28日  | 宇宙よりも遠い場所 BD・DVD第1巻特典CD                                                                           | 白石結月（早見沙織） | 「ここから、ここから」 「One Step」 | テレビアニメ『宇宙よりも遠い場所』関連曲                                                  |
| 3月28日  | ダーリン・イン・ザ・フランキス エンディング集 vol.1                                                             | XX:me | 「トリカゴ」 「真夏のセツナ」 「Beautiful World」 | テレビアニメ『ダーリン・イン・ザ・フランキス』エンディングテーマ                          |
| 6月20日  | MagicalHalloween6 Original Soundtrack                                                                           | アリス・ウィッシュハート（堀江由衣）、銅鑼木由良（高田憂希）、犬上碧（沼倉愛美）、フランシス・都留岐（早見沙織） | 「まじかる☆パーティー」 | パチスロ『MagicalHalloween6』関連曲                                                       |
| 6月27日  | 宇宙よりも遠い場所 BD・DVD第4巻特典CD                                                                           | 白石結月（早見沙織） | 「フォローバックが止まらない」 | テレビアニメ『宇宙よりも遠い場所』挿入歌                                                  |
| 6月27日  | ダーリン・イン・ザ・フランキス エンディング集 vol.2                                                             | XX:me | 「escape」 「ダーリン」 | テレビアニメ『ダーリン・イン・ザ・フランキス』エンディングテーマ                          |
| 6月27日  | ダーリン・イン・ザ・フランキス エンディング集 vol.2                                                             | ココロ（早見沙織） | 「ダーリン（TV Size ver.）」 | テレビアニメ『ダーリン・イン・ザ・フランキス』関連曲                                      |
| 8月1日   | CINDERELLA PARTY! でれぱ音頭 ＼ドンドンカッ／                                                                   | 高垣楓（早見沙織） | 「FLY ME TO THE MOON」 | ラジオ『CINDERELLA PARTY!』関連曲                                                         |
| 8月29日  | wicked prince                                                                                                   | princess à la mode | 「wicked prince」 | ゲーム『〈物語〉シリーズ ぷくぷく』テーマソング                                           |
| 9月8日   | THE IDOLM@STER CINDERELLA GIRLS SS3A Live Sound Booth♪ 会場オリジナルCD                                         | 高垣楓（早見沙織） | 「命燃やして恋せよ乙女（M@STER VERSION）」 | ゲーム『アイドルマスター シンデレラガールズ スターライトステージ』関連曲                  |
| 9月26日  | ご注文はうさぎですか??キャラクターソロシリーズ04 青山ブルーマウンテン                                           | 青山ブルーマウンテン（早見沙織） | 「ラ・エレガンス」 「流星ガーデン」 「わーいわーいトライ！」 | テレビアニメ『ご注文はうさぎですか??』関連曲                                              |
| 12月28日 | アイドルマスター シンデレラガールズ After20 第2巻特別版特典CD                                                   | 片桐早苗（和氣あず未）、川島瑞樹（東山奈央）、高垣楓（早見沙織） | 「命燃やして恋せよ乙女」 | 漫画『アイドルマスター シンデレラガールズ After20』関連曲                                 |
| 2019年   | | | |                                                                                           |
| 5月22日  | THE IDOLM@STER CINDERELLA GIRLS LITTLE STARS! Max Beat                                                          | 高垣楓（早見沙織）、鷹富士茄子（森下来奈）、二宮飛鳥（青木志貴）、松永涼（千菅春香）、大和亜季（村中知） | 「Max Beat」 | テレビアニメ『アイドルマスター シンデレラガールズ劇場』エンディングテーマ                 |
| 5月22日  | THE IDOLM@STER CINDERELLA GIRLS LITTLE STARS! Max Beat                                                          | 高垣楓（早見沙織） | 「Max Beat」 | テレビアニメ『アイドルマスター シンデレラガールズ劇場』関連曲                             |
| 5月16日  | - | セシル（早見沙織） | 「小さな人形」 | ゲーム『アルピエル』関連曲                                                                |
| 5月17日  | 賭ケグルイ×× Blu-ray BOX 1                                                                                      | 蛇喰夢子（早見沙織）、夢見弖ユメミ（芹澤優） | 「ツーペアの乙女」 | テレビアニメ『賭ケグルイ××』挿入歌                                                        |
| 6月28日  | 賭ケグルイ×× Blu-ray BOX 2                                                                                      | 蛇喰夢子（早見沙織） | 「ツーペアの乙女」 | テレビアニメ『賭ケグルイ××』関連曲                                                        |
| 8月14日  | THE IDOLM@STER CINDERELLA GIRLS STARLIGHT MASTER 31 Pretty Liar                                                 | 高垣楓（早見沙織）、速水奏（飯田友子） | 「Pretty Liar（M@STER VERSION）」 | ゲーム『アイドルマスター シンデレラガールズ スターライトステージ』関連曲                  |
| 9月18日  | Memories 〜あの花&ここさけ SONG COLLECTION〜                                                                    | 本間芽衣子（茅野愛衣）、安城鳴子（戸松遥）、鶴見知利子（早見沙織） | 「H・A・N・A・B・I 〜君がいた夏〜」 | パチンコ『Pあの日見た花の名前を僕達はまだ知らない。』関連曲                               |
| 9月26日  | かつて神だった獣たちへ Blu-ray 第1巻 初回特典CD                                                                 | ベアトリス（早見沙織） | 「Beatrice's Lullaby」 | テレビアニメ『かつて神だった獣たちへ』劇中歌                                              |
| 10月25日 | 彼方のアストラ BD・DVD上巻特典CD                                                                                | ユンファ・ルー（早見沙織） | 「Star of Hope」 | テレビアニメ『彼方のアストラ』挿入歌                                                      |
| 10月30日 | プリンセスコネクト！Re:Dive PRICONNE CHARACTER SONG 10                                                          | ユイ（種田梨沙）、ヒヨリ（東山奈央）、レイ（早見沙織） | 「TwinkleStars」 | ゲーム『プリンセスコネクト！Re:Dive』挿入歌                                               |
| 12月4日  | ご注文はうさぎですか??バースデイソングシリーズ 全巻購入特典CD                                                   | ココア（佐倉綾音）、チノ（水瀬いのり）、リゼ（種田梨沙）、千夜（佐藤聡美）、シャロ（内田真礼）、マヤ（徳井青空）、メグ（村川梨衣）、青山ブルーマウンテン（早見沙織）、モカ（茅野愛衣） | 「ハピハピ♪バースデイソング」 | テレビアニメ『ご注文はうさぎですか??』関連曲                                              |
| 12月11日 | THE IDOLM@STER CINDERELLA GIRLS STARLIGHT MASTER 34 Sunshine See May                                            | 高垣楓（早見沙織） | 「Blessing」 | ゲーム『アイドルマスター シンデレラガールズ スターライトステージ』関連曲                  |
| 12月11日 | Can you feel me? 〜私を見つけて〜                                                                               | 高嶺愛花（早見沙織）、小早川凛子（丹下桜）、姉ヶ崎寧々（皆口裕子） | 「Can you feel me? 〜私を見つけて〜」 | ゲーム『ラブプラスEVERY』テーマソング                                                     |
| 12月12日 | 新サクラ大戦 初回限定版特典CD「歴代歌謡集」                                                                     | 天宮さくら（佐倉綾音）、東雲初穂（内田真礼）、望月あざみ（山村響）、アナスタシア・パルマ（福原綾香）、クラリス（早見沙織） | 「檄！帝国華撃団〈新章〉」 | ゲーム『新サクラ大戦』オープニングテーマ                                                  |
| 12月12日 | 新サクラ大戦 初回限定版特典CD「歴代歌謡集」                                                                     | 天宮さくら（佐倉綾音）、東雲初穂（内田真礼）、望月あざみ（山村響）、アナスタシア・パルマ（福原綾香）、クラリス（早見沙織） | 「奇跡の鐘（太正二十九年版）」 | ゲーム『新サクラ大戦』挿入歌                                                              |
| 12月12日 | 新サクラ大戦 初回限定版特典CD「歴代歌謡集」                                                                     | 天宮さくら（佐倉綾音）、東雲初穂（内田真礼）、望月あざみ（山村響）、アナスタシア・パルマ（福原綾香）、クラリス（早見沙織）、ホワン・ユイ（上坂すみれ）、ランスロット（沼倉愛美）、エリス（水樹奈々） | 「新たなる」 | ゲーム『新サクラ大戦』エンディングテーマ                                                  |
| 12月12日 | 新サクラ大戦 初回限定版特典CD「歴代歌謡集」                                                                     | クラリス（早見沙織） | 「輪舞」 | ゲーム『新サクラ大戦』関連曲                                                              |
| 12月18日 | SHOW BY ROCK!! BEST Vol.3                                                                                       | 徒然なる操り霧幻庵［阿（早見沙織）］ | 「夜咲太鼓輝や打ち」 「思ひ出咲くや茜空」 | ゲーム『SHOW BY ROCK!!』関連曲                                                            |
| 12月25日 | 彼方のアストラ BD・DVD下巻特典CD                                                                                | ユンファ・ルー（早見沙織） | 「アストラ号の冒険」 | テレビアニメ『彼方のアストラ』挿入歌                                                      |
| 2020年   | | | |                                                                                           |
| 1月29日  | アズールレーン クロスウェーブ オリジナル・サウンドトラック                                                      | 島風（早見沙織） | 「自由の暁」 | ゲーム『アズールレーン クロスウェーブ』主題歌                                             |
| 2月5日   | 異世界ショータイム/ポンコツ！異世界シアター                                                                     | シャルティア（上坂すみれ）、めぐみん（高橋李依）、レム（水瀬いのり）、ヴィーシャ（早見沙織） | 「ポンコツ！異世界シアター」 | テレビアニメ『異世界かるてっと2』エンディングテーマ                                       |
| 3月25日  | プリンセスコネクト！Re:Dive PRICONNE CHARACTER SONG 13                                                          | ペコリーヌ（M・A・O）、コッコロ（伊藤美来）、キャル（立花理香）、ユイ（種田梨沙）、ヒヨリ（東山奈央）、レイ（早見沙織）、シェフィ（近藤玲奈） | 「Mirage Game」 | ゲーム『プリンセスコネクト！Re:Dive』第2部メインテーマ                                    |
| 3月25日  | TARI TARI 白浜坂高校合唱（時々バドミントン）部ベストアルバム                                                    | 白浜坂高校合唱部 | 「思い出の向こうへ」 | 小説『TARI TARI 〜芽吹いたり 照らしたり やっぱり時々歌ったり〜』挿入歌                    |
| 4月22日  | ご注文はうさぎですか??Selection of April Fools' Day                                                             | Diva | 「かさねおり」 | テレビアニメ『ご注文はうさぎですか??』関連曲                                              |
| 5月27日  | 桜夢見し | 帝国歌劇団・花組、エリス（水樹奈々）、ランスロット（沼倉愛美）、ホワン・ユイ（上坂すみれ） | 「桜夢見し」 | テレビアニメ『新サクラ大戦 the Animation』エンディングテーマ                              |
| 5月27日  | 桜夢見し | 帝国歌劇団・花組 | 「桜夢見し」 | テレビアニメ『新サクラ大戦 the Animation』エンディングテーマ                              |
| 7月15日  | ダイヤモンドの純度                                                                                              | 雪ノ下雪乃（早見沙織）、由比ヶ浜結衣（東山奈央） | 「ダイヤモンドの純度」 | テレビアニメ『やはり俺の青春ラブコメはまちがっている。完』エンディングテーマ              |
| 7月15日  | ダイヤモンドの純度                                                                                              | 雪ノ下雪乃（早見沙織） | 「ダイヤモンドの純度 〜Yukino Ballade〜」 | テレビアニメ『やはり俺の青春ラブコメはまちがっている。完』エンディングテーマ              |
| 9月19日  | Blend of Letters                                                                                                | 青山ブルーマウンテン（早見沙織） | 「風の便り」 | テレビアニメ『ご注文はうさぎですか？』関連曲                                              |
| 10月7日  | THE IDOLM@STER CINDERELLA GIRLS Live Broadcast 24magic 〜シンデレラたちの24時間生放送！〜 オリジナルCD          | 高垣楓（早見沙織） | 「Pretty Liar（M@STER VERSION）」 | ゲーム『アイドルマスター シンデレラガールズ スターライトステージ』関連曲                  |
| 11月11日 | THE IDOLM@STER CINDERELLA GIRLS STARLIGHT MASTER GOLD RUSH! 04 ヒーローヴァーサスレイナンジョー                 | 高垣楓（早見沙織） | 「鳥の詩」 | ゲーム『アイドルマスター シンデレラガールズ スターライトステージ』関連曲                  |
| 11月11日 | 新サクラ大戦 the Animation オリジナルサウンドトラック                                                           | 帝国歌劇団・花組 | 「スタァ誕生」 | テレビアニメ『新サクラ大戦 the Animation』挿入歌                                          |
| 11月11日 | 新サクラ大戦 the Animation オリジナルサウンドトラック                                                           | 帝国歌劇団・花組 with クラーラ（和多田美咲） | 「スタァ誕生」 | テレビアニメ『新サクラ大戦 the Animation』エンディングテーマ                              |
| 11月11日 | 新サクラ大戦 the Animation オリジナルサウンドトラック                                                           | 帝国歌劇団・花組 | 「スタァ誕生（別バージョン）」 | テレビアニメ『新サクラ大戦 the Animation』関連曲                                          |
| 11月11日 | ご注文はうさぎですか？ リアレンジ&カバーアルバム                                                                | 青山ブルーマウンテン（早見沙織） | 「怪盗ラパン -The Phantom Thief Lapin-」 | テレビアニメ『ご注文はうさぎですか？』関連曲                                              |
| 11月11日 | ご注文はうさぎですか？ リアレンジ&カバーアルバム                                                                | リゼ（種田梨沙）、モカ（茅野愛衣）、青山ブルーマウンテン（早見沙織） | 「ときめきLOOPにのって」 | テレビアニメ『ご注文はうさぎですか？』関連曲                                              |
| 11月27日 | やはりこのキャラソンはまちがっている。完                                                                        | 雪ノ下雪乃（早見沙織） | 「エブリデイ is パーフェクト」 | テレビアニメ『やはり俺の青春ラブコメはまちがっている。完』関連曲                          |
| 12月2日  | THE IDOLM@STER CINDERELLA MASTER Never ends ＆ Brand new!                                                       | THE IDOLM@STER CINDERELLA GIRLS for BEST5! | 「Never ends」 | ゲーム『アイドルマスター シンデレラガールズ』関連曲                                       |
| 12月16日 | 魔法科高校の劣等生 来訪者編 BD・DVD 第1巻特典CD                                                                 | 司波深雪（早見沙織）、アンジェリーナ＝クドウ＝シールズ（日笠陽子） | 「Rivalry」 | テレビアニメ『魔法科高校の劣等生 来訪者編』関連曲                                         |
| 12月16日 | 魔法科高校の劣等生 来訪者編 BD・DVD 第1巻特典CD                                                                 | 司波深雪（早見沙織）、アンジェリーナ＝クドウ＝シールズ（日笠陽子） | 「燦然RELOADED」 | ゲーム『魔法科高校の劣等生 リローデッド・メモリ』主題歌                                   |
| 12月23日 | プリンセスコネクト！Re:Dive PRICONNE CHARACTER SONG 19                                                          | レイ（早見沙織）、ツムギ（木戸衣吹） | 「Paradox」 | ゲーム『プリンセスコネクト！Re:Dive』挿入歌                                               |
| 12月23日 | プリンセスコネクト！Re:Dive PRICONNE CHARACTER SONG 19                                                          | レイ（早見沙織） | 「Paradox」 | ゲーム『プリンセスコネクト！Re:Dive』挿入歌                                               |
| 2021年   | | | |                                                                                           |
| 2月26日  | ご注文はうさぎですか？ BLOOM BD・DVD第3巻特典CD                                                                 | 青山ブルーマウンテン（早見沙織）、真手凛（木村珠莉） | 「きらめきのみぞ知る行方」 | テレビアニメ『ご注文はうさぎですか？ BLOOM』関連曲                                        |
| 2月      | AIカードダス／アニメ『ゼノンザード＜ZENONZARD＞』 ベストアルバム「ELEMENTS」                                    | アイリエッタ・ラッシュ（早見沙織） | 「Angel's mission」 | ゲーム『ゼノンザード』挿入歌                                                              |
| 4月7日   | TVアニメ「SHOW BY ROCK!! STARS!!」挿入歌ミニアルバム Vol.2                                                      | 徒然なる操り霧幻庵 | 「乙女陽炎」 | テレビアニメ『SHOW BY ROCK!! STARS!!』挿入歌                                              |
| 4月21日  | SHOW BY ROCK!! BEST Vol.4                                                                                       | 徒然なる操り霧幻庵［阿（早見沙織）］ | 「黎明二咲ケ」 「恋詠ノ蝶」 | ゲーム『SHOW BY ROCK!! Fes A Live』関連曲                                                 |
| 6月2日   | Fate/Grand Carnival 1st Season 完全生産限定版特典CD                                                             | マシュ・キリエライト（高橋李依）、ニトクリス（田中美海）、エリザベート・バートリー（大久保瑠美）、酒呑童子（悠木碧）、茨木童子（東山奈央）、女王メイヴ（佐倉綾音）、アタランテ（早見沙織）、謎のヒロインX（川澄綾子）、イシュタル（植田佳奈）、ネロ・クラウディウス（丹下桜）、シトナイ（門脇舞以） | 「すーぱー☆あふぇくしょん」 | OVA『Fate/Grand Carnival』テーマソング                                                    |
| 6月16日  | SHOW BY ROCK!! STARS!! BD第3巻特典CD                                                                            | シアン（稲川英里）、阿（早見沙織）、アイレーン（野口瑠璃子）、しばりん（高野麻里佳） | 「グッデイバイデイ」 | テレビアニメ『SHOW BY ROCK!! STARS!!』関連曲                                              |
| 9月29日  | 魔法科高校の優等生 BD・DVD第1巻特典CD                                                                           | 司波深雪（早見沙織） | 「Felicity」 | テレビアニメ『魔法科高校の優等生』関連曲                                                  |
| 10月27日 | アノーイング！さんさんウィーク！                                                                                | 五十嵐双葉（楠木ともり）、桜井桃子（早見沙織）、黒部夏美（青山玲菜）、月城モナ（古賀葵） | 「アノーイング！さんさんウィーク！」 | テレビアニメ『先輩がうざい後輩の話』オープニングテーマ                                    |
| 10月27日 | アノーイング！さんさんウィーク！                                                                                | 五十嵐双葉（楠木ともり）、桜井桃子（早見沙織）、黒部夏美（青山玲菜）、月城モナ（古賀葵） | 「アイドルソングうたってみた」 | テレビアニメ『先輩がうざい後輩の話』関連曲                                                |
| 11月10日 | THE IDOLM@STER CINDERELLA GIRLS 10th ANNIVERSARY M@GICAL WONDERLAND TOUR!!! MerryMaerchen Land オリジナルCD     | 高垣楓（早見沙織） | 「輝く世界の魔法（M@STER VERSION）」 「Absolute NIne」 「つぼみ」 | ゲーム『アイドルマスター シンデレラガールズ』関連曲                                       |
| 11月17日 | 走れ！「バトルアスリーテス大運動会 ReSTART!」究極のキャラソンアルバム                                           | ヤナ・クリストファ（早見沙織） | 「オリーブの窓」 | テレビアニメ『バトルアスリーテス大運動会 ReSTART!』関連曲                                 |
| 12月1日  | THE IDOLM@STER STARLIT SEASON 01                                                                                | CINDERELLA GIRLS、MILLIONSTARS | 「お願い！シンデレラ」 | ゲーム『アイドルマスター スターリットシーズン』関連曲                                     |
| 12月22日 | THE IDOLM@STER CINDERELLA GIRLS 10th ANNIVERSARY M@GICAL WONDERLAND TOUR!!! Celebration Land オリジナルCD       | 高垣楓（早見沙織） | 「Take me☆Take you」 「キミのそばでずっと」 | ゲーム『アイドルマスター シンデレラガールズ』関連曲                                       |
| 12月22日 | SELECTION PROJECT BD・DVD第1巻特典CD                                                                            | 天沢灯（早見沙織） | 「Only one yell」 | テレビアニメ『SELECTION PROJECT』関連曲                                                   |
| 12月29日 | あの日見た花の名前を僕達はまだ知らない。 10years after BOX 特典CD                                               | 本間芽衣子（茅野愛衣）、安城鳴子（戸松遥）、鶴見知利子（早見沙織） | 「secret base 〜君がくれたもの〜 10th Anniversary ver.」 | テレビアニメ『あの日見た花の名前を僕達はまだ知らない。』関連曲                            |
| 2022年   | | | |                                                                                           |
| 1月12日  | TVアニメ『サクガン』オリジナルサウンドトラック「Endless journey」                                               | シーナ（早見沙織） | 「Answer」 | テレビアニメ『サクガン』挿入歌                                                            |
| 1月12日  | THE IDOLM@STER CINDERELLA GIRLS STARLIGHT MASTER R/LOCK ON! 01 星環世界                                         | 砂塚あきら（富田美憂）、速水奏（飯田友子）、高垣楓（早見沙織）、緒方智絵里（大空直美）、 喜多日菜子（深川芹亜）、宮本フレデリカ（髙野麻美）、相葉夕美（木村珠莉）、中野有香（下地紫野）、片桐早苗（和氣あず未） | 「星環世界（M@STER VERSION）」 | ゲーム『アイドルマスター シンデレラガールズ スターライトステージ』関連曲                  |
| 1月12日  | THE IDOLM@STER CINDERELLA GIRLS STARLIGHT MASTER R/LOCK ON! 01 星環世界                                         | 高垣楓（早見沙織） | 「星環世界（M@STER VERSION）」 | ゲーム『アイドルマスター シンデレラガールズ スターライトステージ』関連曲                  |
| 1月19日  | THE IDOLM@STER STARLIT SEASON 02                                                                                | CINDERELLA GIRLS | 「Star!!」 | ゲーム『アイドルマスター スターリットシーズン』関連曲                                     |
| 1月19日  | THE IDOLM@STER CINDERELLA GIRLS 10th ANNIVERSARY M@GICAL WONDERLAND TOUR!!! CosmoStar Land オリジナルCD         | 高垣楓（早見沙織） | 「恋が咲く季節」 「always」 | ゲーム『アイドルマスター シンデレラガールズ』関連曲                                       |
| 1月26日  | THE IDOLM@STER CINDERELLA MASTER キセキの証 & Let's Sail Away!!! & ココカラミライヘ！                           | 十時愛梨（原田ひとみ）、神崎蘭子（内田真礼）、渋谷凛（福原綾香）、塩見周子（ルゥティン）、島村卯月（大橋彩香）、高垣楓（早見沙織）、安部菜々（三宅麻理恵）、本田未央（原紗友里）、北条加蓮（渕上舞）、鷺沢文香（M・A・O） | 「ココカラミライヘ！」 | ゲーム『アイドルマスター シンデレラガールズ』関連曲                                       |
| 1月26日  | THE IDOLM@STER CINDERELLA MASTER キセキの証 & Let's Sail Away!!! & ココカラミライヘ！ 特別限定盤                | 高垣楓（早見沙織） | 「ココカラミライヘ！」 | ゲーム『アイドルマスター シンデレラガールズ』関連曲                                       |
| 3月2日   | THE IDOLM@STER STARLIT SEASON 03                                                                                | CINDERELLA GIRLS | 「M＠GIC☆」 | ゲーム『アイドルマスター スターリットシーズン』関連曲                                     |
| 4月13日  | THE IDOLM@STER STARLIT SEASON 04                                                                                | 如月千早（今井麻美）、秋月律子（若林直美）、三浦あずさ（たかはし智秋）、四条貴音（原由実）、神崎蘭子（内田真礼）、高垣楓（早見沙織）、最上静香（田所あずさ）、白石紬（南早紀）、白瀬咲耶（八巻アンナ）、杜野凛世（丸岡和佳奈）、奥空心白（田中あいみ）、玲音（茅原実里） | 「ダンス・ダンス・ダンス」 | ゲーム『アイドルマスター スターリットシーズン』関連曲                                     |
| 9月28日  | プリンセスコネクト！Re:Dive PRICONNE CHARACTER SONG 29                                                          | ユイ（種田梨沙）、ヒヨリ（東山奈央）、レイ（早見沙織） | 「Secret Star」 | ゲーム『プリンセスコネクト！Re:Dive』挿入歌                                               |
| 9月28日  | プリンセスコネクト！Re:Dive PRICONNE CHARACTER SONG 29                                                          | レイ（早見沙織） | 「Secret Star」 | ゲーム『プリンセスコネクト！Re:Dive』関連曲                                               |
| 10月28日 | ヒロインたるもの！〜嫌われヒロインと内緒のお仕事〜 BD / DVD 第4巻完全生産限定版特典特典CD                       | HoneyWorks feat. 涼海ひより（水瀬いのり）、服部樹里（佐倉綾音）、中村千鶴（早見沙織） | 「ヒロイン育成計画」 | テレビアニメ『ヒロインたるもの！〜嫌われヒロインと内緒のお仕事〜』エンディングテーマ      |
| 2023年   | | | |                                                                                           |
| 3月15日  | ねぇ、好きって痛いよ。 〜告白実行委員会キャラクターソング集〜                                                   | HoneyWorks feat. 涼海ひより（水瀬いのり）、服部樹里（佐倉綾音）、中村千鶴（早見沙織） | 「東京サニーパーティー」 | テレビアニメ『ヒロインたるもの!〜嫌われヒロインと内緒のお仕事〜』エンディングテーマ       |
| 3月15日  | ねぇ、好きって痛いよ。 〜告白実行委員会キャラクターソング集〜                                                   | HoneyWorks feat. ちゅーたん（早見沙織） | 「同担☆拒否」 「推し★ごと」 「可愛くてごめん」 | 『告白実行委員会〜恋愛シリーズ〜』関連曲                                                  |
| 6月30日  | 劇場版「美少女戦士セーラームーンCosmos」テーマソング・コレクション                                              | セーラー火球（水樹奈々）、セーラースターファイター（井上麻里奈）、セーラースターメイカー（早見沙織）、セーラースターヒーラー（佐倉綾音） | 「セーラースターソング」 | 劇場アニメ『劇場版 美少女戦士セーラームーンCosmos』後編オープニングテーマ                 |
| 6月30日  | 劇場版「美少女戦士セーラームーンCosmos」テーマソング・コレクション                                              | スリーライツ | 「流れ星へ」 | 劇場アニメ『劇場版 美少女戦士セーラームーンCosmos』挿入歌                                 |
| 7月26日  | ポールプリンセス!! -Solo Pole Song Album-                                                                       | 蒼唯ノア（早見沙織） | 「眩暈の波紋」 | Webアニメ『ポールプリンセス!!』挿入歌                                                     |
| 8月17日  | ダンまち～メモリア・フレーゼ～ ボーカルコレクション Song of Familia                                             | リュー・リオン（早見沙織） | 「Lumière」 「Lumière Acoustic ver.」 「Justitia」 | ゲーム『ダンジョンに出会いを求めるのは間違っているだろうか 〜メモリア・フレーゼ〜』主題歌 |
| 8月17日  | ダンまち～メモリア・フレーゼ～ ボーカルコレクション Song of Familia                                             | リュールゥ（早見沙織） | 「赤勇の唄」 | ゲーム『ダンジョンに出会いを求めるのは間違っているだろうか 〜メモリア・フレーゼ〜』主題歌 |
| 10月25日 | THE IDOLM@STER CINDERELLA MASTER Dreamy Anniversary ＆ Next Chapter                                             | THE IDOLMASTER CINDERELLA GIRLS Stage for Cinderella groupA BEST5! | 「Dreamy Anniversary」 | ゲーム『アイドルマスター シンデレラガールズ スターライトステージ』関連曲                  |
| 12月6日  | TVアニメ『婚約破棄された令嬢を拾った俺が、イケナイことを教え込む』EDテーマ「Graceful World」                    | シャーロット・エヴァンズ（早見沙織） | 「Graceful World」 | テレビアニメ『婚約破棄された令嬢を拾った俺が、イケナイことを教え込む』エンディングテーマ  |
| 12月6日  | TVアニメ『婚約破棄された令嬢を拾った俺が、イケナイことを教え込む』EDテーマ「Graceful World」                    | シャーロット・エヴァンズ（早見沙織） | 「ルルリルリララ」 | テレビアニメ『婚約破棄された令嬢を拾った俺が、イケナイことを教え込む』関連曲              |
| 2024年   | | | |                                                                                           |
| 2月16日  | やはりこのキャラソンはまちがっている。～10th Anniversary～                                                      | 雪ノ下雪乃（早見沙織）、由比ヶ浜結衣（東山奈央） | 「to be continued」 | テレビアニメ『やはり俺の青春ラブコメはまちがっている。完』関連曲                          |
| 2月16日  | やはりこのキャラソンはまちがっている。～10th Anniversary～                                                      | 雪ノ下雪乃（早見沙織） | 「resume」 | テレビアニメ『やはり俺の青春ラブコメはまちがっている。完』関連曲                          |
| 3月27日  | 劇場版 ポールプリンセス!! -Complete Album-                                                                      | 蒼唯ノア（早見沙織） | 「剣爛業火」 | 劇場アニメ『劇場版 ポールプリンセス!!』挿入歌                                             |
| 3月27日  | 劇場版 ポールプリンセス!! -Complete Album-                                                                      | 星北ヒナノ（土屋李央）、西条リリア（鈴木杏奈）、東坂ミオ（小倉唯）、南曜スバル（日向未南）、御子白ユカリ（南條愛乃）、紫藤サナ（日高里菜）、蒼唯ノア（早見沙織） | 「Starlight challenge -allstar ver.-」 | 劇場アニメ『劇場版 ポールプリンセス!!』エンディングテーマ                                 |
| 4月1日   | 映画『駒田蒸留所へようこそ』オリジナルサウンドトラック                                                          | 駒田琉生（早見沙織） | 「Dear my future」 | 劇場アニメ『駒田蒸留所へようこそ』主題歌                                                  |
| 5月15日  | THE IDOLM@STER CINDERELLA GIRLS STARLIGHT MASTER COLLABORATION! ジュビリー                                      | 星街すいせい、高垣楓（早見沙織） | 「ジュビリー（M@STER VERSION）」 | ゲーム『アイドルマスター シンデレラガールズ スターライトステージ』関連曲                  |
| 5月15日  | THE IDOLM@STER CINDERELLA GIRLS STARLIGHT MASTER COLLABORATION! ジュビリー                                      | 高垣楓（早見沙織） | 「ジュビリー（M@STER VERSION）」 | ゲーム『アイドルマスター シンデレラガールズ スターライトステージ』関連曲                  |
| 5月29日  | THE IDOLM@STER CINDERELLA MASTER WINTER and WINDOW                                                              | THE IDOLMASTER CINDERELLA GIRLS Stage for Cinderella BEST5! | 「WINTER and WINDOW」 | 『アイドルマスター シンデレラガールズ』関連曲                                             |
| 5月29日  | THE IDOLM@STER CINDERELLA MASTER WINTER and WINDOW                                                              | 高垣楓（早見沙織） | 「WINTER and WINDOW」 | 『アイドルマスター シンデレラガールズ』関連曲                                             |
| 7月5日   | TVアニメ『疑似ハーレム』エンディングテーマ「アドリブ」                                                          | 七倉凛（早見沙織） | 「アドリブ」 | テレビアニメ『疑似ハーレム』エンディングテーマ                                            |
| 7月31日  | 魔法科高校の劣等生 ダブルセブン編1 BD・DVD特典CD                                                                | 司波深雪（早見沙織） | 「AFTERGLOW」 | テレビアニメ『魔法科高校の劣等生』関連曲                                                  |
| 11月20日 | TVアニメ『響け！ユーフォニアム３』キャラクターソングシングル Vol.3                                              | 田中あすか（寿美菜子）、小笠原晴香（早見沙織）、中世古香織（茅原実里） | 「あれから」 | テレビアニメ『響け!ユーフォニアム3』関連曲                                                |
| 12月11日 | 「愚物語」 / つきひアンドゥ Blu-ray&DVD【完全生産限定版】                                                       | 阿良々木月火（井口裕香）、斧乃木余接（早見沙織） | 「icecream°」 | テレビアニメ『〈物語〉シリーズ オフ&モンスターシーズン』オープニングテーマ                |
| 12月25日 | TVアニメ「結婚するって、本当ですか」オリジナル・サウンドトラック                                                | 本城寺莉香（早見沙織） | 「キラキラ」 | テレビアニメ『結婚するって、本当ですか』関連曲                                            |
| 12月25日 | TVアニメ「結婚するって、本当ですか」オリジナル・サウンドトラック                                                | 本城寺莉香（早見沙織）、大原拓也（熊谷健太郎） | 「つまりは」 | テレビアニメ『結婚するって、本当ですか』関連曲                                            |
| 2025年   | | | |                                                                                           |
| 1月8日   | 「撫物語」第一巻 / なでこドロー（上） Blu-ray&DVD【完全生産限定版】                                             | 千石撫子（花澤香菜）、斧乃木余接（早見沙織） | 「caramel ribbon cursetard」 | テレビアニメ『〈物語〉シリーズ オフ&モンスターシーズン』オープニングテーマ                |
| 2月5日   | Dokkin♢魔法つかいプリキュア!!Part3〜MIRAI DAYS〜/キセキラリンク                                                 | キュアミラクル（高橋李依）、キュアマジカル（堀江由衣）、キュアフェリーチェ（早見沙織） | 「キセキラリンク」 | テレビアニメ『魔法つかいプリキュア!!〜MIRAI DAYS〜』エンディングテーマ                    |

### 作詞・作曲
2015年
- やさしい希望（作詞）
  - ブルーアワーに祈りを（作詞）

2016年
- Installation（作詞・矢吹香那と共同作曲）
  - その声が地図になる（矢吹香那と共同作詞・作曲）

- 1stアルバム『Live Love Laugh』収録曲
  - レンダン（作詞）
  - あるゆらぐひ（作詞・川崎里実と共同作曲）
  - To years letter（作詞）

- 1stミニアルバム『live for LIVE』収録曲
  - ふりだし（作詞）
  - 雨の水平線（作詞・矢吹香那と共同作曲）

2017年
- SIDE SEAT TRAVEL（作詞・作曲）

2018年
- Jewelry（作詞・作曲）
  - 琥珀糖（作詞・作曲）

- メトロナイト（作詞・作曲）
  - SUNNY SIDE TERRACE（作詞・作曲）

- 2ndアルバム『JUNCTION』収録曲
  - 夏目と寂寥（作詞・作曲）
  - 白い部屋（作詞・作曲）
  - 祝福（作詞・作曲）
  - Bleu Noir（作詞・作曲）
  - Bye Bye（作詞・作曲）
  - 温かな赦し（作詞・作曲）

2019年
- Statice（作詞）

2020年
- 2ndミニアルバム『シスターシティーズ』
  - yoso（作詞）
  - mist（作詞）
  - ザラメ（作詞）
  - 遊泳（作詞）
  - PLACE（作詞）

- 3rdミニアルバム『GARDEN』
  - garden（作詞・作曲）
  - 瀬戸際（作詞・作曲）
  - Akasaka5（作詞・作曲）
  - glimmer（作詞・作曲）
  - ワンスモア（矢吹香那と共同作詞）

## ライブ

### 合同ライブ
| 出演日         | タイトル                                                                                                  | 会場                                                 |
| -------------- | --- | ---------------------------------------------------- |
| 2008年7月27日  | セキレイ夏祭り                                                                                            | 秋葉原UDX（東京都）                                  |
| 2010年3月20日  | そらのおとしもの 大感謝祭 〜青春ヒットパラダイス〜                                                        | CLUB CITTA'（神奈川県）                              |
| 2013年4月13日  | true tears×花咲くいろは×TARI TARI ジョイントフェスティバル                                                | 舞浜アンフィシアター（千葉県）                       |
| 2013年4月21日  | ハヤテのごとく!×神のみぞ知るセカイ・ジョイントコンサート2013 『本日、満開桜色!』                          | パシフィコ横浜国立大ホール（神奈川県）               |
| 2014年4月6日   | THE IDOLM@STER CINDERELLA GIRLS 1stLIVE WONDERFUL M@GIC!!                                                 | 舞浜アンフィシアター（千葉県）                       |
| 2015年11月8日  | SHOW BY ROCK!! presents 徒然なるクリクリプラズマ♪ガールズバンドふぇすてぃばる！〜みーんな大好きにゃん？〜 | STUDIO COAST（東京都）                               |
| 2016年1月23日  | リスアニ! LIVE 2016                                                                                       | 日本武道館（東京都）                                 |
| 2016年8月27日  | Animelo Summer Live 2016 刻-TOKI-                                                                         | さいたまスーパーアリーナ（埼玉県）                   |
| 2016年10月16日 | THE IDOLM@STER CINDERELLA GIRLS 4thLIVE TriCastle Story 346 Castle                                        | さいたまスーパーアリーナ（埼玉県）                   |
| 2017年3月4日   | 「魔法少女育成計画」キャラクターソング LIVE 『Musica Magica』                                             | 舞浜アンフィシアター（千葉県）                       |
| 2017年6月4日   | SHOW BY ROCK!! presents ガールズバンドふぇすてぃばる2017                                                  | 和光市民文化センター サンアゼリア 大ホール（埼玉県） |
| 2017年8月25日  | Animelo Summer Live 2017 -THE CARD-                                                                       | さいたまスーパーアリーナ（埼玉県）                   |
| 2017年9月30日  | THE ANONYMOUS NOISE SPECIAL LIVE 17.9.30 WWW X SHIBUYA                                                    | WWW (ライブハウス)（東京都）                         |
| 2018年1月27日  | リスアニ！LIVE 2018                                                                                       | 日本武道館（東京都）                                 |
| 2018年3月3日   | ANIMAX MUSIX 2018 OSAKA                                                                                   | 大阪城ホール（大阪府）                               |
| 2018年8月26日  | Animelo Summer Live 2018 "OK!"                                                                            | さいたまスーパーアリーナ（埼玉県）                   |
| 2019年8月3日   | リスアニ！LIVE SPECIAL EDITION ナツヤスミ                                                                 | Zepp Tokyo（東京都）                                 |
| 2019年11月24日 | 「SHOW BY ROCK!!」3969 GRATEFUL ROCK FESTIVAL                                                             | オリンパスホール八王子（東京都）                     |
| 2019年12月28日 | リスアニ！LIVE SHANGHAI                                                                                   | バンダイナムコ上海文化センター 夢想劇場（上海市）    |
| 2020年8月30日  | Animelo Summer Night in Billboard Live                                                                    | ビルボードライブ東京（ライブ配信）                   |
| 2021年2月14日  | オダイバ!!超次元音楽祭 -ヨコハマからハッピーバレンタインフェス2021-                                       | ぴあアリーナMM（神奈川県）                           |
| 2021年8月29日  | Animelo Summer Live 2021 -COLORS-                                                                         | さいたまスーパーアリーナ（埼玉県）                   |
| 2022年4月3日   | THE IDOLM@STER CINDERELLA GIRLS 10th ANNIVERSARY M@GICAL WONDERLAND!!!                                    | ベルーナドーム（埼玉県）                             |
| 2023年1月28日  | リスアニ！LIVE 2023                                                                                       | 日本武道館（東京都）                                 |
| 2023年4月2日   | ポールプリンセス!! Special Event〜Wish Upon a Polestar〜                                                  | 豊洲PIT（東京都）                                    |
| 2025年5月18日  | 魔法つかいプリキュア!!〜MIRAI DAYS〜後夜祭                                                                | シアターGロッソ（東京都）                            |

### その他ライブ
- 中川かのん starring 東山奈央 1st コンサート2012 Ribbon Revolution（2012年2月12日、日比谷公会堂〈東京都〉）ゲスト出演
- 水樹奈々NANA MUSIC LABORATORY 2019 〜ナナラボ〜（2019年3月23日、ひめぎんホール〈愛媛県〉）ゲスト出演